# 古罗马历史年表
古罗马年表按照时间先后顺序，列举古罗马重要历史事件。由于史料限制，部分历史事件的准确发生时间可能会有一年左右的偏差。

## 王政时代（前753年—前509年）
- 前754年 － 阿尔巴隆伽战役。阿尔巴隆伽国王阿穆利乌斯（英语：Amulius）曾篡夺政权，被其兄弟努米托（英语：Numitor）和侄孙罗慕路斯率领的庞大战团击败并杀死，其子全部被杀。
- 前753年 － 相传，罗慕路斯与雷穆斯在这一年建立罗马市，标志罗马王政时代的开始，罗慕路斯成为第一任国王。
- 前753年~前715年 － 国王罗慕路斯在位，建立了罗马元老院、军队和第一个宗教机构。
- 前715年~前673年 － 萨宾人国王努马·庞皮里乌斯在位，建立了罗马许多重要的宗教和政治机构，引入了十二个月的太阳历。
- 前672年~前641年 － 国王图路斯·荷提里乌斯在位，击败并摧毁了阿尔巴隆伽，将其贵族家族融入罗马贵族阶层。
- 前641年~前616年 － 萨宾人国王安古斯·马奇乌斯由库里亚大会选举即位，建立古奥斯提亚港，并击败萨宾人。
- 前616年~前575年 － 伊特鲁里亚人国王卢基乌斯·塔奎尼乌斯·布里斯库斯在位，扩大了罗马对拉丁姆的霸权，罗马元老院成员人数增加一倍，达到200人，排干了古罗马广场的水，并建造了马克西姆下水道和马克西穆斯竞技场。
- 前575年~前535年 － 卢基乌斯·塔奎尼乌斯·布里斯库斯的女婿塞尔维乌斯·图利乌斯在位，建立了塞尔维乌斯部落（英语：Roman tribe）和森都利亚大会，修建了狄阿娜神庙和围绕城市的塞维安城墙，创立了十字路口节（英语：Compitalia），将女儿嫁给卢基乌斯·塔奎尼乌斯·布里斯库斯之子卢基乌斯·塔奎尼乌斯·苏培布斯。
- 前535年~前509年 － 卢基乌斯·塔奎尼乌斯·苏培布斯弑君篡位，征服多个拉丁城市并建立殖民地，建造了朱庇特神庙。

## 共和时代（前509年—前27年）
- 前509年 － 国王卢基乌斯·塔奎尼乌斯·苏培布斯被驱逐，罗马共和国建立。
- 前508年 － 罗马-伊特鲁里亚战争：克鲁西姆（英语：Clusium）军队未能征服罗马。
- 前504年 － 罗马-萨宾战争（英语：Roman–Sabine wars）：公元前 504 年，罗马执政官普布普鲁库斯（英语：Publius Valerius Poplicola）率军战胜萨宾人。
- 前501年 － 面对潜在的萨宾入侵，元老院授权执政官任命独裁官，即在国家紧急状态期间拥有绝对权力的行政长官。
- 前496年 － 雷吉卢斯湖战役（英语：Battle of Lake Regillus）：拉丁同盟入侵现代弗拉斯卡蒂附近，试图重新扶植卢基乌斯·塔奎尼乌斯·苏培布斯。
- 前494年 － 第一次平民脱离运动：卢修斯·西西尼乌斯·维卢图斯（英语：Lucius Sicinius Vellutus）率领平民放弃罗马，前往附近的圣山（英语：Mons Sacer）。
- 前471年 － 在一项允许组织平民部落的法律之后，平民会议由部落而不是库里亚（英语：Curia）组织。
- 前459年 － 在民众的压力下，元老院将平民保民官的数量从两人增加到了十人。
- 前458年 － 在辛辛纳图斯第一次独裁统治期间，埃奎人（英语：Aequi）发动了一场攻势，破坏了停战协议。辛辛纳图斯在阿尔吉多斯山之战（英语：Battle of Mount Algidus）中击败了埃奎人（英语：Aequi），并在胜利之后于 16 天后返回了他的农场。
- 前449年 － 第二次平民脱离运动。平民会议的决议开始具有完全的法律效力，但须经元老院否决。十二铜表法颁布完成。
- 前447年 － 部落会议（英语：Tribal assembly）成立，并被授予选举财务官的权利。
- 前445年 － 第三次平民脱离运动。《卡努勒亚法（英语：Lex Canuleia）》承认贵族与平民间跨等级的通婚。
- 前443年 － 设立有军事指挥权的保民官（英语：Consular tribune），由三位贵族或平民保民官组成的委员会每年行使执政官的权力。设立监察官，由贵族行政长官负责在没有执政官的年份进行人口普查。
- 前439年 － 贵族们要求辛辛纳图斯接受第二次独裁统治，以防止被怀疑收买民心以自立为王的斯普里乌斯·梅利乌斯（英语：Spurius Maelius）夺取政权。盖乌斯·塞维利乌斯·阿哈拉（英语：Gaius Servilius Ahala）被任命为骑士统领，并杀死发动袭击的斯普里乌斯·梅利乌斯（英语：Spurius Maelius）。辛辛纳图斯再次辞去独裁统治，并在21天后返回他的农场。
- 前435年 － 维爱人攻占台伯河上的一个重要贸易站菲德奈（英语：Fidenae）。
- 前396年 － 独裁官马库斯·福利乌斯·卡米卢斯攻占维爱。
- 前390年 － 阿利亚之战：罗马人被塞农人击溃，随后罗马被塞农人洗劫。
- 前367年 － 再次引入执政官制度。
- 前366年 － 卢修斯·塞克斯提乌斯（英语：Lucius Sextius Lateranus）当选为第一任平民执政官。仅限贵族担任的罗马民选官设立，负责承担执政官的司法职责。
- 前351年 － 第一位平民独裁者和第一位平民监察官由选举产生。
- 前343年 － 第一次萨莫奈战争爆发。罗马人向萨莫奈人发起进攻，于巴巴罗山（英语：Mount Barbaro）附近击溃萨莫奈军队。
- 前342年 － 第四次平民脱离运动。
- 前341年 － 第一次萨莫奈战争以谈判达成和平而告终。
- 前340年 － 拉丁战争爆发。拉丁同盟入侵萨莫奈。
- 前337年 － 第一位平民民选官由选举产生。
- 前326年 － 在未能阻止萨莫奈人袭击福莱杰雷（英语：Fregellae）后，罗马向萨莫奈人宣战，第二次萨莫奈战争爆发。
- 前321年 － 卡夫丁峡谷战役：罗马人被萨莫奈人困在一个封闭的山谷中后撤退。
- 前315年 － 劳图莱战役（英语：Battle of Lautulae）：萨莫奈人在泰拉奇纳附近取得决定性胜利并将罗马领土一分为二。
- 前311年 － 伊特鲁里亚人围攻苏特里。
- 前310年 － 瓦迪莫湖战役（英语：Battle of Lake Vadimo (310 BC)）：罗马重创伊特鲁里亚人。
- 前308年 － 翁布里人（英语：Umbri）、皮森特人（英语：Picentes）和马尔西人（英语：Marsi）加入萨莫奈人对抗罗马。
- 前306年 － 赫尔尼奇人（英语：Hernici）宣布脱离罗马而独立。
- 前304年 － 罗马征服了埃奎人（英语：Aequi），第二次萨莫奈战争以和约结束。
- 前298年 － 第三次萨莫奈战争爆发，罗马向萨莫奈人宣战，占领博亚诺和桑格罗堡。
- 前297年 － 蒂费尔努姆战役（英语：Battle of Tifernum）：罗马以少胜多，于卡斯泰洛城战胜萨莫奈人。
- 前295年 － 森提努姆战役（英语：Battle of Sentinum）：罗马军队以少胜多，在森提努姆（英语：Sentinum）击败萨莫奈人、伊特鲁里亚人、翁布里人（英语：Umbri）和塞农人的联军。
- 前294年 － 罗马军队和萨莫奈人在卢切拉交战。
- 前293年 － 阿奎洛尼亚战役（英语：Battle of Aquilonia）：罗马军队摧毁了大部分萨莫奈军队。
- 前291年 － 罗马征服萨莫奈城市韦诺萨。
- 前290年 － 第三次萨莫奈战争结束，罗马彻底征服萨莫奈人。
- 前287年 － 第五次平民脱离运动。霍滕西亚法（英语：Lex Hortensia）的通过使平民会议的决议对所有罗马人具有约束力。
- 前283年 － 瓦迪莫湖之战（英语：Battle of Lake Vadimo (283 BC)）：罗马击败伊特鲁里亚人、波伊人和塞农人的联军。
- 前281年 － 塔兰托向伊庇鲁斯同盟求助，以抵抗罗马。
- 前280年 － 伊庇鲁斯国王皮洛士率约25,000人军队在塔兰托登陆，皮洛士战争爆发。皮洛士在赫拉克利亚战役击败罗马执政官布利乌斯·瓦莱里乌斯·拉埃维努斯（英语：Publius Valerius Laevinus）所带领的罗马军团。
- 前279年 － 皮洛士在阿斯库路姆战役中惨胜，也是西方谚语皮洛士的胜利的来由。
- 前275年 － 罗马军队和伊庇鲁斯军队在贝内文托展开了一场血战。
- 前272年 － 皮洛士率军撤退到伊庇鲁斯，塔兰托向罗马投降，皮洛士战争结束。
- 前267年 － 财务官的数量从四人增加到十人。
- 前264年 － 第一次布匿战争爆发。罗马军队在墨西拿击败了迦太基和叙拉古人的驻军。
- 前242年 － 创立罗马民选官，负责管辖外国人。
- 前241年 － 罗马和迦太基签定和约。西西里为罗马所有。并且迦太基割让“西西里与意大利之间的岛屿”，不包括撒丁岛和科西嘉岛。迦太基赔偿罗马3200他连特。西西里行省建立。
- 前238年 － 佣兵战争中的迦太基形势危急。罗马接受迦太基的撒丁岛守军于去年提出的投降要求，进占撒丁岛。
- 前237年 － 迦太基胜利结束佣兵战争。要求罗马归还撒丁岛。罗马以武力威胁。精疲力尽的迦太基被迫屈服。罗马正式吞并撒丁岛和科西嘉岛。科西嘉与萨丁尼亚行省建立。
- 前229年 － 第一次伊利里亚战争爆发。罗马入侵了阿尔迪安人（英语：Ardiaei）的领土。
- 前228年 － 第一次伊利里亚战争以罗马胜利告终，阿尔迪安人（英语：Ardiaei）被迫与罗马媾和，放弃莱什城以南的沿海地区，并向罗马纳贡。罗马立法洛斯的德米特里（英语：Demetrius of Pharos）为阿尔迪安附属国王。
- 前227年 － 财务官的人数从6升至8人，大法官人数从2升至4人。
- 前225年 － 泰拉蒙战役：罗马击败入侵的高卢人。执政官盖乌斯·阿蒂利乌斯·雷古鲁斯（英语：Gaius Atilius Regulus (consul 225 BC)）被杀。
- 前223年 － 击败山南高卢人。
- 前219年 － 第二次伊利里亚战争。罗马入侵赫瓦尔岛。
- 前218年 － 第二次布匿战争爆发。迦太基军队离开卡塔赫纳。阿尔迪安国王法洛斯的德米特里（英语：Demetrius of Pharos）只身逃往马其顿王国。
- 前216年 － 汉尼拔在坎尼战役击败了数量上占优势的罗马军队。
- 前214年 － 第一次马其顿战争爆发。马其顿王国舰队攻占了奥里库姆。罗马开始围攻叙拉古。战事在希腊半岛进行，罗马主要以其希腊盟友与马其顿王国作战。前205年的和约规定恢复战前状态。
- 前212年 － 罗马攻破叙拉古并屠杀其居民。
- 前205年 － 第一次马其顿战争结束。罗马与马其顿王国签署了《腓尼基和约》，根据该条约，马其顿王国放弃与迦太基的联盟，以换取罗马承认其在伊利里亚的利益。
- 前204年 － 大西庇阿率领一支入侵舰队在乌提卡登陆，侵入阿非利加。
- 前202年 － 大西庇阿在扎马战役中彻底战胜汉尼拔。
- 前201年 － 迦太基接受罗马的和平条件，包括裁军、一万塔兰特的战争赔款以及割让伊比利亚，第二次布匿战争结束。
- 前200年 － 第二次马其顿战争爆发。罗马舰队抵达伊利里亚，解除马其顿王国对阿卑多斯的围攻。
- 前197年 － 近西班牙和远西班牙成为罗马行省。财务官的人数从8升至12人，民选官人数从4升至6人。
- 前196年 － 第二次马其顿战争以马其顿王国对希腊征服地的放弃与战争赔款而告终。
- 前192年 － 塞琉古帝国入侵希腊，罗马-塞琉古战争爆发。
- 前188年 － 阿帕米亚和约签订，罗马-塞琉古战争结束。塞琉古国王安条克三世完全放弃欧洲及托鲁斯山脉以西的亚洲地方、交出他所有的大象、以及只能拥有12艘战船作为国民治安之用，然而在受到攻击时他可以有多一些战船，并支付15,000塔兰同银币。帕加马和罗德岛获得了塞琉古帝国在安纳托利亚的全部领土作为长期支持罗马的回报，罗马的政治霸权得以扩张到地中海东部。
- 前172年 － 第三次马其顿战争爆发，罗马向马其顿王国宣战。
- 前167年 － 马其顿王国国王珀尔修斯被俘，第三次马其顿战争结束。马其顿王国被分为四个区，受罗马统治。
- 前155年 － 卢西坦人反抗罗马，卢西坦战争爆发。
- 前150年 － 安德里斯库斯自称是珀尔修斯的儿子和马其顿王国的合法国王反抗罗马，第四次马其顿战争爆发。
- 前149年 － 罗马对迦太基宣战，第三次布匿战争爆发。
- 前148年 － 安德里斯库斯被俘后被处决，第四次马其顿战争结束。
- 前146年 － 小西庇阿摧毁迦太基，第三次布匿战争结束。罗马军队在科林斯彻底击败了亚该亚同盟的军队，史称亚该亚战争。马其顿和阿非利加行省建立。
- 前139年 － 卢西坦人的领袖维里阿修斯被罗马人暗杀，卢西坦战争结束。
- 前133年 － 平民保民官提比略·格拉古因颁布土地法案被杀害。帕加马王国国王阿塔罗斯三世去世，遗嘱宣布要把他的王国“赠给罗马”，亚细亚行省建立。阿里斯东尼克自立为帕加马王国国王，反抗罗马统治。
- 前129年 － 阿里斯东尼克被罗马击败并绞死。
- 前121年 － 纳博讷高卢行省建立，以确保到西班牙通路的安全。元老院颁布首部捍卫共和决议以平息由保民官盖约·格拉古引起的暴动威胁。
- 前112年 － 朱古达战争爆发，罗马对努米底亚国王朱古达宣战。
- 前107年 － 盖乌斯·马略当选执政官。
- 前106年 － 盖乌斯·马略再次当选执政官。努米底亚国王朱古达被囚禁在马梅尔定监狱，朱古达战争结束。
- 前105年 － 阿劳西奥战役：罗马军团被辛布里人和条顿人重创。
- 前104年 － 盖乌斯·马略被选连任五年的执政官。
- 前102年 － 盖乌斯·马略于六河战役（英语：Battle of Aquae Sextiae）击败条顿人和安布罗内人。
- 前101年 － 韦尔切利之战（英语：Battle of Vercellae）：罗马军队以少胜多，彻底击败辛布里人。辛布里战争结束。
- 前100年 － 执政官候选人盖乌斯·梅米乌斯（英语：Gaius Memmius (governor of Macedonia)）遇刺身亡。
- 前96年 － 昔兰尼国王托勒密·阿皮翁临终前将王国献给罗马。
- 前91年 － 同盟者战争（Social wars）爆发，罗马的众多意大利同盟城邦叛乱。
- 前89年 － 本都王国重新占领卡帕多西亚，第一次米特里達梯战争爆发。
- 前88年 － 执政官卢基乌斯·科尔内利乌斯·苏拉统军攻入罗马。同盟者战争以罗马共和国的胜利而告终，波河以南的意大利地区被统一在共和国之中。本都王国几乎已征服了整个安纳托利亚西部，随后进军欧洲，占领马其顿。
- 前87年 － 除了伊庇鲁斯之外，整个希腊都投向了米特里达梯六世。卢基乌斯·科尔内利乌斯·苏拉率领罗马军队在伊庇鲁斯登陆，以对抗本都王国，随后开始围攻雅典。
- 前86年 － 卢基乌斯·科尔内利乌斯·苏拉攻克雅典，洗劫并毁坏了比雷埃夫斯港，后于喀罗尼亚战役战胜本都王国军队。
- 前85年 － 罗马与本都王国达成和平协议，本都王国恢复战前的边界，第一次米特里達梯战争结束。
- 前83年 － 卢基乌斯·科尔内利乌斯·苏拉发动内战，在布林迪西登陆。罗马将军卢修斯·李锡尼乌斯·穆雷纳（英语：Lucius Licinius Murena (praetor 88 BC)）入侵本都王国，第二次米特里達梯战争爆发。
- 前82年 － 苏拉回到罗马，任独裁官。
- 前81年 － 卢修斯·李锡尼乌斯·穆雷纳（英语：Lucius Licinius Murena (praetor 88 BC)）撤军，第二次米特里達梯战争以本都胜利告终。苏拉在同年实施了多项改革后辞去独裁官。
- 前80年 － 苏拉的最后一任执政官任期，一年结束后他离开了罗马。
- 前82年 － 塞多留，最后的马略党人，登陆伊比利亚半岛，支持卢西塔尼亚叛乱。
- 前74年 － 末代比提尼亚国王尼科美德四世去世后按遗嘱将王国赠予罗马。
- 前73年 － 本都王国入侵比提尼亚，第三次米特里達梯战争爆发。70多名角斗士和奴隶在斯巴达克斯的率领下逃离卡普阿的角斗士训练所并发动起义，斯巴达克斯起义爆发。
- 前72年 － 塞多留被刺杀，随后叛乱被格奈乌斯·庞培镇压。
- 前71年 － 斯巴达克斯起义失败，斯巴达克斯被杀。
- 前69年 － 昆图斯·卡埃基利乌斯·梅特鲁斯·克雷提库斯（英语：Quintus Caecilius Metellus Creticus）占领克里特，克里特与昔兰尼加行省建立。
- 前67年 － 格奈乌斯·庞培清剿地中海海盗。
- 前63年 － 本都王国国王米特拉达梯六世战败后，命令他的朋友和保镖杀死自己，第三次米特里達梯战争结束。格奈乌斯·庞培灭亡塞琉古帝国，并使犹太人的哈斯蒙尼王朝成为罗马附属国。比提尼亚与本都行省与叙利亚行省建立。西塞罗任执政官，粉碎平民派领袖喀提林企图夺权阴谋。
- 前60年 － 前三头同盟建立，包括尤利乌斯·凯撒、格奈乌斯·庞培和马库斯·李锡尼·克拉苏缔结秘密同盟。
- 前60年 － 尤利乌斯·凯撒当选执政官。
- 前58年 － 尤利乌斯·凯撒发动高卢战争。塞浦路斯并入罗马。
- 前55年 － 尤利乌斯·凯撒第一次入侵不列颠。
- 前54年 － 尤利乌斯·凯撒第二次入侵不列颠。
- 前53年 － 安息帝国在卡莱战役击败罗马军队并杀死马库斯·李锡尼·克拉苏。
- 前50年 － 尤利乌斯·凯撒彻底征服高卢，高卢战争结束。
- 前49年 － 尤利乌斯·凯撒率领军队非法越过卢比孔河进入意大利。
- 前48年 － 尤利乌斯·凯撒在都拉斯登陆，追击格奈乌斯·庞培及其党羽贵族。格奈乌斯·庞培被托勒密王朝派人杀死。
- 前46年 － 尤利乌斯·凯撒离开阿非利加前往伊比利亚追击格奈乌斯·庞培残党。新阿非利加行省建立。
- 前44年 － 尤利乌斯·凯撒遇刺身亡。
- 前43年 － 提提亚法授予屋大维、马克·安东尼和雷必达制定、废除法律和任命法的权力，史称后三头同盟。
- 前42年 － 屋大维和马克·安东尼率领大约三十个军团前往希腊北部追击刺杀尤利乌斯·凯撒的刺客马尔库斯·尤利乌斯·布鲁图斯和盖乌斯·卡西乌斯·朗基努斯。马尔库斯·尤利乌斯·布鲁图斯战败后自杀身亡。
- 前40年 － 西努米底亚在最后一位国王死后被吞并。
- 前39年 － 屋大维娶了莉薇娅，提比略的生母，使提比略成为屋大维的继子。
- 前33年 － 马克·安东尼被安息帝国击败。后三头同盟瓦解。
- 前31年 － 亚克兴海战：忠于屋大维的军队击败了马克·安东尼和他的情人埃及女王克娄巴特拉七世。
- 前30年 － 马克·安东尼与克娄巴特拉七世自杀身亡。托勒密王朝灭亡，埃及行省建立。
- 前29年 － 默西亚并入罗马。坎塔布里亚战争爆发。

## 儒略-克劳狄王朝（前27年—68年）
- 前27年 － 元老院授予屋大维“奥古斯都”和“第一公民”的头衔。
- 前25年 － 屋大维指定他的侄子马尔库斯·克劳狄乌斯·马塞卢斯为他的继承人，并让他娶自己的独生女大茱莉亚。罗马附庸国加拉太的阿明塔斯（英语：Amyntas of Galatia）去世。 屋大维将其领土划为加拉太行省。
- 前24年 － 屋大维命埃及总督埃利乌斯·加卢斯（英语：Aelius Gallus）远征阿拉伯半岛，以失败告终。
- 前23年 － 屋大维集中铸造罗马货币并改革其成分和价值。马尔库斯·克劳狄乌斯·马塞卢斯去世。
- 前22年 － 埃塞俄比亚入侵上埃及，被击退。
- 前21年 － 屋大维命名将玛尔库斯·维普撒尼乌斯·阿格里帕离婚，迎娶大茱莉亚。
- 前19年 － 坎塔布里亚战争以罗马彻底征服坎塔布里亚和阿斯图里亚斯告终。
- 前18年 － 屋大维作出改革，鼓励元老院的元老和罗马骑士相互通婚。
- 前17年 － 屋大维收养了玛尔库斯·维普撒尼乌斯·阿格里帕和大茱莉亚的儿子，以及他的孙子盖乌斯·凯撒和卢基乌斯·凯撒为自己的儿子。
- 前16年 － 雷蒂亚和诺里库姆被罗马吞并。日耳曼部落跨过莱茵河，劫掠高卢和日耳曼行省。
- 前13年 － 屋大维授予玛尔库斯·维普撒尼乌斯·阿格里帕五年保民官权力，并派他镇压潘诺尼亚人。
- 前12年 － 尼禄·克劳狄·德鲁苏斯首次入侵日耳曼尼亚征服斯卡姆布里族（英语：Sicambri），随后从高卢北部海上入侵并征服了沿岸日耳曼部落。玛尔库斯·维普撒尼乌斯·阿格里帕病死。
- 前11年 － 屋大维命继子提比略离婚，迎娶大茱莉亚，并出征潘诺尼亚。
- 前9年 － 尼禄·克劳狄·德鲁苏斯在出征日耳曼人的途中从马上摔下受伤而死亡。潘诺尼亚被罗马吞并。
- 前8年 － 屋大维谋臣梅塞纳斯去世。提比略率军出征日耳曼。
- 前6年 － 屋大维授予提比略五年保民官权力，提比略拒绝并宣布退居罗得岛。
- 前2年 － 屋大维被元老院授予国父称号。屋大维判处大茱莉亚通奸和叛国罪，废除了她与提比略的婚姻，并将她与她的母亲流放。
- 2年 － 卢基乌斯·凯撒去世。屋大维允许提比略以普通公民身份返回罗马。
- 4年 － 盖乌斯·凯撒去世。屋大维收提比略为养子，并授予他保民官的权力，前往日耳曼战场。尼禄·克劳狄·德鲁苏斯之子日耳曼尼库斯被过继给提比略。
- 6年 － 猶太变成罗马的一个行省。达尔马提亚人在伊利里亚起义反抗罗马统治。
- 8年 － 玛尔库斯·维普撒尼乌斯·阿格里帕和大茱莉亚之女小尤莉娅因通奸被流放。
- 9年 － 达尔马提亚叛乱被平定。日耳曼人在条顿堡森林战役伏击并歼灭了罗马的三个军团，罗马指挥官瓦鲁斯自杀。
- 10年 － 提比略开始指挥日耳曼尼亚的罗马军队。伊利里库姆被划分为潘诺尼亚行省和达尔马提亚行省。
- 13年 － 提比略被授予与屋大维同等的权力，成为共同元首。
- 14年 － 屋大维去世。日耳曼尼库斯被任命为日耳曼尼亚罗马军队的指挥官。驻潘诺尼亚军团哗变，提比略之子德鲁苏斯·尤里乌斯·凯撒率军镇压。日耳曼尼库斯镇压驻日耳曼尼亚军团哗变。
- 15年 － 日耳曼尼库斯跨过莱茵河入侵查塔人（英语：Chatti）。
- 16年 － 日耳曼尼库斯率领的罗马军队在威悉河上彻底击败了日耳曼军队。
- 17年 － 日耳曼尼库斯被召回罗马，提比略任命他与自己共同担任下一任执政官。罗马附庸国卡帕多西亚末代国王阿基劳斯去世，领土被罗马吞并，建立卡帕多西亚行省。科马基尼王国国王安条克三世去世，领土并入叙利亚行省。
- 19年 － 日耳曼尼库斯死于安条克，疑似被提比略毒死。
- 21年 － 高卢爆发叛乱，后被镇压。
- 22年 － 提比略授予德鲁苏斯·尤里乌斯·凯撒保民官的权力，并与他共同担任执政官，标志着他被选定为继任者。
- 23年 － 德鲁苏斯·尤里乌斯·凯撒疑似被妻子莉薇拉和禁卫军长官塞扬努斯毒死。
- 25年 － 塞扬努斯向提比略请求迎娶莉薇拉，遭到拒绝。
- 26年 － 提比略退居卡普里岛，让塞扬努斯通过他的办公室控制罗马。
- 28年 － 弗里斯兰人绞死了他们的罗马税吏并驱逐了总督。
- 29年 － 提比略母亲莉薇娅去世。玛尔库斯·维普撒尼乌斯·阿格里帕和大茱莉亚之女大阿格里皮娜因塞扬努斯的谗言被流放。
- 29年 － 提比略任命塞扬努斯与自己共同担任执政官。
- 31年 － 大阿格里皮娜之子尼禄·凯撒死于流放地蓬扎岛。塞扬努斯被提比略命令处决。提比略邀请日耳曼尼库斯的儿子卡利古拉与他一起前往卡普里岛。
- 33年 － 大阿格里皮娜疑似被提比略迫害致死。
- 37年 － 提比略去世，遗嘱中将他的官职留给了卡利古拉和德鲁苏斯·尤里乌斯·凯撒之子提比略·格梅鲁斯（英语：Tiberius Gemellus）。
- 38年 － 提比略·格梅鲁斯（英语：Tiberius Gemellus）被卡利古拉下令处死。卡利古拉下令公开国家收支账目，修改骑士阶层准入要求，并恢复公民选举权。
- 39年 － 卡利古拉下令在巴亚到波佐利的海上架桥。
- 40年 － 毛里塔尼亚的托勒密在对罗马进行国事访问期间被卡利古拉下令杀害。他的奴隶埃德蒙（英语：Aedemon）起义反抗罗马统治，后被镇压。卡利古拉计划征服不列颠，在高卢试图歼灭当初背叛日耳曼尼库斯的军团，后被阻止。
- 41年 － 卡利古拉被禁卫军士兵卡西乌斯·卡瑞亚杀死，禁卫军拥立克劳狄一世成为皇帝。卡西乌斯·卡瑞亚被克劳狄一世处死。希律亚基帕一世成为犹太国王。日耳曼尼库斯之女朱莉娅·利维拉（英语：Julia Livilla）被皇后瓦莱里娅·梅萨利娜以通奸罪指控处死。
- 42年 － 前毛里塔尼亚王国的领土被切割为凯撒毛里塔尼亚行省和廷吉塔纳毛里塔尼亚行省。皇后瓦莱里娅·梅萨利娜试图勾引继父盖乌斯·安内乌斯·锡拉努斯（英语：Appius Junius Silanus），遭拒绝后唆使克劳狄一世将其杀害。安纳苏斯·维尼西亚努斯（英语：Lucius Annius Vinicianus）拥立达尔马提亚行省总督卢修斯·阿伦蒂乌斯·卡米卢斯·斯克里博尼亚努斯（英语：Lucius Arruntius Camillus Scribonianus）为帝，失败后二人自杀。
- 43年 － 奥鲁斯·普劳提乌斯率军开始征服不列颠。吕基亚被罗马吞并。德鲁苏斯·尤里乌斯·凯撒之女朱莉娅·利维亚（英语：Julia Livia）被皇后瓦莱里娅·梅萨利娜设计害死。
- 46年 － 罗马附庸奥德里西亚王国国王罗伊梅塔尔西斯三世（英语：Rhoemetalces III）被反罗马势力杀害，其国家被罗马吞并，成为色雷斯行省。
- 48年 － 皇后瓦莱里娅·梅萨利娜因与元老盖乌斯·西柳斯（英语：Gaius Silius (lover of Messalina)）通奸并举办公开婚礼，被克劳狄一世下令处死。希律亚基帕二世成为新犹太国王。
- 49年 － 克劳狄一世迎娶侄女小阿格里皮娜。
- 50年 － 皇后小阿格里皮娜令儿子尼禄迎娶继妹屋大维娅（英语：Claudia Octavia）。
- 54年 － 皇后小阿格里皮娜谋杀克劳狄一世，尼禄成为皇帝。
- 55年 － 尼禄毒死克劳狄一世之子不列塔尼库斯。
- 58年 － 罗马军队进攻亚美尼亚，以支持他们所青睐的亚美尼亚国王提格兰六世（英语：Tigranes VI of Armenia），对抗安息帝国支持的梯里达底一世。
- 59年 － 尼禄与波培娅·萨宾娜通奸，令其夫奥托出任卢西塔尼亚总督。小阿格里皮娜被尼禄派人杀害。
- 60年 － 布狄卡领导不列颠诸部落反抗罗马帝国占领军统治。
- 61年 － 布狄卡领导的起义被镇压。
- 62年 － 尼禄与继妹屋大维娅（英语：Claudia Octavia）离婚，迎娶怀孕的波培娅·萨宾娜。
- 63年 － 罗马帝国和安息帝国同意梯里达底一世及其后代将作为罗马的附庸继续担任亚美尼亚国王，从而结束了战争。波培娅·萨宾娜之女出生四个月即去世，死后被元老院封神。
- 64年 － 罗马发生大火，六天内造成大量财产损失和人员伤亡。尼禄开始建造宏伟而奢华的别墅金宫。
- 65年 － 尼禄镇压要暗杀他并拥立元老格涅乌斯·卡尔普尔尼乌斯·皮索的阴谋。波培娅·萨宾娜在怀孕时被尼禄踹中腹部而死。尼禄将一位叫斯波鲁斯（英语：Sporus）的小男孩阉割并迎娶为皇后。
- 66年 － 犹太民族起义反抗罗马统治，第一次犹太–罗马战争爆发。
- 68年 － 卢格敦高卢总督盖乌斯·尤利乌斯·文德克斯起兵反抗尼禄，塔拉科西班牙总督塞尔维乌斯·苏尔皮基乌斯·加尔巴随后响应。上日耳曼尼亚总督卢基乌斯·维吉尼乌斯·鲁弗斯镇压了文德克斯的叛乱。元老院宣布尼禄为国家公敌，尼禄自杀。元老院宣布塞尔维乌斯·苏尔皮基乌斯·加尔巴为皇帝。禁卫军长官萨宾努斯（英语：Gaius Nymphidius Sabinus）试图自立为帝，被禁卫军杀死。加尔巴召回卢基乌斯·维吉尼乌斯·鲁弗斯，并派维特里乌斯指挥下日耳曼军队。以色列前犹太大祭司阿纳努斯·本·阿纳努斯（英语：Ananus ben Ananus）包围了第二圣殿中的奋锐党人。

## 弗拉维王朝（69年—96年）
- 69年 － 四帝之年：加尔巴拒绝收奥托为养子，而收皮索·李锡尼安努斯（英语：Lucius Calpurnius Piso Frugi Licinianus）为养子。禁卫军刺杀加尔巴并拥立奥托为皇帝。日耳曼行省与高卢行省军队拥立维特里乌斯为帝，不列颠、拉提亚与西班牙行省也倒向维特里乌斯。奥托军队被维特里乌斯军将领法比乌斯·瓦伦斯（英语：Fabius Valens）击败，奥托自杀。莱茵军团巴达维人辅助部队的指挥官盖乌斯·尤利乌斯·西维利斯（英语：Gaius Julius Civilis）反抗罗马。犹太军团的韦斯巴芗被拥立为帝，在克雷莫纳击败维特里乌斯军。法比乌斯·瓦伦斯（英语：Fabius Valens）在乌尔比诺被杀。韦斯巴芗之兄弗拉维乌斯·萨宾努斯（英语：Titus Flavius Sabinus (consul AD 47)）在与维特里乌斯的战斗中身亡。韦斯巴芗进攻罗马，维特里乌斯被杀。
- 70年 － 林贡斯（英语：Lingones）人首领尤利乌斯·萨宾努斯（英语：Julius Sabinus）自立为凯撒并入侵塞夸尼人领地，随即失败身死。巴达维人起义以和约结束。韦斯巴芗之子提图斯攻占耶路撒冷并摧毁第二圣殿。
- 71年 － 罗马军队进入现代苏格兰。
- 73年 － 罗马军队攻破了犹太极端主义教派短剑党控制的山地堡垒马萨达的城墙，第一次犹太–罗马战争以犹太人的失败告终。
- 77年 － 阿古利可拉出任执政官和不列颠总督。
- 79年 － 韦斯巴芗去世，其子提圖斯成为皇帝。维苏威火山爆发毁灭了庞贝城和赫库兰尼姆。
- 80年 － 罗马部分地区被大火摧毁。罗马斗兽场竣工。
- 81年 － 提图斯去世，其弟图密善继位。
- 83年 － 图密善以攻打查塔人（英语：Chatti）为名出征日耳曼，无功而返。
- 85年 － 阿古利可拉在格兰扁山脉击败喀里多尼亚人，被召回罗马。
- 86年 － 达契亚国王德凯巴鲁斯入侵罗马，图密善率军亲征。
- 88年 － 达契亚国王德凯巴鲁斯同意归还所有罗马战俘，并接受他作为罗马附庸国的身份，以换取每年八百万塞斯特斯的补贴，从而结束了战争。
- 89年 － 上日耳曼尼亚总督卢修斯·安东尼乌斯·萨图尼努斯（英语：Lucius Antonius Saturninus）自立为帝，反抗图密善的统治，旋即被镇压。
- 92年 － 图密善下令禁止在意大利开辟新的葡萄园，并要求砍掉一半的葡萄园。对于这一敕令，响应者甚众，实施者甚少。图密善以违反贞操与美德为由处死最年长的维斯塔贞女科尔内利娅。
- 94年 － 罗马在和萨马提亚人的战争中惨败。
- 96年 － 图密善被暗杀，元老院任命涅尔瓦继任，五賢帝時代开始。

## 安敦尼王朝（96年—192年）
- 97年 － 贵族卡尔普尼乌斯·克拉苏（英语：Gaius Calpurnius Piso Crassus Frugi Licinianus）试图谋反，被放逐。禁卫军要求涅尔瓦交出刺杀图密善的凶手，涅尔瓦被迫同意。涅尔瓦选择驻下日耳曼的罗马军队指挥官图拉真为他的养子和皇位继承人。
- 98年 － 涅尔瓦去世，图拉真成为皇帝，惩罚曾对涅尔瓦傲慢无礼的禁卫军将士。
- 99年 － 图拉真进入罗马。
- 101年 － 图拉真度过多瑙河，击败了达契亚军队，但损失惨重。
- 102年 － 达契亚国王德凯巴鲁斯投降，放弃对王国部分地区的主权，遣返在他保护下的罗马逃亡者。图拉真获得“达契亚库斯”称号。
- 104年 － 达契亚国王德凯巴鲁斯策划通过一些罗马逃兵谋杀图拉真，但计划失败。德凯巴鲁斯俘虏了图拉真的使节。
- 105年 － 图拉真再次亲征达契亚，在多瑙河上修建石桥。
- 106年 － 达契亚国王德凯巴鲁斯战败自杀。纳巴泰王国被罗马吞并。
- 112年 － 图拉真广场正式落成。
- 113年 － 图拉真发动了对安息帝国的远征。
- 114年 － 图拉真废黜亚美尼亚国王帕尔萨马斯里斯（英语：Parthamasiris of Armenia），将亚美尼亚吞并为罗马的一个行省。
- 115年 － 图拉真占领了美索不达米亚北部，并将其并入罗马。昔兰尼加犹太人叛乱，第二次犹太–罗马战争爆发。
- 116年 － 埃及犹太人响应叛乱。图拉真攻占安息帝国首都泰西封，废黜皇帝奥斯罗埃斯一世（英语：Osroes I），立其子帕尔马斯帕特（英语：Parthamaspates of Parthia），建立美索不达米亚行省和亚述行省。
- 117年 － 罗马镇压所有犹太人叛乱，第二次犹太–罗马战争结束。图拉真率军围攻阿拉伯人聚集的哈特拉，被迫撤军后死于途中，哈德良成为皇帝。安息帝国奥斯罗埃斯一世（英语：Osroes I）复位。
- 118年 － 哈德良撤出了亚美尼亚、亚述和美索不达米亚的领土。
- 119年 － 昆图斯·庞培·法尔科（英语：Quintus Pompeius Falco）镇压发生在不列颠的叛乱。
- 120年 － 哈德良开始遍访各个行省，先进入高卢，后前往日耳曼尼亚。
- 121年 － 哈德良从日耳曼尼亚前往不列颠检阅军队。
- 122年 － 哈德良长城开始建造。哈德良前往阿非利加。
- 123年 － 哈德良镇压毛里塔尼亚叛乱。哈德良到亚细亚化解与安息帝国的战争危机。
- 124年 － 哈德良前往希腊，在雅典过冬。
- 125年 － 哈德良前往西西里。
- 126年 － 哈德良返回罗马。
- 129年 － 哈德良再次前往阿非利加。
- 130年 － 哈德良访问亚细亚。
- 132年 － 哈德良访问埃及的亚历山德里亚。哈德良的男宠安提诺乌斯去世，哈德良命在其死亡之地建立同名城市。犹太人巴尔·科赫巴发动巴尔科赫巴起义。
- 135年 － 哈德良返回罗马。巴尔科赫巴起义被镇压，当地名称改为叙利亚巴勒斯坦行省。
- 136年 － 哈德良收养卢基乌斯·埃利乌斯·凯撒为继承人。
- 138年 － 卢基乌斯·埃利乌斯·凯撒死于镇静剂。哈德良收养安敦宁·毕尤作为他的儿子和继承人，并授予他保民官的权力，条件是他收养马可·奥勒留和卢基乌斯·维鲁斯作为他的儿子。哈德良去世，安敦宁·毕尤成为皇帝。
- 141年 － 罗马入侵苏格兰。
- 142年 － 安东尼长城开始建造。
- 161年 － 安敦宁·毕尤去世，马可·奥勒留和卢基乌斯·维鲁斯成为皇帝。安息帝国废黜亚美尼亚国王索海穆斯（英语：Sohaemus of Armenia），拥立帕科鲁斯（英语：Pacorus of Armenia）继位，随后入侵叙利亚行省。
- 162年 － 卢基乌斯·维鲁斯率军抵抗安息帝国。
- 165年 － 罗马人的东征使安东尼大瘟疫开始蔓延，导致整个罗马帝国五百万至一千万人死亡。
- 166年 － 罗马人占领安息帝国首都泰西封，安息帝国放弃了对底格里斯河以西领土的所有主权，两位皇帝共同获得“帕提亚克”称号。
- 168年 － 马科曼尼人领导的日耳曼部落联盟渡过多瑙河入侵罗马帝国。马可·奥勒留和卢基乌斯·维鲁斯共同亲征阿奎莱亚，与蛮族达成和约。
- 169年 － 卢基乌斯·维鲁斯因病去世。
- 170年 － 马可·奥勒留率军征讨马科曼尼人。叙利亚总督阿维狄乌斯·卡西乌斯被授予“东方最高统帅”头衔。
- 174年 － 马可·奥勒留率军进入多瑙河以北，击败夸迪人。
- 175年 － 罗马与伊阿居格人签署了一项条约，根据该条约，伊阿居格人同意归还罗马战俘并提供军队，从而结束马科曼尼战争。皇后小福斯蒂娜去世。阿维狄乌斯·卡西乌斯称帝，被属下杀害。
- 177年 － 夸迪人和马科曼尼人再次叛乱。马可·奥勒留任命其子康茂德为共治皇帝。
- 178年 － 马可·奥勒留带领康茂德再次亲征。
- 179年 － 罗马人对夸迪人取得决定性胜利。
- 180年 － 马可·奥勒留因病去世，康茂德与马科曼尼人和夸迪人达成和平条约后返回罗马。安东尼大瘟疫结束。
- 182年 － 康茂德的姐姐露西拉试图发动政变推翻他，失败后身死。
- 184年 － 安东尼长城被罗马军队废弃。
- 185年 － 权臣佩伦尼斯（英语：Sextus Tigidius Perennis）密谋反对康茂德被处死。
- 187年 － 士兵马特努斯（英语：Maternus (rebel)）试图袭击康茂德被处死。
- 190年 － 罗马人发动暴动，迫使康茂德杀死宠臣克利安德（英语：Marcus Aurelius Cleander）。
- 191年 － 大火烧毁罗马城内许多公共建筑。
- 192年 － 康茂德被皇后玛琪亚（英语：Marcia (mistress of Commodus)）和禁卫军长官莱图斯（英语：Quintus Aemilius Laetus）共同派人勒死。

## 塞维鲁王朝（193年—235年）
- 193年 － 五帝之年：禁卫军长官莱图斯（英语：Quintus Aemilius Laetus）拥立市政官佩蒂纳克斯为帝。元老院宣布康茂德为诸神之敌和国家之敌。佩蒂纳克斯下令将康茂德遗体放于哈德良陵寝。莱图斯（英语：Quintus Aemilius Laetus）试图拥立执政官索修斯·法尔科（英语：Quintus Pompeius Sosius Falco）为帝，被佩蒂纳克斯发现后阻止。禁卫军兵变杀死佩蒂纳克斯，莱图斯（英语：Quintus Aemilius Laetus）乔装逃走。禁卫军宣布拍卖皇位，狄狄乌斯·尤利安努斯因出价最高成为皇帝。众元老咒骂狄狄乌斯·尤利安努斯为叛徒，狄狄乌斯·尤利安努斯命士兵袭击元老。佩斯切尼乌斯·奈哲尔被驻叙利亚的军团拥戴为皇帝。塞普蒂米乌斯·塞维鲁于潘诺尼亚被拥立为帝并进军罗马。不列颠和高卢的军队拥戴克洛狄乌斯·阿尔比努斯为帝。元老院处死狄狄乌斯·尤利安努斯。塞普蒂米乌斯·塞维鲁驱逐禁卫军。
- 194年 － 塞普蒂米乌斯·塞维鲁在伊苏斯（英语：Issus (Cilicia)）击败佩斯切尼乌斯·奈哲尔，后者逃亡途中被抓获处死。塞普蒂米乌斯·塞维鲁处死支持佩斯切尼乌斯·奈哲尔的元老。
- 195年 － 塞普蒂米乌斯·塞维鲁越过幼发拉底河平定美索不达米亚叛乱。
- 196年 － 塞普蒂米乌斯·塞维鲁军队攻占拜占庭。克洛狄乌斯·阿尔比努斯宣布自己为奥古斯都。
- 197年 － 塞普蒂米乌斯·塞维鲁在卢格杜努姆战胜克洛狄乌斯·阿尔比努斯，克洛狄乌斯·阿尔比努斯自杀。
- 198年 － 塞普蒂米乌斯·塞维鲁进攻安息帝国，攻克泰西封。塞普蒂米乌斯·塞维鲁授予其子卡拉卡拉“奥古斯都”称号。
- 199年 － 塞普蒂米乌斯·塞维鲁包围哈特拉，不克而还。
- 205年 － 禁卫军长官普劳提阿努斯（英语：Gaius Fulvius Plautianus）被卡拉卡拉派人杀死。
- 208年 － 塞普蒂米乌斯·塞维鲁入侵喀里多尼亚。
- 209年 － 塞普蒂米乌斯·塞维鲁立小儿子盖塔为共治皇帝。
- 211年 － 塞普蒂米乌斯·塞维鲁死于痛风。盖塔被卡拉卡拉派禁卫军杀害。
- 212年 － 卡拉卡拉发布安东尼努斯敕令，宣布罗马帝国内所有自由人都应获得完全的罗马公民身份，帝国内所有自由妇女都应享有与罗马妇女同等的权利。
- 213年 － 卡拉卡拉征伐阿勒曼尼人。
- 214年 － 对阿勒曼尼人的战争结束。
- 215年 － 卡拉卡拉与达契亚附近的蛮族战斗。卡拉卡拉屠杀讥讽他杀死盖塔的亚历山大人。
- 216年 － 卡拉卡拉来到安条克，入侵安息帝国并破坏皇陵。
- 217年 － 卡拉卡拉被士兵马夏尔杀死，禁卫军长官馬克里努斯被拥立为皇帝。安息帝国皇帝阿尔达班四世渡过底格里斯河与罗马军队交战，达成和议后撤军。
- 218年 － 卡拉卡拉的表亲埃拉伽巴路斯宣布自己为卡拉卡拉的私生子，随后被禁卫军拥立为帝。馬克里努斯率军平叛，在战斗中逃跑后被杀。埃拉伽巴路斯处死帮助自己夺取皇位的宦官甘尼斯（英语：Gannys）。
- 222年 － 埃拉伽巴路斯被禁卫军杀死，其堂弟兼养子亞歷山大·塞维鲁被拥立为皇帝。
- 224年 － 安息帝国被萨珊王朝攻灭。
- 228年 － 禁卫军长官乌尔皮安被士兵杀死。
- 230年 － 萨珊王朝皇帝阿尔达希尔一世入侵美索不达米亚，亞歷山大·塞维鲁率军对抗。
- 232年 － 亞歷山大·塞维鲁击退萨珊王朝入侵。
- 234年 － 亞歷山大·塞维鲁出征日耳曼，在美因茨扎寨。
- 235年 － 亞歷山大·塞维鲁在美因茨遇刺身亡，军队拥立马克西米努斯·色雷克斯为帝。

## 三世纪危机（235年—284年）
- 235年 － 在马克西米努斯·色雷克斯渡过莱茵河大桥入侵日耳曼时,一个叫马格努斯（英语：Magnus (usurper)）的执政官计划在渡河后把桥斩断,将他困在日耳曼,然后自己登上皇位，但阴谋被马克西米努斯·色雷克斯及时发现。马克西米努斯·色雷克斯大开杀戒，未经任何审判就屠杀了四千人。忠于亞歷山大·塞维鲁的美索不达米亚弓箭手叛乱试图扶植夸提努斯（英语：Quartinus）为帝，被镇压。
- 238年 － 六帝之年：阿非利加行省拥护总督戈尔迪安一世为帝，戈尔迪安一世立其子戈尔迪安二世为共治皇帝。元老院承认二人帝位，并宣布马克西米努斯·色雷克斯为罗马公敌。努米底亚总督卡佩里亚努斯（英语：Capelianus）率军进攻迦太基，击败并杀死戈尔迪安二世，戈尔迪安一世自杀。元老院立普皮恩努斯和巴尔比努斯为帝，并立戈尔迪安一世之孙戈尔迪安三世为凯撒。马克西米努斯·色雷克斯回军阿奎莱亚，被士兵杀死。禁卫军杀死普皮恩努斯和巴尔比努斯。
- 242年 － 萨珊王朝皇帝沙普尔一世入侵罗马，戈尔迪安三世御驾亲征。
- 243年 － 罗马军队在雷萨埃纳战役（英语：Battle of Resaena）中战胜萨珊王朝。
- 244年 － 罗马军队在米西凯战役（英语：Battle of Misiche）中被击败，阿拉伯人菲利普煽动兵变，杀死戈尔迪安三世，被拥立为新皇帝，将美索不达米亚和亚美尼亚割让给萨珊王朝。
- 248年 － 阿拉伯人菲利普举办罗马建城一千周年庆祝仪式。
- 249年 － 德西乌斯平定叙利亚和默西亚叛乱，随后在默西亚和潘诺尼亚被士兵拥立为帝。德西乌斯进军维罗纳，阿拉伯人菲利普战败身亡。
- 250年 － 哥特人渡过多瑙河，被加卢斯击退，随后进攻尼科波利斯，被德西乌斯击败。
- 251年 － 哥特人攻陷菲利普波利斯。色雷斯总督提图斯·尤利乌斯·普里斯库斯（英语：Titus Julius Priscus）自立为帝，随后被杀。德西乌斯和共治皇帝赫伦尼乌斯在阿伯里图斯战役中被哥特人杀害。加卢斯被拥立为皇帝，德西乌斯之子霍斯蒂利安和加卢斯之子沃鲁西安努斯成为共治皇帝。加卢斯向哥特人支付贡金以结束战争。霍斯蒂利安可能死于塞浦路斯大瘟疫。
- 253年 － 萨珊王朝在巴巴利索斯击败罗马军队。哥特人再次渡过多瑙河，被埃米利安努斯击败。埃米利安努斯被军队拥立为皇帝。加卢斯在与埃米利安努斯的战斗中被自己的士兵杀死。瓦勒良被士兵拥立为帝。埃米利安努斯在面对瓦勒良的军队时被自己的军队杀死。瓦勒良立儿子加里恩努斯为共治皇帝。加里恩努斯被派往高卢与日耳曼人交战。
- 256年 － 萨珊王朝征服并洗劫了安条克。
- 257年 － 瓦勒良收复安条克。
- 258年 － 哥特人入侵小亚细亚。
- 259年 － 萨珊王朝皇帝沙普尔一世入侵罗马，瓦勒良率军迎战。
- 260年 － 瓦勒良被萨珊王朝俘虏。波斯图穆斯（英语：Postumus）被高卢军队拥立为帝，史称高卢帝国。巴尔米拉统治者奥登纳图斯袭扰萨珊王朝军队。英格努乌斯（英语：Ingenuus）在潘诺尼亚反叛，被加里恩努斯率军镇压。
- 261年 － 哥特人洗劫博斯普鲁斯海峡沿岸。马克利亚努斯（英语：Macrianus Major）被东方的罗马军队拥立为帝，在与伊利里亚总督奥勒奥卢（英语：Aureolus）的战斗中阵亡。其部下巴利斯塔（英语：Balista）被拥立为帝，为奥登纳图斯所杀。塞斯提乌斯·埃米利安努斯（英语：Lucius Mussius Aemilianus）在埃及自立为帝，后战败被杀。瓦列里乌斯·瓦伦斯（英语：Valens Thessalonicus）和卡尔普尼乌斯·皮索（英语：Piso (general under Macrianus)）称帝，卡尔普尼乌斯·皮索（英语：Piso (general under Macrianus)）被瓦列里乌斯·瓦伦斯（英语：Valens Thessalonicus）派人杀死，瓦列里乌斯·瓦伦斯（英语：Valens Thessalonicus）死于自己军队之手。
- 262年 － 哥特人洗劫包括雅典在内的爱琴海沿岸。奥登纳图斯渡过幼发拉底河，收复卡莱和努赛宾，直抵泰西封城下，自称万王之王。
- 264年 － 瓦勒良在囚禁中死去。
- 267年 － 奥登纳图斯遇刺身亡，其妻芝诺比娅掌控权力。
- 268年 － 奥勒奥卢（英语：Aureolus）自立为帝，加里恩努斯在率军镇压时遇刺身亡。伊利里亚人克劳狄二世被军队拥立为帝。奥勒奥卢（英语：Aureolus）投降后被杀。
- 269年 － 波斯图穆斯（英语：Postumus）被士兵杀害，马可·奥勒留·马略被拥立为帝。维多里努斯（英语：Victorinus）杀死马可·奥勒留·马略并自立为帝。芝诺比娅征服埃及。克劳狄二世在纳伊苏斯战役中击败哥特人，阻止其对巴尔干半岛的入侵。
- 270年 － 克劳狄二世死于瘟疫，其弟昆提卢斯继位。多瑙河军团拥立奥勒良为帝，昆提卢斯自杀。
- 271年 － 奥勒良在法诺击退阿勒曼尼人。维多里努斯（英语：Victorinus）被一名他给戴绿帽的军官谋杀，泰特里库斯一世被拥立为帝，其子泰特里库斯二世（英语：Tetricus II）成为共治皇帝。芝诺比娅军队征服加拉太。
- 272年 － 芝诺比娅授予其子瓦巴拉图斯（英语：Vaballathus）“奥古斯都”头衔。奥勒良自小亚细亚进攻巴尔米拉，并派普罗布斯收复埃及，芝诺比娅逃亡后被俘。
- 273年 － 奥勒良攻克巴尔米拉并屠城。埃及拥立菲尔穆斯（英语：Firmus）为帝，遭到奥勒良镇压。
- 274年 － 奥勒良在沙隆战胜高卢帝国军队，泰特里库斯一世被俘，高卢帝国灭亡。
- 275年 － 奥勒良被禁卫军杀害，刺杀行动主使者麦尼斯特乌斯畏罪自杀。元老院立克劳狄·塔西佗为帝。
- 276年 － 克劳狄·塔西佗在征讨阿兰人的途中死亡。弗洛里安努斯被西部军队拥立为帝，普罗布斯被东部军队拥立为帝。普罗布斯战胜弗洛里安努斯，弗洛里安努斯被杀。
- 277年 － 普罗布斯在多瑙河下游击败哥特人。
- 278年 － 普罗布斯进入高卢战胜日耳曼人。
- 279年 － 普罗布斯在伊利里库姆发动了针对汪达尔人的战役。
- 280年 － 萨图尼努斯（英语：Julius Saturninus）在巴勒斯坦被拥立为皇帝，失败身死。普罗库卢斯（英语：Proculus）和博诺苏斯（英语：Bonosus (usurper)）在日耳曼行省称帝，二人皆战败身亡。
- 282年 － 普罗布斯在出征萨珊王朝的途中被士兵杀害。禁卫军长官卡鲁斯被拥立为帝。卡鲁斯惩罚杀害普罗布斯的凶手。卡鲁斯授予其子卡里努斯和努梅里安“凯撒”头衔。
- 283年 － 卡鲁斯与努梅里安战胜萨马提亚人。卡鲁斯东征萨珊王朝，横扫美索不达米亚，被雷劈死。努梅里安撤军。
- 284年 － 努梅里安死因可疑。东部军队拥立戴克里先为皇帝。

## 四帝共治时代（285年—324年）
- 285年 － 戴克里先军队在摩拉瓦河战役击败卡里努斯。卡里努斯被杀。戴克里先授予马克西米安“凯撒”称号。
- 286年 － 戴克里先将马克西米安头衔提升为“奥古斯都”，命其管辖西部帝国。马克西米安怀疑卡劳修斯有勾结法兰克人海盗而从中图利的嫌疑，遂下令处死他。卡劳修斯自立为不列颠和高卢北部的皇帝。
- 287年 － 马克西米安镇压高卢的巴高达运动。戴克里先拥立梯里达底三世为亚美尼亚国王。
- 289年 － 在多次讨伐无果后，戴克里先和马克西米安承认了卡劳修斯的地位和头衔。
- 293年 － 戴克里先命伽列里乌斯为东部凯撒，统治多瑙河沿岸行省，君士坦提乌斯一世为西部凯撒，统治不列颠和高卢行省。君士坦提乌斯一世征服了卡劳修斯的高卢领土。卡劳修斯被其财务官阿勒克图斯谋杀，阿勒克图斯自立为帝。
- 296年 － 君士坦提乌斯一世登陆不列颠，阿勒克图斯战败身亡。伽列里乌斯进攻萨珊王朝，被击败。
- 297年 － 多米提乌斯·多米提安（英语：Domitius Domitianus）在埃及称帝，遭到戴克里先镇压。马克西米安在北非征伐柏柏尔人。
- 299年 － 伽列里乌斯大胜萨珊王朝，达成如下协议：美索不达米亚北部地区全归罗马，以底格里斯河为两国边界；萨珊王朝割让底格里斯河以东五省给罗马；梯里达底三世复辟，扩大亚美尼亚王国疆域；今后，伊比利亚国王由罗马皇帝直接任命。
- 301年 － 戴克里先颁布《限制最高价格法》，改革货币并对多种商品设定价格上限。
- 303年 － 戴克里先与伽列里乌斯、马克西米安颁布迫害基督徒的法令，要求销毁基督教圣书和礼拜场所，并剥夺基督徒的政府职位和政治权利。戴克里先到罗马举办胜利庆典，于冬天离开返回东方。
- 305年 － 戴克里先和马克西米安退位。君士坦提乌斯一世和伽列里乌斯被提升为西方和东方的奥古斯都。伽列里乌斯任命塞维鲁二世为西方的凯撒，任命马克西米努斯·戴亚为东方的凯撒。
- 306年 － 君士坦提乌斯一世死于埃伯拉肯，不列颠军队坚持拥立其子君士坦丁一世。伽列里乌斯立塞维鲁二世为奥古斯都，君士坦丁一世为凯撒。伽列里乌斯试图解散禁卫军，禁卫军反叛并拥立马克西米安之子马克森提乌斯为帝。马克森提乌斯邀请马克西米安回罗马复辟。
- 307年 － 塞维鲁二世在拉文纳向马克西米安投降后被处死。马克西米安将女儿嫁给君士坦丁一世，并授予其“奥古斯都”称号。伽列里乌斯进攻马克森提乌斯，败退。
- 308年 － 伽列里乌斯授予挚友李锡尼“奥古斯都”称号。马克西米安认可李锡尼为帝。马克西米安与马克森提乌斯不和，逃往高卢寻求君士坦丁一世庇护。
- 310年 － 马克西米安试图推翻君士坦丁一世，君士坦丁一世追击至马赛，马克西米安被迫自杀。
- 311年 － 伽列里乌斯去世。李锡尼和君士坦丁一世结盟，马克西米努斯·戴亚和马克森提乌斯结盟。戴克里先去世。
- 312年 － 君士坦丁一世进攻马克森提乌斯，马克森提乌斯在米尔维安大桥战役中淹死。
- 313年 － 君士坦丁一世与李锡尼颁布米兰敕令，宣布罗马帝国境内有信仰基督教的自由，归还已经没收的教会财产。李锡尼与君士坦丁一世的妹妹结婚。李锡尼在乔尔卢战胜马克西米努斯·戴亚，马克西米努斯·戴亚战败自杀。
- 314年 － 君士坦丁一世在现代的温科夫齐重创李锡尼军队。李锡尼立瓦莱里乌斯·瓦伦斯为凯撒。
- 315年 － 李锡尼杀死戴克里先的妻女。
- 316年 － 君士坦丁一世将自己的将军巴西亚努斯（英语：Bassianus (executed by Constantine)）提升为凯撒。李锡尼怂恿巴西亚努斯（英语：Bassianus (executed by Constantine)）加入针对君士坦丁一世的阴谋。巴西亚努斯被处死。
- 317年 － 李锡尼在马尔迪亚战役（英语：Battle of Mardia）再次被君士坦丁一世击败。双方签署协议，君士坦丁一世获得潘诺尼亚、达尔马提亚、达契亚、马其顿和希腊的统治权，并将君士坦丁一世的两个儿子克里斯普斯、君士坦丁二世和李锡尼的儿子李锡尼二世都擢升为“凯撒”，将瓦莱里乌斯·瓦伦斯处死。
- 321年 － 君士坦丁一世抵抗入侵多瑙河以南地区的哥特人。
- 322年 － 君士坦丁一世征伐萨马提亚人时进入色雷斯，遭到李锡尼抗议。
- 324年 － 君士坦丁一世在亚德里亚堡击溃李锡尼军队。克里斯普斯在海战中战胜李锡尼舰队。马提尼安努斯被李锡尼授予“凯撒”称号。君士坦丁一世在克里索波利斯彻底战胜李锡尼，李锡尼被迫退位，马提尼安努斯被处死，罗马帝国再次统一。君士坦丁堡开始修建。

## 君士坦丁王朝（324年—363年）
- 325年 － 第一次尼西亚公会议召开，确立《尼西亚信经》，宣称圣子与圣父同质，阿里乌教派被斥为异端。李锡尼被处死。
- 326年 － 君士坦丁一世之子克里斯普斯和皇后法乌斯塔被处死。
- 330年 － 君士坦丁一世正式迁都君士坦丁堡。
- 332年 － 君士坦丁一世在与哥特人的战斗中战败。
- 334年 － 君士坦丁一世向萨马提亚人开战。萨马提亚人被哥特人打败，后在奴隶帮助下反败为胜，随后奴隶赶走萨马提亚人，建立利米甘特（英语：Limigantes）政权。
- 335年 － 君士坦丁一世在苏尔召开宗教会议，在阿里乌教派要求下，亚历山大主教亚他那修遭到罢免。
- 336年 － 阿里乌被召回君士坦丁堡后去世。
- 337年 － 萨珊王朝皇帝沙普尔二世入侵亚美尼亚和美索不达米亚。君士坦丁一世去世，三个儿子瓜分帝国。君士坦提乌斯二世得到亚细亚、叙利亚巴勒斯坦和埃及，君士坦丁二世分得不列颠、伊比利亚、高卢和伊利里亚，君士坦斯一世得到意大利和阿非利加，并承认君士坦丁二世的最高地位。
- 338年 － 君士坦丁二世向阿勒曼尼人开战，并将伊利里亚送给君士坦斯一世。
- 340年 － 君士坦斯一世拒绝向君士坦丁二世臣服。君士坦丁二世入侵意大利，受伏击而死。
- 341年 － 君士坦斯一世和君士坦提乌斯二世颁布了禁止异教献祭的法令。
- 344年 － 萨珊王朝在罗马堡垒辛贾尔附近与罗马军队交战。
- 348年 － 萨珊王朝再次进军辛贾尔，遭到罗马军队夜袭后撤退。
- 350年 － 将军马格嫩提乌斯被拥立为帝并杀死君士坦斯一世。伊利里亚军队统帅维特拉尼奥（英语：Vetranio）自立为帝。君士坦提乌斯一世之孙涅波提安努斯（英语：Nepotianus）在罗马自立为帝，随后被马格嫩提乌斯派人处死。沙普尔二世在第三次围攻努赛宾时，遭到马萨格泰人入侵而撤军。维特拉尼奥（英语：Vetranio）与君士坦提乌斯二世会面并放弃皇位。
- 351年 － 君士坦提乌斯二世授予堂弟君士坦提乌斯·加卢斯（英语：Constantius Gallus）“凯撒”称号。马格嫩提乌斯进攻君士坦提乌斯二世，随后在穆尔萨战役被击败。
- 353年 － 君士坦提乌斯二世在塞琉古斯山彻底击败马格嫩提乌斯，马格嫩提乌斯自杀。
- 354年 － 君士坦提乌斯·加卢斯（英语：Constantius Gallus）被君士坦提乌斯二世派人杀死。
- 355年 － 高卢将军西尔瓦努斯自立为帝，在位二十八天后被杀。君士坦提乌斯二世令堂弟尤利安迎娶自己妹妹，并授予“凯撒”称号和高卢统治权。
- 356年 － 尤利安征伐阿勒曼尼人。
- 357年 － 君士坦提乌斯二世访问旧都罗马，随后前往伊利里亚迎击夸迪人。尤利安在斯特拉斯堡附近战胜阿勒曼尼人。
- 358年 － 君士坦提乌斯二世平定利米甘特人（英语：Limigantes）。尤利安征服法兰克人，并令阿勒曼尼人首领索玛尔（英语：Suomarius）和霍尔托利乌斯（英语：Hortarius）投降。
- 359年 － 尤利安第三次渡过莱茵河作战。
- 360年 － 沙普尔二世占领并摧毁阿米达、辛贾尔等地，君士坦提乌斯二世率军抵抗。尤利安被要求率军到东方战场，被不满的士兵拥立为奥古斯都。尤利安第四次渡过莱茵河惩罚法兰克人。
- 361年 － 尤利安诱捕阿勒曼尼人首领瓦多玛尔（英语：Vadomarius）。尤利安向东方进军。君士坦提乌斯二世因发烧去世。尤利安肃清宫廷，数以千计的总管、马夫、理发师和护卫被全部解散。
- 362年 － 尤利安颁布法令，宣布所有宗教在法律面前一律平等，罗马国家不会在其省份强加任何宗教，重新开放异教寺庙，归还被没收的寺庙财产，并让那些被教会谴责或逐出教会的“异端”基督教主教从流放地返回，同时禁止基督徒教授古典作家的作品。尤利安命犹太人重建耶和华圣殿，但以失败告终。
- 363年 － 尤利安率军东征萨珊王朝，围攻首都泰西封失败，萨珊王朝在罗马撤军途中不断骚扰，尤利安战死。约维安被军队拥立为帝。约维安把底格里斯河外围的五个行省割让给萨珊王朝，并承诺从今以后不能向亚美尼亚国王提供援助。约维安宣布基督教为国教，废除尤利安的反基督教法令。

## 瓦伦提尼安王朝（364年—392年）
- 364年 － 约维安去世，瓦伦提尼安一世被拥立为皇帝。瓦伦提尼安一世立瓦伦斯为共治皇帝，统治帝国东部。
- 365年 － 瓦伦提尼安一世罢免尤利安任命的大部分内廷大臣和行省总督。瓦伦斯试图逮捕尤利安的随从普罗科皮乌斯，普罗科皮乌斯逃脱并被哥特军团拥立为帝。
- 366年 － 普罗科皮乌斯与瓦伦斯交战，被士兵出卖后自杀。阿勒曼尼人入侵高卢，被罗马军队击败。撒克逊人、皮克特人等对不列颠发动总攻，占领并洗劫不列颠的整个西部和北部地区。
- 367年 － 瓦伦提尼安一世立其子格拉提安为奥古斯都。
- 368年 － 一个叫兰多（英语：Rando (king)）的阿勒曼尼人突袭美因茨，瓦伦提尼安一世与其子格拉提安包抄阿勒曼尼人并取得胜利。瓦伦提尼安一世任命老狄奥多西乌斯平定不列颠的蛮族。老狄奥多西乌斯将从蛮族手中夺回的不列颠行省命名为“瓦伦提亚”。
- 369年 － 老狄奥多西乌斯被擢升为骑兵统帅,负责管理多瑙河上游地区。不久，他打败了阿勒曼尼人。
- 370年 － 撒克逊人对高卢北部发动进攻，遭到罗马军队伏击。
- 372年 － 柏柏尔王子菲尔穆斯（英语：Firmus (4th-century usurper)）反抗罗马，老狄奥多西乌斯被指派平定叛乱。
- 374年 － 老狄奥多西乌斯俘虏了菲尔穆斯（英语：Firmus (4th-century usurper)）。
- 375年 － 夸迪人入侵，瓦伦提尼安一世在征讨途中中风而死。格拉提安之弟瓦伦提尼安二世被军队拥立为帝，统治伊利里亚、意大利和阿非利加。匈人入侵哥特人领地。
- 376年 － 老狄奥多西乌斯被押送到迦太基处死。西哥特人向瓦伦斯寻求庇护，但因不公正的对待发动叛乱，大败罗马军队。
- 378年 － 格拉提安平定阿勒曼尼人入侵，试图支援瓦伦斯。瓦伦斯独自出征哥特人，在阿德里安堡战役大败惨死。哥特人先后围攻阿德里安堡和君士坦丁堡均失败，北撤劫掠。罗马人以领赏为诱饵，大肆屠杀哥特青年。
- 379年 － 格拉提安命老狄奥多西乌斯之子狄奥多西一世为东部皇帝。
- 380年 － 狄奥多西一世颁布《萨洛尼卡敕令》，将基督教确立为国教。
- 381年 － 第一次君士坦丁堡公会议召开，修订了《尼西亚信经》，宣告了“圣神（圣灵）具有神性”的信仰。
- 382年 － 西哥特人向狄奥多西一世臣服，被分到默西亚行省和达契亚行省居住。
- 383年 － 不列颠军官马格努斯·马格西穆斯自立为帝，向高卢进军，并杀死格拉提安。狄奥多西一世承认马格努斯·马格西穆斯共治皇帝地位。
- 386年 － 东哥特人渡过多瑙河入侵，遭到罗马军队重创，随后向罗马臣服。
- 387年 － 马格努斯·马格西穆斯进攻瓦伦提尼安二世，瓦伦提尼安二世逃往塞萨洛尼基。狄奥多西一世与萨珊王朝重新分割亚美尼亚，仅控制五分之一土地。安条克人因反对特别税收发生暴乱，被狄奥多西一世赦免。
- 388年 － 狄奥多西一世击败并斩首马格努斯·马格西穆斯，命阿波加斯特镇守高卢。
- 390年 － 塞萨洛尼基驻军指挥官波特里克（英语：Butheric）将城中最受欢迎的驾战车者逮捕，引发暴动，波特里克（英语：Butheric）被杀。狄奥多西一世下令发动塞萨洛尼基屠杀（英语：Massacre of Thessalonica）。
- 391年 － 在米兰主教安波罗修的要求下，狄奥多西一世为塞萨洛尼基屠杀（英语：Massacre of Thessalonica）事件悔过。
- 392年 － 瓦伦提尼安二世疑似被阿波加斯特谋杀。阿波加斯特立尤吉尼厄斯为帝。狄奥多西一世颁布不宽容法令，禁止向异教神献祭。

## 狄奥多西王朝（393年—457年）
- 393年 － 狄奥多西一世命其子霍诺里乌斯为西部帝国奥古斯都。
- 394年 － 狄奥多西一世在冷河战役中战胜并杀死阿波加斯特和尤吉尼厄斯。
- 395年 － 狄奥多西一世去世，长子阿卡狄乌斯继承东部帝位，斯提里科成为西罗马帝国摄政，鲁菲努斯（英语：Rufinus (consul)）成为东罗马帝国首席大臣。宦官欧特罗庇厄斯令阿卡狄乌斯迎娶法兰克人女孩艾莉娅·欧多西亚。斯提里科以哥特人入侵为由，率军进入东部帝国，鲁菲努斯（英语：Rufinus (consul)）被士兵杀死。
- 396年 － 西哥特人在亚拉里克一世带领下洗劫希腊各城镇。
- 397年 － 斯提里科在科林斯地峡登陆包围西哥特军队，亚拉里克一世突破包围，被任命为东伊利里亚军事指挥官，斯提里科被命令离开东罗马帝国。
- 398年 － 斯提里科命柏柏尔人菲尔穆斯（英语：Firmus (4th-century usurper)）的弟弟马西泽尔（英语：Mascezel）率军杀死另一个弟弟吉尔多（英语：Gildo）。霍诺里乌斯与斯提里科之女玛丽亚（英语：Maria (empress)）结婚。欧特罗庇厄斯战胜在小亚细亚劫掠的匈人。
- 399年 － 欧特罗庇厄斯派盖纳斯（英语：Gainas）镇压叛乱的哥特人。盖纳斯（英语：Gainas）与皇后艾莉娅·欧多西亚串通流放欧特罗庇厄斯。
- 400年 － 盖纳斯（英语：Gainas）被拒绝进入君士坦丁堡，率残部勉强北上，向多瑙河进军，最终被匈人王乌尔丁俘虏并杀死。
- 402年 － 西罗马帝国迁都拉文纳。亚拉里克一世率军攻入意大利。霍诺里乌斯逃亡利古里亚的阿斯塔，亚拉里克一世包围阿斯塔。斯提里科率军击败亚拉里克一世。
- 403年 － 亚拉里克一世撤退后企图夺取维罗纳，再次被斯提里科击败。君士坦丁堡主教约翰一世被皇后艾莉娅·欧多西亚两度流放。
- 404年 － 艾莉娅·欧多西亚难产而死。霍诺里乌斯视察罗马，颁布废止角斗士决斗的法令。
- 405年 － 哥特首领拉达盖苏斯（英语：Radagaisus）率领哥特人、阿兰人、苏维汇人和汪达尔人的联军进入意大利。
- 406年 － 斯提里科击败并杀死哥特首领拉达盖苏斯（英语：Radagaisus）。霍诺里乌斯与教宗依诺增爵一世派代表团到君士坦丁堡要求前君士坦丁堡主教约翰一世复位，遭到羞辱。斯提里科向东罗马帝国威胁夺取伊利里亚行省东部。汪达尔人、阿兰人、苏维汇人等外来部落联军渡过莱茵河入侵西罗马帝国。
- 407年 － 西罗马帝国皇后玛丽亚（英语：Maria (empress)）去世。前君士坦丁堡主教约翰一世去世。君士坦丁三世在不列颠称帝，并进军高卢。
- 408年 － 前皇后玛丽亚（英语：Maria (empress)）的妹妹塞曼提亚（英语：Thermantia）成为西罗马帝国新皇后。君士坦丁三世征服西班牙。阿卡狄乌斯去世，狄奥多西二世继承东部皇位。霍诺里乌斯下令逮捕并处决斯提里科，塞曼提亚（英语：Thermantia）被赶出皇宫。亚拉里克一世兵临罗马城下，获得罗马赎金后撤至托斯卡纳。
- 409年 － 亚拉里克一世再次攻打罗马，拥立罗马市政官阿塔卢斯（英语：Priscus Attalus）为帝。阿塔卢斯（英语：Priscus Attalus）命亚拉里克一世担任西罗马帝国军队统帅，并要求霍诺里乌斯退位。君士坦丁三世在西班牙的将军格隆提乌斯（英语：Gerontius (magister militum)）叛乱并扶持亲戚马克西姆斯作为共治皇帝。
- 410年 － 亚拉里克一世废黜阿塔卢斯（英语：Priscus Attalus）。亚拉里克一世攻克并洗劫罗马城。亚拉里克一世向南进军，准备侵入西西里和北非，被风暴阻止，不久去世。君士坦丁三世进军意大利失败，撤退至高卢。最后一支罗马军队撤出不列颠。
- 411年 － 格隆提乌斯（英语：Gerontius (magister militum)）在维埃纳击败了君士坦丁三世的军队，君士坦丁三世之子君士坦斯被捕并被处决。格隆提乌斯（英语：Gerontius (magister militum)）将君士坦丁三世围困在阿尔勒。霍诺里乌斯命君士坦提乌斯三世兵发阿尔勒，格隆提乌斯（英语：Gerontius (magister militum)）自杀。君士坦丁三世向君士坦提乌斯三世投降后被处决。约维努斯（英语：Jovinus）在美因茨被勃艮第人和阿兰人拥立为皇帝。
- 412年 － 亚拉里克一世之弟阿陶尔夫担任西罗马帝国将军，撤军至高卢南部。约维努斯（英语：Jovinus）立其兄弟塞巴斯提安努斯（英语：Sebastianus）为共治皇帝。
- 413年 － 阿陶尔夫与霍诺里乌斯结盟并击败约维努斯（英语：Jovinus），塞巴斯提安努斯（英语：Sebastianus）和约维努斯（英语：Jovinus）先后被处决。阿陶尔夫占领纳博讷和图卢兹。阿非利加行省总督赫拉克利安（英语：Heraclianus）自立为帝，率舰队进军罗马，败逃后被处死。狄奥多西城墙第一阶段完工。
- 414年 － 阿陶尔夫迎娶狄奥多西一世之女加拉·普拉西提阿。君士坦提乌斯三世封锁高卢的地中海港口，阿陶尔夫拥立阿塔卢斯（英语：Priscus Attalus）复位，越过比利牛斯山脉，攻克巴塞罗那。
- 415年 － 阿塔卢斯（英语：Priscus Attalus）被西哥特人抛弃后逃亡，落入君士坦提乌斯三世之手后被流放。阿陶尔夫遇刺身亡，西格里克继位，并杀死阿陶尔夫的六个孩子，加拉·普拉西提阿沦为奴隶。西格里克即位第七天被刺杀，瓦利亚继位。
- 417年 － 瓦利亚与霍诺里乌斯和解，并送还加拉·普拉西提阿。霍诺里乌斯强迫加拉·普拉西提阿嫁给君士坦提乌斯三世。
- 418年 － 瓦利亚在消灭罗马在西班牙的大部分敌人后去世，狄奥多里克一世继位。
- 419年 － 马克西姆斯再次在西班牙发动叛乱（也可能并非同一人）。
- 421年 － 马克西姆斯战败后被处死。霍诺里乌斯立君士坦提乌斯三世为共治皇帝。狄奥多西二世拒绝承认君士坦提乌斯三世。君士坦提乌斯三世去世。狄奥多西二世与艾莉娅·欧多琪亚结婚。
- 422年 － 加拉·普拉西提阿与其子女瓦伦丁尼安三世和奧諾莉亞逃往君士坦丁堡。
- 423年 － 霍诺里乌斯去世，约安尼斯被拥立为帝。
- 425年 － 狄奥多西二世进军意大利，杀死约安尼斯并拥立瓦伦丁尼安三世为帝。君士坦丁堡大学建立。
- 426年 － 埃提乌斯解除狄奥多里克一世对阿尔勒的围攻。
- 427年 － 北非总督博尼法切（英语：Bonifatius）被加拉·普拉西提阿召回拉文纳，但他拒绝召唤。西罗马帝国将军菲利克斯（英语：Felix (consul 428)）让元老院宣布博尼法切（英语：Bonifatius）为国家公敌，并派军队征讨。
- 428年 － 埃提乌斯击败墨洛温王朝国王克洛迪奥，收复莱茵河沿岸部分领土。博尼法切（英语：Bonifatius）与汪达尔人结盟。汪达尔人此时占据贝提卡行省，该省因而得名“安达卢西亚”。聂斯脱里成为君士坦丁堡主教，引发亚历山大宗主教西里尔猛烈抨击。
- 429年 － 加拉·普拉西提阿与博尼法切（英语：Bonifatius）和解。盖萨里克率领汪达尔人渡海入侵北非。《狄奥多西法典》开始编纂。
- 430年 － 盖萨里克大败博尼法切（英语：Bonifatius），围攻希波城。菲利克斯（英语：Felix (consul 428)）被埃提乌斯谋杀。瓦伦丁尼安三世承认盖萨里克为所征服的土地之王。
- 431年 － 希波城之围解除。东罗马帝国将军阿斯帕支援北非。以弗所公会议召开，反对基督二位论，宣布聂斯脱里主义为异端，聂斯脱里被解除君士坦丁堡主教职务。
- 432年 － 埃提乌斯担任执政官。盖萨里克大败阿斯帕与博尼法切（英语：Bonifatius）的联军。博尼法切（英语：Bonifatius）逃往意大利。埃提乌斯进攻博尼法切（英语：Bonifatius），博尼法切（英语：Bonifatius）虽取得胜利，但重伤而死。埃提乌斯被宣布为国家公敌，逃往匈人领地，不久重掌大权。
- 435年 － 汪达尔人和罗马人签署和平条约，划定在北非的势力范围。聂斯脱里被流放到佩特拉。
- 436年 － 埃提乌斯击败勃艮第国王龚特尔。
- 437年 － 埃提乌斯再次担任执政官。埃提乌斯与匈人联合屠杀勃艮第人。
- 438年 － 《狄奥多西法典》由东西两位皇帝共同颁布。
- 439年 － 盖萨里克通过偷袭夺取迦太基。埃提乌斯手下将领利托利乌斯（英语：Litorius）在率领匈人军队进攻西哥特人时被杀。埃提乌斯击败西哥特人后，派阿维图斯与西哥特人和谈。
- 441年 － 匈人王阿提拉首次入侵东罗马帝国。
- 442年 － 罗马人再次和汪达尔人议和，划定在北非的势力范围。
- 443年 － 东罗马帝国皇后艾莉娅·欧多琪亚疑似因通奸被逐出宫廷。匈人王阿提拉和布列达大举入侵东罗马帝国，攻至君士坦丁堡。
- 445年 － 马约里安击退法兰克人对图尔的围攻，法兰克人国王克洛迪奥在进攻阿拉斯地区时遭到埃提乌斯和马约里安伏击。
- 447年 － 阿提拉率领匈人在乌图斯战役中击败东罗马军队，再次攻至君士坦丁堡。
- 449年 － 埃提乌斯与匈人王阿提拉达成协议，允许匈人定居在萨瓦河沿岸的潘诺尼亚。
- 450年 － 瓦伦丁尼安三世的姐姐奧諾莉亞向匈人王阿提拉寻求帮助，阿提拉提出迎娶奧諾莉亞，遭到罗马人拒绝。加拉·普拉西提阿去世。狄奥多西二世打猎时坠马逝世，其姐姐普尔喀丽亚与马尔西安结婚，并立其为帝。马尔西安开始拒绝每年支付给匈人贡金。
- 451年 － 在阿兰人邀请下，阿提拉渡过莱茵河，抵达奥尔良城下。埃提乌斯与狄奥多里克一世联合解救奥尔良，并在沙隆战役击退阿提拉，狄奥多里克一世死于战斗，其子多里斯蒙德继位。迦克墩公会议召开，宣布欧迪奇和狄奥斯库若的基督一性论为异端，君士坦丁堡主教地位与罗马主教相等，制定《迦克墩信经》。
- 452年 － 阿提拉再次索要奧諾莉亞遭到拒绝，率军攻克阿奎莱亚等城市，在教宗良一世劝说下撤军。
- 453年 － 阿提拉在婚礼上血管破裂而死，匈人帝国开始瓦解。多里斯蒙德的弟弟狄奥多里克二世杀死他并篡位。普尔喀丽亚去世。
- 454年 － 埃提乌斯被瓦伦丁尼安三世刺杀。
- 455年 － 瓦伦丁尼安三世因强奸佩特罗尼乌斯·马克西穆斯妻子被佩特罗尼乌斯·马克西穆斯杀害。佩特罗尼乌斯·马克西穆斯强迫瓦伦丁尼安三世妻子攸多西亚（英语：Licinia Eudoxia）嫁给他，攸多西亚（英语：Licinia Eudoxia）向盖萨里克求援。盖萨里克攻入意大利，佩特罗尼乌斯·马克西穆斯被乱石攻击而死。盖萨里克洗劫罗马，将攸多西亚（英语：Licinia Eudoxia）和她的两个女儿带回迦太基软禁。高卢军队首领阿维图斯在狄奥多里克二世的支持下于阿尔勒称帝。狄奥多里克二世前往西班牙进攻苏维汇人。
- 456年 － 高卢人李希梅尔逼迫阿维图斯退位。阿维图斯随后去世。
- 457年 － 马尔西安去世，阿斯帕拥立利奥一世即位，并首次由君士坦丁堡牧首加冕。马约里安击退一支翻越阿尔卑斯山入侵意大利的阿勒曼尼人军队。李希梅尔拥立马约里安为西罗马帝国皇帝。

## 利奥王朝（457年—518年）
- 458年 － 马约里安打败了一次汪达尔人对意大利的入侵。马约里安率领一支由蛮族人组成的大军进入高卢，在阿尔勒击败了狄奥多里克二世领导的西哥特人，迫使西哥特人放弃塞普提曼尼亚并向西撤退到阿基坦高卢。根据新的条约，西哥特人必须放弃在西班牙的巨大征服地并恢复联盟地位。马约里安重新征服了罗讷河谷，并从勃艮第人手中再次征服卢格杜努姆城。
- 459年 － 马约里安进入西班牙西北部进攻苏维汇人，并派匈人军队重新征服西西里。
- 460年 － 汪达尔人突袭迦太基西班牙的军港，摧毁马约里安为远征北非准备的舰队。
- 461年 － 李希梅尔煽动叛乱，马约里安被迫退位后并被杀死。李希梅尔立利比乌斯·塞维鲁为帝，达尔马提亚总督马塞林努斯（英语：Marcellinus (magister militum)）与东罗马帝国拒绝承认新皇帝。
- 465年 － 利比乌斯·塞维鲁去世。
- 467年 － 李希梅尔向利奥一世求援以对抗汪达尔人。东罗马帝国任命马尔西安的女婿安特米乌斯为西部皇帝。安特米乌斯将女儿嫁给李希梅尔。达尔马提亚总督马塞林努斯（英语：Marcellinus (magister militum)）承认安特米乌斯为皇帝。
- 468年 － 马塞林努斯（英语：Marcellinus (magister militum)）从汪达尔人手中收复地中海中的部分岛屿。利奥一世派妻弟巴西利斯库斯与马塞林努斯（英语：Marcellinus (magister militum)）联合进攻汪达尔人。盖萨里克用火攻摧毁罗马舰队，马塞林努斯（英语：Marcellinus (magister militum)）被杀，巴西利斯库斯逃回君士坦丁堡。盖萨里克占领西西里。
- 471年 － 李希梅尔从罗马城出走。阿斯帕被利奥一世刺杀。
- 472年 － 李希梅尔围攻罗马，立瓦伦丁尼安三世的女婿奥利布里乌斯为帝。罗马城沦陷，安特米乌斯被处死。李希梅尔与奥利布里乌斯先后去世。
- 473年 － 李希梅尔的继承者勃艮第人甘多柏德（英语：Gundobad）拥立格利凯里乌斯为帝。西哥特王国国王尤里克入侵意大利后被击败，转而入侵高卢，占领了阿尔勒和马赛。利奥一世立女婿芝诺之子利奥二世为凯撒。
- 474年 － 利奥一世去世。利奥二世与芝诺相继升为奥古斯都。芝诺立尼波斯为西部皇帝，向意大利进军。格利凯里乌斯退位为萨罗纳主教。利奥二世去世。芝诺与盖萨里克签订和约。
- 475年 － 巴西利斯库斯煽动叛乱，芝诺出逃伊苏利亚。巴西利斯库斯成为皇帝。巴西利斯库斯发布通谕，谴责迦克墩公会议，支持基督合一性论。潘诺尼亚人欧瑞斯特率蛮族军队攻入拉文纳，尼波斯逃往达尔马提亚。欧瑞斯特立其子罗慕路斯·奥古斯都为帝。
- 476年 － 蛮族军官奥多亚塞发动叛乱，欧瑞斯特兵败身亡，罗慕路斯·奥古斯都被废黜。君士坦丁堡发生大火，君主图书馆和劳修斯宫（英语：Palace of Lausus）被烧毁。芝诺推翻巴西利斯库斯复辟。奥多亚塞自立为王。
- 477年 － 芝诺杀死向自己倒戈的禁卫军执政官哈尔马提乌斯（英语：Armatus）。盖萨里克去世。
- 479年 － 安特米乌斯之子马尔西安（英语：Marcianus (son of Anthemius)）反叛，失败后被流放。
- 480年 － 尼波斯在其位于斯普利特的居所中被谋害。格利凯里乌斯被奥多亚塞立为米兰大主教。
- 482年 － 芝诺与君士坦丁堡牧首阿卡西乌斯颁布《合一通谕（英语：Henotikon）》，宣称基督既是神也是人，试图修补与基督一性论的裂痕。
- 483年 － 利昂提乌斯（英语：Leontius (usurper)）在叙利亚发动叛乱，芝诺命伊鲁斯（英语：Illus）平叛。
- 484年 － 伊鲁斯（英语：Illus）向叛军倒戈，利昂提乌斯（英语：Leontius (usurper)）被拥立为帝。撒马利亚人发动起义，被镇压。教宗斐理斯三世对《合一通谕（英语：Henotikon）》不满，将君士坦丁堡牧首阿卡西乌斯开除教籍。阿卡西乌斯开除教宗斐理斯三世的教籍，阿迦修分裂开始。
- 485年 － 东哥特王国的狄奥多里克大王前往叙利亚平叛。
- 488年 － 叙利亚的叛乱结束，利昂提乌斯（英语：Leontius (usurper)）和伊鲁斯（英语：Illus）被杀。芝诺与狄奥多里克大王达成协议，允许东哥特人入侵意大利。
- 490年 － 奥多亚塞成功反击东哥特人，将狄奥多里克大王包围在帕维亚。西哥特王国国王亚拉里克二世派出援军，解除包围并击败奥多亚塞。
- 491年 － 芝诺去世。阿纳斯塔修斯一世继位，并与芝诺的遗孀结婚。
- 492年 － 芝诺的弟弟朗基努斯（英语：Longinus (consul 486)）被逮捕并被流放。支持朗基努斯（英语：Longinus (consul 486)）的派系发动伊苏里亚战争（英语：Isaurian War）。叛军在屈塔希亚被击败。
- 493年 － 狄奥多里克大王彻底征服意大利，奥多亚塞被狄奥多里克大王杀害。
- 497年 － 朗基努斯（英语：Longinus (consul 486)）叛军被彻底击败，伊苏里亚战争（英语：Isaurian War）结束。
- 502年 － 萨珊王朝开始入侵罗马。
- 506年 － 罗马与萨珊王朝达成和平协议。
- 512年 － 由于新任君士坦丁堡牧首提摩太一世（英语：Timothy I of Constantinople）的基督一性论倾向，且三圣颂中“神圣的父，神圣而全能，神圣而不朽”后被加上“并为我们受十字架之苦”，信奉《迦克墩信经》的基督徒发动暴动。
- 518年 － 阿纳斯塔修斯一世去世，禁卫军指挥官查士丁一世被选为皇帝。

## 查士丁尼王朝（518年—602年）
- 519年 － 教宗何弥派使团前往君士坦丁堡，宣告阿迦修分裂的终结。
- 525年 － 查士丁一世的养子查士丁尼一世与狄奥多拉结婚。
- 527年 － 查士丁一世去世，查士丁尼一世继位。
- 529年 － 查士丁尼法典开始生效。
- 530年 － 贝利撒留在达拉战役中击败萨珊王朝。盖利默篡夺汪达尔-阿兰王国王位，引发与罗马人的战争。
- 531年 － 查士丁尼一世任命卡帕多西亚的约翰（英语：John of Cappadocia）为禁卫军执政官。
- 532年 － 圣索菲亚大教堂开始重建。查士丁尼一世与萨珊王朝皇帝霍斯劳一世签署了一个被称为“永久和平”的停火协约，帝国要为此提供一万一千磅金的岁贡。尼卡暴动爆发，蓝党与绿党之间发生冲突，随后共同包围皇宫，要求罢免卡帕多西亚的约翰（英语：John of Cappadocia），拥立阿纳斯塔修斯一世的侄子希帕提乌斯（英语：Hypatius (consul 500)）为皇帝。在贝利撒留和宦官纳尔塞斯帮助下，叛乱被镇压，希帕提乌斯（英语：Hypatius (consul 500)）被处死。
- 533年 － 汪达尔战争爆发，贝利撒留攻克迦太基城，并在特里卡马鲁姆战役（英语：Battle of Tricamarum）中击退盖利默的反攻。
- 534年 － 盖利默投降，汪达尔-阿兰王国灭亡。贝利撒留从西哥特人手中夺取休达。贝利撒留接受凯旋式殊荣。
- 535年 － 亲罗马的东哥特王国太后阿玛拉逊莎被国王狄奥达哈德杀害。哥特战争爆发，贝利撒留率军收复西西里。
- 536年 － 贝利撒留登陆意大利，攻克那不勒斯并屠城，随后进入罗马。
- 537年 － 圣索菲亚大教堂落成。东哥特人包围罗马，查士丁尼一世派出援军。
- 538年 － 贝利撒留解除罗马之围。东哥特人包围里米尼。纳尔塞斯率军抵达意大利。罗马军队解围里米尼。在米兰大主教的邀请下，贝利撒留进入米兰。
- 539年 － 东哥特人攻陷米兰。纳尔塞斯被调回君士坦丁堡。法兰克王国国王希尔德贝特一世进军意大利，同时与东哥特人和罗马人为敌，因痢疾撤军。查士丁尼一世派遣使节，试图与东哥特人议和。
- 540年 － 贝利撒留利用东哥特人邀请他为王的提议夺取拉文纳。霍斯劳一世攻破安条克并洗劫。贝利撒留离开意大利。东哥特人恢复对波河以北的意大利全境控制。
- 541年 － 在拉兹卡王国（英语：Lazica）的邀请下，霍斯劳一世攻破佩特拉。贝利撒留率军东征，但收效甚微。狄奥多拉与贝利撒留之妻安东尼娜（英语：Antonina (wife of Belisarius)）合谋逮捕并流放卡帕多西亚的约翰（英语：John of Cappadocia）。贝利撒留继子弗提乌斯告发安东尼娜（英语：Antonina (wife of Belisarius)）与养子通奸，反被狄奥多拉逮捕。托提拉登上东哥特王国王位，并收复维罗纳。
- 542年 － 查士丁尼一世因查士丁尼大瘟疫而病倒。贝利撒留被解职。托提拉在穆杰罗（英语：Mugello）谷地击溃罗马军队，罗马仅有拉文纳、罗马、佛罗伦萨和几个工事牢固的滨海城市仍在抵抗。
- 543年 － 东哥特人攻陷那不勒斯。
- 544年 － 贝利撒留再次进军意大利，重新占领了意大利南部的大部分地区。查士丁尼一世谴责“异端三章”，试图通过谴责聂斯脱里主义以弥合和基督一性论者的矛盾，引发强烈不满。
- 546年 － 托提拉攻陷罗马城。
- 547年 － 教宗维吉吕到达君士坦丁堡以处理三章案问题，与君士坦丁堡牧首达成和解。罗马军队收复罗马城。
- 548年 － 教宗维吉吕正式谴责“异端三章”，但被阿非利加主教开除教籍。狄奥多拉去世。
- 549年 － 贝利撒留返回君士坦丁堡。
- 550年 － 托提拉再次攻陷罗马城。查士丁尼一世命表弟日耳曼努斯（英语：Germanus (cousin of Justinian I)）进军意大利，但日耳曼努斯（英语：Germanus (cousin of Justinian I)）于同年去世。教宗维吉吕被迫撤回对三章案的决议。查士丁尼一世再次谴责“异端三章”。
- 551年 － 教宗维吉吕因三章案问题被迫出逃至君士坦丁堡。
- 552年 － 纳尔塞斯进军意大利，于瓜尔多塔迪诺击败东哥特人，托提拉战死。纳尔塞斯收复罗马城。利博琉斯（英语：Liberius (praetorian prefect)）远征西班牙控制了从瓦伦西亚到加的斯一线以南的所有领土，包括科尔多瓦。教宗维吉吕与查士丁尼一世达成协议，宣告近期双方有关“异端三章”的所有声明无效。
- 553年 － 纳尔塞斯在沙诺河谷地击杀东哥特王国末代国王泰亚（英语：Teia）。第二次君士坦丁堡公会议召开，教宗维吉吕被流放，被迫再次正式谴责“异端三章”。
- 555年 － 教宗维吉吕死于归途。
- 556年 － 查士丁尼一世向萨珊王朝支付三万索里德，以订立五十年和约。
- 559年 － 一个被称为科特里古尔（英语：Kutrigurs）的匈人部族突入帝国的领土，逼近君士坦丁堡，贝利撒留将其击退。
- 562年 － 贝利撒留被指控谋害皇帝，被剥夺所有的头衔与特权。阿瓦尔人入侵色雷斯。
- 563年 － 贝利撒留名誉恢复。
- 565年 － 贝利撒留与查士丁尼一世相继去世。查士丁尼一世的侄子查士丁二世继位。
- 568年 － 伦巴第人入侵意大利。阿瓦尔人入侵达尔马提亚，提比略二世出征阿瓦尔人。
- 569年 － 伦巴第人征服米兰。
- 570年 － 伦巴第人建立斯波莱托公国。
- 571年 － 伦巴第人建立贝内文托公国。查士丁二世与阿瓦尔人签订和约，被迫支付八万银币。
- 572年 － 伦巴第人攻克帕维亚。萨珊王朝治下的亚美尼亚爆发叛乱，引发与罗马人之间的战争。
- 573年 － 纳尔塞斯去世。霍斯劳一世攻克达拉，同时大举入侵叙利亚。
- 574年 － 由于查士丁二世的精神错乱，皇后索菲亚（英语：Sophia (empress)）说服霍斯劳一世收取四万五千个诺米斯玛塔以停战一年，并将提比略二世提升为凯撒。
- 576年 － 霍斯劳一世入侵小亚细亚被击退。
- 577年 － 大批斯拉夫人涌入色雷斯与伊利里亚大区并定居。
- 578年 － 查士丁二世去世，临终前升提比略二世为奥古斯都。
- 579年 － 索菲亚（英语：Sophia (empress)）被提比略二世没收大部分财产并遭到软禁。
- 581年 － 阿瓦尔人攻陷色米姆。
- 582年 － 提比略二世去世，女婿莫里斯继位。
- 584年 － 辛吉杜努姆被阿瓦尔人和斯拉夫人攻陷。莫里斯被迫十万金币与阿瓦尔人求和。
- 586年 － 罗马军队在达拉以南战胜萨珊王朝。阿瓦尔人围攻塞萨洛尼基。
- 588年 － 未领到军饷的罗马士兵叛乱，为萨珊王朝提供了突破的机会，但叛乱者自己击退了随后波斯人的攻势。君士坦丁堡牧首约翰四世（英语：John IV of Constantinople）首次接受“普世牧首”头衔，引发教宗柏拉奇二世抗议。
- 589年 － 军饷纠纷得到解决。萨珊王朝攻克锡尔万。巴赫拉姆·楚宾击退罗马在高加索的攻势，但随后在阿拉斯河上游被击败。萨珊王朝皇帝霍尔木兹四世试图解雇巴赫拉姆·楚宾，引发叛乱。
- 590年 － 霍尔木兹四世被推翻，其子霍斯劳二世逃往叙利亚寻求莫里斯支持。巴赫拉姆·楚宾称帝。
- 591年 － 在莫里斯支持下，霍斯劳二世成功夺得帝位，杀死巴赫拉姆·楚宾。霍斯劳二世将亚美尼亚、东美索不达米亚，以及达拉和锡尔万归还罗马。
- 592年 － 莫里斯从阿瓦尔人手中夺回了辛吉杜努姆。
- 595年 － 莫里斯击败阿瓦尔人，与阿瓦尔汗国首位可汗伯颜一世缔结和平条约，允许罗马人派遣远征军进入瓦拉几亚。
- 598年 － 莫里斯撕毁条约，允许在阿瓦尔人的故土上进行报复性战争。
- 602年 － 莫里斯出征阿瓦尔人时下令军队留在多瑙河对岸过冬，引发兵变。福卡斯率领叛军攻至君士坦丁堡，处死莫里斯。福卡斯成为皇帝。美索不达米亚行省总督纳尔塞斯拒绝承认福卡斯，并攻占埃德萨。福卡斯派兵围攻埃德萨。

## 福卡斯时代（602年—610年）
- 603年 － 霍斯劳二世率军支援纳尔塞斯。福卡斯诱骗纳尔塞斯至君士坦丁堡并将其烧死。
- 604年 － 福卡斯同阿瓦尔人谈和，答应增加每年贡金。霍斯劳二世与将军沙赫尔巴拉兹一起征服达拉与埃德萨。
- 605年 － 霍斯劳二世击败福卡斯军队，并攻占达拉。
- 608年 － 霍斯劳二世攻至迦克墩。老希拉克略在迦太基发动叛乱。
- 609年 － 萨珊王朝征服马尔丁与阿米达。
- 610年 － 老希拉克略之子希拉克略攻至君士坦丁堡，处死福卡斯，并加冕为帝。

## 希拉克略王朝（610年—695年）
- 613年 － 希拉克略在安条克城外对萨珊王朝发动大规模反攻，但被沙赫尔巴拉兹彻底击败。萨珊王朝占领安条克与大马士革。
- 614年 － 萨珊王朝占领耶路撒冷并屠城，带走真十字架等圣物。
- 617年 － 萨珊王朝攻占迦克墩。
- 618年 － 沙赫尔巴拉兹率军入侵埃及。希拉克略试图放弃君士坦丁堡返回迦太基，被君士坦丁堡牧首塞尔吉乌斯一世（英语：Sergius I of Constantinople）阻止。希拉克略在小亚细亚建立奥普希金军区、亚美尼亚军区、安纳托利亚军区和卡拉比西安军区。
- 619年 － 萨珊王朝攻克亚历山大城。阿瓦尔人在与希拉克略会谈期间攻至君士坦丁堡。
- 622年 － 希拉克略发动反攻，在卡帕多西亚击败沙赫尔巴拉兹。
- 623年 － 阿瓦尔人在与希拉克略会谈期间试图伏击，并攻至君士坦丁堡。
- 624年 － 希拉克略进攻波斯腹地，取得重大胜利。西哥特人成功夺回了西部西班牙行省的首府卡塔赫纳。
- 625年 － 希拉克略在撤军途中遭到沙赫尔巴拉兹伏击。
- 626年 － 希拉克略与西突厥的统叶护可汗达成联盟。萨珊王朝与阿瓦尔人联合围攻君士坦丁堡，被击退。
- 627年 － 希拉克略发动远征，在尼尼微之战击败萨珊王朝。
- 628年 － 希拉克略洗劫泰西封附近的达斯塔吉尔德（英语：Dastagird）。霍斯劳二世被推翻。和约签订，萨珊王朝交出征服的所有土地和所有的俘虏，奉还真十字架等圣物。希拉克略举办凯旋式。
- 634年 － 在哈立德·本·瓦利德指挥下，穆斯林军队征服了大马士革。
- 636年 － 罗马军队在雅尔穆克战役被穆斯林击败。
- 637年 － 穆斯林军队征服了耶路撒冷、加沙与安条克。
- 638年 － 希拉克略之子赫拉克洛纳斯成为共治皇帝。希拉克略颁布《论述宣言（英语：Ecthesis）》，宣扬基督一志论，试图弥合与基督一性论的矛盾。
- 639年 － 阿姆鲁·本·阿斯率领穆斯林军队进攻埃及。
- 641年 － 教宗若望四世发表了对《论述宣言（英语：Ecthesis）》与基督一志论的强烈谴责。希拉克略去世，其子希拉克略·君士坦丁继位三个半月后即去世。君士坦斯二世继位，逮捕并流放希拉克略之妻马尔提娜（英语：Martina (empress)）与赫拉克洛纳斯。
- 642年 － 穆斯林军队占领了亚历山大城。
- 645年 － 罗马人夺回了亚历山大城。
- 646年 － 亚历山大城再次被穆斯林占领，罗马对埃及的统治终结。
- 647年 － 阿卜杜拉·伊本·赛耳德率领穆斯林军队入侵了阿非利加总督区。
- 648年 － 穆阿维叶一世率领穆斯林军队抵达卡帕多西亚并夺去了凯撒利亚。君士坦斯二世颁布了“典范令”，要求禁止争论基督的人性和神性。
- 649年 － 穆阿维叶一世率领穆斯林军队袭击了塞浦路斯。教宗玛定一世召开集会，强烈谴责“典范令”。
- 652年 － 穆斯林军队袭击了西西里岛。
- 653年 － 塞浦路斯和克里特岛被穆斯林军队攻占。教宗玛定一世与宣信者马克西姆因反对基督一志论被罗马军队逮捕。
- 654年 － 穆阿维叶一世率领穆斯林军队袭击了罗德岛，罗得岛太阳神铜像被拆毁并出售。
- 655年 － 罗马舰队在菲尼凯附近与穆斯林舰队爆发船桅之战，穆斯林舰队在胜利后撤退。教宗玛定一世死于流放地赫尔松。
- 658年 － 君士坦斯二世对巴尔干的斯拉夫人发动惩戒进攻。
- 660年 － 君士坦斯二世强迫其兄弟狄奥多西成为教士，而后将其杀害。
- 661年 － 宣信者马克西姆受酷刑而死。
- 663年 － 君士坦斯二世渡过亚得里亚海，在塔兰托上岸。君士坦斯二世围攻伦巴第人占据的贝内文托失败。君士坦斯二世访问那不勒斯与罗马，随后在锡拉库萨定居。
- 668年 － 君士坦斯二世被内宫侍卫杀死在浴池里，君士坦丁四世继位。梅策齐乌斯在西西里发动叛乱。
- 672年 － 君士坦丁四世平定梅策齐乌斯叛乱。倭马亚王朝舰队进入马尔马拉海并占领库齐库斯半岛。
- 674年 － 倭马亚王朝军队开始包围君士坦丁堡。
- 678年 － 在希腊火帮助下，倭马亚王朝舰队撤军，君士坦丁堡之围结束。
- 679年 － 穆阿维叶一世与君士坦丁四世签署和约，归还近期占据的所有爱琴海岛屿，每年向帝国进贡五十名奴隶、五十匹马和三千磅金子。
- 680年 － 君士坦丁四世率领舰队远征保加尔人，被击败。第三次君士坦丁堡公会议召开。
- 681年 － 第三次君士坦丁堡公会议结束，通过了谴责基督一志论的决议。
- 685年 － 君士坦丁四世去世，查士丁尼二世继位。
- 688年 － 倭马亚王朝哈里发阿卜杜勒-马利克与查士丁尼二世续签和约，增加进贡的马匹与奴隶数量，规定亚美尼亚和高加索伊比利亚，以及塞浦路斯的收入由缔约双方平分。查士丁尼二世向斯拉夫人的土地发动远征。
- 689年 － 查士丁尼二世将爱琴海沿岸各地大批斯拉夫村民与农民转移到奥普希金军区安置。
- 692年 － 查士丁尼二世在教宗色尔爵一世未参加的前提下召开了昆尼色克特大公会议（英语：Quinisext Council）。查士丁尼二世试图逮捕批判昆尼色克特大公会议（英语：Quinisext Council）决议的教宗色尔爵一世，以失败告终。
- 695年 － 利昂提奥斯发动叛乱并被拥立为帝，查士丁尼二世被俘虏。查士丁尼二世被割去鼻子与舌头并被流放至赫尔松。倭马亚王朝占领迦太基，随后在罗马军队的援救下被迫放弃。

## 二十年混乱时期（695年—717年）
- 698年 － 倭马亚王朝再次占领迦太基。被派往援助迦太基的舰队反叛，拥立提比略三世为帝，并推翻了利昂提奥斯。罗马军队进入奇里乞亚，并侵入倭马亚王朝控制的叙利亚。
- 702年 － 亚美尼亚人发动了反对倭马亚王朝的大规模起义，请求罗马提供援助。查士丁尼二世逃出赫尔松，向可萨汗国求援，并迎娶可汗的妹妹。
- 704年 － 罗马军队击退试图收复亚美尼亚的倭马亚王朝军队。但最终还是无法阻止其收复亚美尼亚。提比略三世派人刺杀查士丁尼二世，查士丁尼二世再次出逃。
- 705年 － 在保加尔人援助下，查士丁尼二世攻入君士坦丁堡复位。
- 706年 － 利昂提奥斯与提比略三世被处死。保加尔可汗捷尔维尔（英语：Tervel of Bulgaria）被立为凯撒。
- 708年 － 罗马军队在波莫里埃被某个保加尔人部族击败。
- 709年 － 卡帕多西亚的重镇泰安那（英语：Tyana）被阿拉伯人夺走。查士丁尼二世派军队前往拉文纳处死大量显贵。
- 711年 － 教宗君士坦丁访问君士坦丁堡。查士丁尼二世远征赫尔松。赫尔松人拥立菲利皮科斯为帝，攻入君士坦丁堡。查士丁尼二世被逮捕并处死。
- 712年 － 保加尔可汗捷尔维尔（英语：Tervel of Bulgaria）以为查士丁尼二世为复仇由攻至君士坦丁堡城下。
- 713年 － 菲利皮科斯被士兵杀死，阿纳斯塔修斯二世被拥立为帝。
- 715年 － 阿纳斯塔修斯二世罢免同情基督一志论的君士坦丁堡牧首约翰六世（英语：John VI of Constantinople）。利奥三世被任命为安纳托利亚军区将军。阿纳斯塔修斯二世试图以罗德岛作为行动基地进攻倭马亚王朝，但奥普希金军区部队在罗德岛叛乱，立狄奥多西三世为帝并推翻阿纳斯塔修斯二世。
- 716年 － 利奥三世与入侵的倭马亚王朝军队达成协议，说服其撤军。
- 717年 － 利奥三世推翻狄奥多西三世，加冕为帝。倭马亚王朝舰队再次包围君士坦丁堡。

## 伊苏里亚王朝（717年—802年）
- 718年 － 在保加尔人的协助下，利奥三世解除了君士坦丁堡之围。
- 726年 － 利奥三世发动圣像破坏运动。
- 727年 － 拉文纳总督区爆发反对圣像破坏运动的叛乱，杀死总督保罗（英语：Paul (exarch)）并宣告独立。
- 730年 － 利奥三世罢免支持圣像崇拜的君士坦丁堡牧首圣杰曼努斯一世（英语：Germanus I of Constantinople），并立阿塔纳修斯（英语：Anastasius of Constantinople）为君士坦丁堡牧首。
- 731年 － 利奥三世没收西西里和卡拉布里亚的教会收入。教宗额我略三世召开宗教大会，下令将所有亵渎各类神圣之物的人开除教籍。利奥三世将西西里、卡拉布里亚的各主教区以及巴尔干半岛的一系列主教区从罗马教廷转交给君士坦丁堡牧首管理。
- 741年 － 利奥三世去世，其子君士坦丁五世继位。
- 742年 － 君士坦丁五世的姐夫阿尔塔瓦兹德袭击正在与倭马亚王朝作战的君士坦丁五世，自立为帝，并恢复圣像崇拜。
- 743年 － 在安纳托利亚军区支持下，君士坦丁五世击败阿尔塔瓦兹德。君士坦丁堡牧首阿塔纳修斯（英语：Anastasius of Constantinople）被游街示众。圣像破坏运动加剧。
- 746年 － 君士坦丁五世入侵北叙利亚并夺取日耳曼尼基亚。
- 747年 － 罗马舰队在塞浦路斯海外摧毁了一支阿拉伯海军。
- 751年 － 伦巴第王国攻占拉文纳。
- 754年 － 君士坦丁五世召开旨在支持圣像破坏运动的伊里亚宗教会议（英语：Council of Hieria）。支持圣像崇拜的前君士坦丁堡牧首圣杰曼努斯一世（英语：Germanus I of Constantinople）被开除教籍。
- 756年 － 君士坦丁五世率军击退保加尔人的入侵。丕平献土事件发生，教宗国建立。
- 763年 － 君士坦丁五世在安基阿卢斯击败并杀死保加尔可汗特列茨（英语：Telets of Bulgaria）。
- 775年 － 君士坦丁五世在出征保加尔人返回的路上去世，其子利奥四世继位。
- 776年 － 阿拔斯王朝哈里发马赫迪入侵帝国。
- 778年 － 利奥四世反击阿拔斯王朝，率领多个军区的军队入侵叙利亚。
- 780年 － 利奥四世死于高烧，其子君士坦丁六世继位，其妻雅典的伊琳娜继位。支持圣像破坏运动的安纳托利亚军区部队发生叛乱，被镇压。
- 782年 － 雅典的伊琳娜镇压西西里总督埃尔皮迪奥（英语：Elpidius (rebel)）的叛乱。哈伦·拉希德率领阿拔斯王朝支援亚美尼亚军官塔扎特斯（英语：Tatzates）的叛乱，迫使雅典的伊琳娜在接下来的三年之中每年支付七万金第纳尔。
- 783年 － 雅典的伊琳娜派军队镇压马其顿和塞萨利的斯拉夫人叛乱。
- 784年 － 支持圣像破坏运动的君士坦丁堡牧首保罗四世（英语：Paul IV of Constantinople）退休，支持圣像崇拜的圣塔拉修斯（英语：Tarasios of Constantinople）继位。
- 785年 － 雅典的伊琳娜邀请教宗哈德良一世参加新的大公会议。
- 787年 － 第二次尼西亚公会议召开，宣布恢复圣像敬礼。
- 790年 － 雅典的伊琳娜要求将自己的名字居于君士坦丁六世之前。反对雅典的伊琳娜的叛乱爆发，雅典的伊琳娜遭到软禁。
- 791年 － 哈伦·拉希德发动入侵，君士坦丁六世被迫签订屈辱的和约。
- 792年 － 君士坦丁六世从与保加尔人战斗的战场逃回。雅典的伊琳娜的权力恢复。圣像破坏运动的支持者发动拥立利奥四世的兄弟尼基弗鲁斯（英语：Nikephoros (Caesar)）的叛乱，遭到镇压。
- 795年 － 君士坦丁六世与皇后阿米尼亚的玛丽（英语：Maria of Amnia）离婚，并与塞奥多特（英语：Theodote (empress)）再婚。反对离婚的僧侣遭到镇压。
- 797年 － 雅典的伊琳娜废黜君士坦丁六世并挖去其双眼，成为罗马帝国的第一个女皇。
- 800年 － 教宗良三世以雅典的伊琳娜不合法为理由，加冕查理曼为罗马人的皇帝。
- 802年 － 查理曼派使节向雅典的伊琳娜求婚。雅典的伊琳娜遭到政变废黜。财政大臣尼基弗鲁斯一世成为皇帝。

## 尼基弗里亚王朝（802年—813年）
- 803年 － 巴尔达内斯·托尔克斯（英语：Bardanes Tourkos）发动叛乱自立为帝，遭到镇压。尼基弗鲁斯一世之子斯陶拉基奥斯成为共治皇帝。
- 805年 － 一支规模可观的斯拉夫人部队攻击了科林斯海湾的帕特雷，被击退。
- 806年 － 哈伦·拉希德率领阿拔斯王朝军队入侵卡帕多西亚，夺取了泰安那（英语：Tyana），榨取了一万金币的赎金才撤走。
- 808年 － 保加利亚第一帝国可汗克鲁姆在斯特鲁马河附近歼灭一支罗马驻军。
- 809年 － 克鲁姆攻陷塞尔迪卡并屠杀驻军。尼基弗鲁斯一世洗劫保加利亚第一帝国首都普利斯卡。
- 811年 － 尼基弗鲁斯一世再次占领普利斯卡，在回军途中被克鲁姆伏击杀死。斯陶拉基奥斯逃出战场。尼基弗鲁斯一世女婿米海尔一世自立为帝。斯陶拉基奥斯被送进修道院后去世。米海尔一世与查理曼达成一致，承认查理曼为皇帝。
- 812年 － 克鲁姆夺取德维尔托斯（英语：Debelt）。米海尔一世出兵对抗克鲁姆，因军队哗变撤军。克鲁姆攻陷墨森布里亚。
- 813年 － 由于利奥五世脱逃，米海尔一世在维尔西尼西亚之战（英语：Battle of Versinikia）被克鲁姆击败。米海尔一世退位，利奥五世成为皇帝。克鲁姆包围君士坦丁堡，利奥五世试图刺杀克鲁姆而失败。克鲁姆洗劫君士坦丁堡郊区后撤军。

## 利奥五世时代（813年—820年）
- 814年 － 克鲁姆去世。
- 815年 － 米海尔一世去世。利奥五世罢免支持圣像崇拜的君士坦丁堡牧首尼基弗鲁斯一世，再次发动圣像破坏运动。
- 816年 － 利奥五世在墨森布里亚击败保加利亚第一帝国军队，达成为期30年的和平条约，恢复780年的边界。
- 820年 － 米海尔二世刺杀利奥五世，成为新皇帝。

## 弗里吉亚王朝（820年—867年）
- 821年 － 米海尔二世之子塞奥菲鲁斯成为共治皇帝，并迎娶狄奥多拉。斯拉夫人托马斯自称君士坦丁六世，发动叛乱并围攻君士坦丁堡。
- 822年 － 米海尔二世击溃围攻君士坦丁堡的斯拉夫人托马斯部队。
- 823年 － 保加利亚第一帝国可汗奥莫尔塔格援助米海尔二世，击溃斯拉夫人托马斯部队。米海尔二世围攻阿卡狄奥波利斯，斯拉夫人托马斯被迫投降并被处死。
- 824年 － 来自安达卢斯的阿布·哈夫斯（英语：Abu Hafs Umar al-Iqritishi）占领克里特岛，建立克里特酋长国。皇后瑟克拉（英语：Thekla (wife of Michael II)）去世，米海尔二世迎娶尤弗洛斯内（英语：Euphrosyne (9th century)），遭到教士反对。
- 826年 － 尤菲米奥斯（英语：Euphemius (Sicily)）在西西里发动叛乱。
- 827年 － 受到自立为帝的尤菲米奥斯（英语：Euphemius (Sicily)）邀请，阿格拉布王朝入侵西西里。
- 828年 － 尤菲米奥斯（英语：Euphemius (Sicily)）被西西里驻军杀死。
- 829年 － 米海尔二世去世，塞奥菲鲁斯继位。
- 830年 － 塞奥菲鲁斯派使团出使阿拔斯王朝。塞奥菲鲁斯入侵阿拔斯王朝，劫掠扎佩特拉。
- 831年 － 塞奥菲鲁斯入侵穆斯林占据的奇里乞亚，胜利后举办凯旋式。塞奥菲鲁斯在卡帕多西亚被阿拔斯王朝击败。
- 833年 － 塞奥菲鲁斯再次在卡帕多西亚被阿拔斯王朝击败。塞奥菲鲁斯被迫向阿拔斯王朝求和。
- 837年 － 塞奥菲鲁斯入侵美索不达米亚和西亚美尼亚，再次举办凯旋式。
- 838年 － 阿拔斯王朝入侵，塞奥菲鲁斯在达兹蒙被击败。哈里发穆阿台绥姆占领安卡拉和阿莫里乌姆。
- 839年 － 塞奥菲鲁斯派使团前往莱茵河畔英格尔海姆，试图与皇帝虔诚者路易结盟。
- 842年 － 穆阿台绥姆派舰队进攻君士坦丁堡，但被风暴摧毁。塞奥菲鲁斯去世，米海尔三世继位。
- 843年 － 皇太后狄奥多拉放逐支持圣像破坏运动的君士坦丁堡牧首约翰七世，圣像破坏运动结束。狄奥多拉迫害保罗派。
- 847年 － 依纳爵一世（英语：Ignatios of Constantinople）成为君士坦丁堡牧首。
- 853年 － 宦官达米安努斯率领舰队突袭杜姆亚特，焚毁了这座城市以及港口之中停泊的所有阿拉伯舰队。依纳爵一世（英语：Ignatios of Constantinople）迫害锡拉库萨大主教格里高利·阿斯贝斯塔斯（英语：Gregory Asbestas），将其革除教籍。
- 855年 － 米海尔三世被狄奥多拉强迫与欧多西亚·德卡波利塔娜（英语：Eudokia Dekapolitissa）结婚。米海尔三世的舅舅巴尔达斯杀死狄奥多拉宠信的大臣狄奥克提斯托斯（英语：Theoktistos），狄奥多拉的掌权时期结束。
- 856年 － 罗马军队渡过幼发拉底河，一路抵达阿米达。
- 858年 － 依纳爵一世（英语：Ignatios of Constantinople）开除与儿媳通奸的巴尔达斯教籍。巴尔达斯说服米海尔三世逮捕依纳爵一世（英语：Ignatios of Constantinople），佛提乌成为新君士坦丁堡牧首。
- 859年 － 米海尔三世亲自率军渡过涨水的幼发拉底河。罗马军队再度袭击杜姆亚特。
- 860年 － 罗斯人舰队袭击君士坦丁堡后撤军。米海尔三世被哈里发穆塔瓦基勒击败。基里尔前往可萨汗国传播基督教，以失败告终。
- 861年 － 教宗尼各老一世的特使访问君士坦丁堡，宣布支持佛提乌，并正式罢免依纳爵一世（英语：Ignatios of Constantinople），遭到尼各老一世反对。
- 862年 － 巴尔达斯被立为凯撒。大摩拉维亚公国的君主罗斯季斯拉夫要求米海尔三世和佛提乌派传教士给斯拉夫人传福音。
- 863年 － 罗马军队战胜马拉蒂亚埃米尔带领的阿拉伯人，埃米尔阵亡。教宗尼各老一世召开宗教会议，宣布罢免佛提乌，恢复依纳爵一世（英语：Ignatios of Constantinople）君士坦丁堡牧首地位。米海尔三世支持了基里尔和美多德对大摩拉维亚公国的传教。米海尔三世入侵保加利亚第一帝国。
- 864年 － 米海尔三世与保加利亚第一帝国可汗鲍里斯一世签订和约，要求鲍里斯一世放弃与法兰克人的同盟，并按照君士坦丁堡教会的方式接受基督教。
- 865年 － 鲍里斯一世在圣索菲亚大教堂接受洗礼。教宗尼各老一世要求依纳爵一世（英语：Ignatios of Constantinople）与佛提乌前往罗马申诉。
- 866年 － 由于佛提乌拒绝任命独立的保加利亚牧首，保加利亚第一帝国可汗鲍里斯一世宣布效忠于教宗尼各老一世。巴尔达斯在出征克里特岛途中被巴西尔一世刺杀。巴西尔一世成为共治皇帝。
- 867年 － 教宗尼各老一世被加洛林王朝皇帝路易二世废黜。米海尔三世被巴西尔一世刺杀。巴西尔一世派出一支拥有139艘战舰的庞大舰队前往亚得里亚海，驱逐了那里的阿拉伯人。

## 马其顿王朝（867年—1056年）
- 869年 － 巴西尔一世邀请教宗哈德良二世派使团参加第四次君士坦丁堡大公会议，宣布革除佛提乌教籍，依纳爵一世（英语：Ignatios of Constantinople）再次成为君士坦丁堡牧首。巴西尔一世与路易二世尝试了一次对巴里的进攻。巴西尔一世之子君士坦丁（英语：Constantine (son of Basil I)）成为共治皇帝。
- 870年 － 保加利亚第一帝国可汗鲍里斯一世宣布回归君士坦丁堡牧首区。路易二世要求巴西尔一世承认自己为罗马人的皇帝而非法兰克人的国王，遭到拒绝。
- 871年 － 路易二世攻占巴里。
- 872年 － 巴西尔一世攻占保罗派的筑垒城市泰夫里卡。
- 873年 － 巴西尔一世取得对贝内文托公国的宗主权，并收复奥特朗托。
- 876年 － 巴里投靠巴西尔一世。
- 877年 － 依纳爵一世（英语：Ignatios of Constantinople）去世，佛提乌再次成为君士坦丁堡牧首。
- 878年 － 锡拉库萨被阿拉伯人攻陷。
- 879年 － 共治皇帝君士坦丁（英语：Constantine (son of Basil I)）去世。
- 880年 － 教宗若望八世承认佛提乌的君士坦丁堡牧首地位。
- 883年 － 罗马军队在塔尔苏斯被击败。
- 886年 － 巴西尔一世去世，利奥六世与亚历山大继位。佛提乌再次被免职。利奥六世将自己的幼弟史蒂芬一世（英语：Stephen I of Constantinople）立为君士坦丁堡牧首。
- 887年 － 佛提乌在受审后隐退。
- 893年 － 西美昂一世成为保加利亚大公。
- 894年 － 东罗马帝国大幅增加了保加利亚商人向帝国出口商品的关税。西美昂一世侵入色雷斯，罗马人收买马扎尔人进攻保加利亚后方，西美昂一世收买佩切涅格人进攻马扎尔人后方。
- 896年 － 西美昂一世侵入色雷斯，罗马人收买马扎尔人进攻保加利亚后方，西美昂一世收买佩切涅格人进攻马扎尔人后方。西美昂一世在保加罗菲格大败罗马军队。
- 897年 － 西美昂一世与利奥六世缔结和约。利奥六世妻子塞奥法诺（英语：Theophano Martinakia）去世，情人佐伊（英语：Zoe Zaoutzaina）被接回君士坦丁堡。
- 898年 － 利奥六世与佐伊（英语：Zoe Zaoutzaina）结婚。
- 899年 － 利奥六世的皇后佐伊（英语：Zoe Zaoutzaina）去世。
- 900年 － 利奥六世战胜塔尔苏斯酋长国（英语：Emirate of Tarsus），俘虏其埃米尔。利奥六世与欧多西亚·拜亚娜（英语：Eudokia Baïana）结婚。
- 901年 － 皇后欧多西亚·拜亚娜（英语：Eudokia Baïana）去世。
- 902年 － 罗马在西西里的最后据点陶尔米纳被西西里酋长国攻陷。穆斯林大军侵入奇里乞亚。塞萨利港口德米特里阿斯被夷为平地。
- 903年 － 亚历山大试图谋杀利奥六世。
- 904年 － 的黎波里的利奥（英语：Leo of Tripoli）率领阿拉伯舰队攻破并洗劫塞萨洛尼基。安德罗尼卡·杜卡斯（英语：Andronikos Doukas (general under Leo VI)）率军侵入叙利亚。亚历山大失去共治皇帝的地位。
- 905年 － 罗马率领舰队将塔尔苏斯夷为平地。
- 906年 － 安德罗尼卡·杜卡斯（英语：Andronikos Doukas (general under Leo VI)）叛逃巴格达。利奥六世与“炭黑眼”佐伊（英语：Zoe Karbonopsina）结婚，是为第四次结婚。教会拒绝承认此次婚姻。
- 907年 － 利奥六世逮捕并罢免君士坦丁堡牧首尼古拉一世（英语：Nicholas Mystikos）。教宗色尔爵三世与新任君士坦丁堡牧首尤锡米乌斯一世（英语：Euthymius I of Constantinople）同意此次婚姻。
- 908年 － 利奥六世之子君士坦丁七世成为共治皇帝。
- 910年 － 罗马舰队劫掠拉塔基亚。
- 911年 － 利奥六世派舰队试图重夺克里特岛。
- 912年 － 试图重夺克里特岛的舰队几乎全部被击沉。利奥六世去世，亚历山大继位。亚历山大废除与西美昂一世的和约。亚历山大恢复尼古拉一世（英语：Nicholas Mystikos）的君士坦丁堡牧首地位。尼古拉一世（英语：Nicholas Mystikos）放逐前君士坦丁堡牧首依纳爵一世（英语：Ignatios of Constantinople）并试图清洗其派系，遭遇抵抗而失败。
- 913年 － 亚历山大去世，君士坦丁七世继位。君士坦丁堡牧首尼古拉一世（英语：Nicholas Mystikos）逮捕君士坦丁七世之母“炭黑眼”佐伊（英语：Zoe Karbonopsina）。安德罗尼卡·杜卡斯（英语：Andronikos Doukas (general under Leo VI)）之子君士坦丁·杜卡斯（英语：Constantine Doukas (usurper)）叛乱，被杀。西美昂一世包围君士坦丁堡，在要求君士坦丁七世支付拖欠的岁贡和迎娶自己女儿后撤军。
- 914年 － “炭黑眼”佐伊（英语：Zoe Karbonopsina）再次成为皇太后摄政。
- 915年 － “炭黑眼”佐伊（英语：Zoe Karbonopsina）扶植亚美尼亚国王阿硕特二世收复失地。罗马军队击败从塔尔苏斯出发进入帝国境内掠夺的穆斯林大军。伦巴迪亚军区在卡普亚城外彻底歼灭了阿拉伯人的部队。西美昂一世攻占亚得里亚堡，被“炭黑眼”佐伊（英语：Zoe Karbonopsina）派军收复。
- 917年 － 西美昂一世入侵色雷斯，“炭黑眼”佐伊（英语：Zoe Karbonopsina）收买佩切涅格人与罗马军队夹击保加利亚第一帝国。佩切涅格人与罗曼努斯一世爆发争吵后撤军。西美昂一世在安西亚卢斯城外击溃罗马军队。
- 918年 － “炭黑眼”佐伊（英语：Zoe Karbonopsina）被迫终止摄政。
- 919年 － 罗曼努斯一世率军进入君士坦丁堡，将女儿嫁给君士坦丁七世，自封主父。西美昂一世率部南进，一路抵达达达尼尔海峡。
- 920年 － 罗曼努斯一世逮捕政敌利奥·福卡斯（英语：Leo Phokas the Elder）。罗曼努斯一世召开宗教会议，颁布《统一之章》，规定男子二婚完全合法，四十岁以下且没有后代的鳏夫也可以三婚，不过婚礼之后要进行合宜的自我惩罚，但四婚者要被革除教籍，直到他们自行彻底否定这一婚姻之后才能恢复教籍。皇太后“炭黑眼”佐伊（英语：Zoe Karbonopsina）被送进修道院。罗曼努斯一世流放君士坦丁七世的教师塞奥多尔。罗曼努斯一世成为共治皇帝。
- 922年 － 西美昂一世洗劫斯特努姆（英语：İstinye）周边地区。
- 923年 － 西美昂一世夺取亚得里亚堡。约翰·库尔库阿斯成为帝国陆军的最高指挥官。约翰·库尔库阿斯彻底击败的黎波里的利奥（英语：Leo of Tripoli）。
- 924年 － 西美昂一世试图与法蒂玛王朝联合，被罗曼努斯一世破坏。西美昂一世入侵色雷斯，与罗曼努斯一世会谈后撤军。罗曼努斯一世与哈里发穆克塔迪尔签订和约。
- 925年 － 西美昂一世自封“罗马人与保加利亚人的君主”。君士坦丁堡牧首尼古拉一世去世。
- 926年 － 西美昂一世宣称保加利亚教会独立，将保加利亚大主教立为牧首。约翰·库尔库阿斯开始对阿拉伯人作战。
- 927年 － 西美昂一世去世，新任沙皇彼得一世与罗曼努斯一世的孙女结婚。罗曼努斯一世承认彼得一世为沙皇。
- 932年 － 约翰·库尔库阿斯夺取曼齐克特。
- 934年 － 约翰·库尔库阿斯夺取梅利泰内。
- 938年 － 约翰·库尔库阿斯被哈姆丹王朝击败。
- 940年 － 哈姆丹王朝大举进攻，在约翰·库尔库阿斯援军到达后后撤。
- 941年 － 基辅大公伊戈尔·留里科维奇围攻君士坦丁堡，被击败。
- 942年 － 约翰·库尔库阿斯突入阿勒颇地区。
- 944年 － 基辅大公伊戈尔·留里科维奇再次入侵，与罗曼努斯一世签订和平条约。约翰·库尔库阿斯从被围攻的埃德萨得到了耶稣的肖像布。罗曼努斯一世被两个儿子逮捕并流放。
- 945年 － 逮捕罗曼努斯一世的两个儿子被君士坦丁七世逮捕并流放。
- 946年 － 罗曼努斯一世认罪。
- 948年 － 罗曼努斯一世去世。
- 949年 － 君士坦丁七世与东法兰克国王奥托一世联合进攻克里特岛，以失败告终。克雷莫纳的利乌特普兰德出使君士坦丁堡。
- 952年 － 君士坦丁七世创作《君士坦丁致其子罗曼努斯》，即《论帝国管理（英语：De Administrando Imperio）》。
- 953年 － 东部最高指挥官老巴尔达斯·福卡斯在东部与阿拉伯人作战时受伤，其子尼基弗鲁斯二世继任。
- 955年 － 基辅的奥莉加前往君士坦丁堡受洗。
- 957年 － 尼基弗鲁斯二世夺取潘菲利亚的阿达塔（英语：Hadath）。
- 958年 － 约翰·库尔库阿斯夺取幼发拉底河河畔的萨姆萨特。
- 959年 － 君士坦丁七世去世，其子罗曼努斯二世继位。
- 960年 － 尼基弗鲁斯二世率军登陆克里特岛，在深入内陆时被克里特埃米尔国军队击败。尼基弗鲁斯二世之弟小利奥·福卡斯击败阿勒颇埃米尔赛义夫·达夫拉（英语：Sayf al-Dawla）的入侵部队。
- 961年 － 尼基弗鲁斯二世攻克伊拉克利翁，克里特埃米尔国灭亡。
- 962年 － 罗曼努斯二世去世。尼基弗鲁斯二世攻入阿勒颇。尼基弗鲁斯二世回军君士坦丁堡。奥托一世被教宗若望十二世加冕为皇帝。
- 963年 － 尼基弗鲁斯二世发动政变，成为皇帝，迎娶罗曼努斯二世的皇后塞奥法诺（英语：Theophano (born Anastaso)）。
- 965年 － 尼基弗鲁斯二世攻破塔尔苏斯，随后占领塞浦路斯。尼基弗鲁斯二世痛斥保加利亚使节，率军进攻保加利亚边境，并收买基辅大公斯维亚托斯拉夫·伊戈列维奇进攻保加利亚。
- 967年 － 奥托一世派遣使团觐见尼基弗鲁斯二世，商讨联姻的可能性，以失败告终。奥托一世对阿普利亚发动攻击。尼基弗鲁斯二世的亚美尼亚人卫队与色雷斯水手之间的争执演变成了全面的骚乱。
- 968年 － 克雷莫纳的利乌特普兰德代表奥托一世出使君士坦丁堡，遭到冷遇。教宗若望十二世写信称尼基弗鲁斯二世为“希腊人的皇帝”。
- 969年 － 尼基弗鲁斯二世收复安条克。保加利亚第一帝国遭遇斯维亚托斯拉夫·伊戈列维奇进攻，大普雷斯拉夫被攻陷，沙皇鲍里斯二世被俘虏。尼基弗鲁斯二世被皇后塞奥法诺（英语：Theophano (born Anastaso)）与外甥约翰一世谋杀。约翰一世被牧首波利埃克塔斯（英语：Polyeuctus of Constantinople）要求将塞奥法诺（英语：Theophano (born Anastaso)）赶出宫，随后接受加冕。小利奥·福卡斯被流放。
- 970年 － 斯维亚托斯拉夫·伊戈列维奇入侵罗马，在阿卡狄奥波利斯遭受重创。
- 971年 － 小巴尔达斯·福卡斯（英语：Bardas Phokas the Younger）叛乱并被拥立为帝，被击败并被流放。约翰一世迎娶前皇后塞奥法诺（英语：Theophano (born Anastaso)）的姐妹塞奥多拉（英语：Theodora (daughter of Constantine VII)）。法蒂玛王朝进攻安条克。
- 972年 － 奥托二世之子迎娶约翰一世的亲属塞奥法诺。约翰一世攻克大普雷斯拉夫，驱逐当地罗斯人。约翰一世围攻斯维亚托斯拉夫·伊戈列维奇所在地锡利斯特拉，迫使其离开。保加利亚第一帝国沙皇鲍里斯二世向约翰一世臣服，保加利亚牧首区被废除。
- 973年 － 斯维亚托斯拉夫·伊戈列维奇被佩切涅格人杀死。法蒂玛王朝在阿米达城下几乎全歼一支罗马军队。
- 974年 － 约翰一世与亚美尼亚结盟，攻克阿米达与锡尔万，进入美索不达米亚平原。对立教宗波尼法爵七世逃亡至君士坦丁堡，反对他的君士坦丁堡牧首巴西尔一世（英语：Basil I of Constantinople）被流放。
- 975年 － 约翰一世攻克霍姆斯、巴勒贝克与大马士革，重新控制巴勒斯坦、叙利亚和黎巴嫩的大部分土地。
- 976年 － 约翰一世去世，其子巴西尔二世与君士坦丁八世继位。巴尔达斯·斯科莱鲁（英语：Bardas Skleros）自立为帝。
- 977年 － 巴尔达斯·斯科莱鲁（英语：Bardas Skleros）围攻君士坦丁堡。小巴尔达斯·福卡斯（英语：Bardas Phokas the Younger）被任命进攻巴尔达斯·斯科莱鲁（英语：Bardas Skleros），巴尔达斯·斯科莱鲁（英语：Bardas Skleros）撤军。
- 979年 － 小巴尔达斯·福卡斯（英语：Bardas Phokas the Younger）在决斗中重伤巴尔达斯·斯科莱鲁（英语：Bardas Skleros）。巴尔达斯·斯科莱鲁（英语：Bardas Skleros）逃往巴格达。
- 981年 － 东罗马军队击溃进入阿普利亚的奥托二世军队。
- 984年 － 对立教宗波尼法爵七世在罗马帝国的帮助下推翻教宗若望十四世重新掌控教宗之位。
- 985年 － 巴西尔二世逮捕内廷总管巴西尔·拉卡潘努斯（英语：Basil Lekapenos）并将其流放。
- 986年 － 保加利亚的萨缪尔攻破拉里萨。巴西尔二世进攻保加利亚的萨缪尔，遭遇伏击，损失惨重。
- 987年 － 巴尔达斯·斯科莱鲁（英语：Bardas Skleros）在梅利泰内再度自立为皇帝。小巴尔达斯·福卡斯（英语：Bardas Phokas the Younger）自立为帝。巴尔达斯·斯科莱鲁（英语：Bardas Skleros）被小巴尔达斯·福卡斯（英语：Bardas Phokas the Younger）逮捕。弗拉基米尔一世·斯维亚托斯拉维奇派军队援助巴西尔二世。
- 988年 － 瓦兰吉卫队正式组建。
- 989年 － 巴西尔二世与君士坦丁八世出征，小巴尔达斯·福卡斯（英语：Bardas Phokas the Younger）战死。巴尔达斯·斯科莱鲁（英语：Bardas Skleros）向巴西尔二世臣服。弗拉基米尔一世·斯维亚托斯拉维奇占领赫尔松。巴西尔二世将妹妹嫁给弗拉基米尔一世·斯维亚托斯拉维奇。弗拉基米尔一世·斯维亚托斯拉维奇归还赫尔松，并正式受洗。保加利亚的萨缪尔攻破韦里亚。地震损坏了包括圣索菲亚大教堂在内的四十多座教堂。巴西尔二世与卡尔特利王国国王大卫三世（英语：David III of Tao）签订城下之盟，要求大卫三世（英语：David III of Tao）死后将所有土地交给帝国管辖。
- 991年 － 巴西尔二世率军进攻保加利亚第一帝国。
- 992年 － 巴西尔二世与威尼斯共和国签署协议，给予其贸易特权，作为回报在战争中提供舰船运输帝国军队。
- 994年 － 阿勒颇附近的罗马军队被法蒂玛王朝歼灭。
- 995年 － 巴西尔二世出征叙利亚，解救阿勒颇。
- 996年 － 巴西尔二世颁布法令，要求一切地产的所有权回归罗曼努斯一世执政时的情况。奥托三世派使团前往君士坦丁堡求婚。保加利亚的萨缪尔伏击并杀死了塞萨洛尼基的主官，一路向南劫掠直到科林斯。
- 997年 － 保加利亚的萨缪尔在温泉关附近的斯佩耳刻俄斯河被击败，随后攻占都拉斯。
- 998年 － 罗马军队在阿帕米亚被法蒂玛王朝击败。
- 999年 － 巴西尔二世亲征法蒂玛王朝。
- 1000年 － 巴西尔二世与法蒂玛王朝和谈。威尼斯共和国总督彼得罗二世·奥尔塞奥罗（英语：Pietro II Orseolo）获封达尔马提亚总督。
- 1001年 － 卡尔特利王国国王大卫三世（英语：David III of Tao）去世，巴西尔二世继承其遗产。巴西尔二世夺回韦里亚，肃清塞萨利的保加利亚第一帝国驻军。
- 1002年 － 奥托三世迎娶巴西尔二世侄女生于紫室者佐伊，未见面即去世。
- 1005年 － 保加利亚的萨缪尔的几个亲戚叛变，将都拉斯交给巴西尔二世。
- 1009年 － 保加利亚的萨缪尔在克雷塔战役（英语：Battle of Kreta）惨败。
- 1014年 － 巴西尔二世在克雷迪昂战役彻底战胜保加利亚的萨缪尔。保加利亚的萨缪尔去世。格鲁吉亚王国国王巴格拉特三世去世，其子吉奥尔基一世入侵罗马。
- 1018年 － 保加利亚第一帝国沙皇伊凡·弗拉基斯拉夫（英语：Ivan Vladislav of Bulgaria）在围攻都拉斯时阵亡。保加利亚第一帝国彻底灭亡。保加利亚军区和帕里斯特隆军区建立。
- 1019年 － 南意大利的督军巴西尔·博约安内斯（英语：Basil Boioannes）在坎尼歼灭了伦巴第人与诺曼人的联军。
- 1021年 － 巴西尔二世东征格鲁吉亚王国。
- 1022年 － 巴西尔二世迫使格鲁吉亚王国国王吉奥尔基一世投降。巴西尔二世吞并瓦斯普拉坎（英语：Vaspurakan）地区，并说服休尼克王国（英语：Kingdom of Syunik）国王斯姆巴德三世死后让王国并入帝国。巴西尔·博约安内斯（英语：Basil Boioannes）击退神圣罗马皇帝亨利二世的进攻，迫使其撤回阿尔卑斯山以北。
- 1025年 － 巴西尔二世去世。
- 1026年 － 君士坦丁八世废除了巴西尔二世时期的土地法。
- 1028年 － 罗曼努斯三世离婚并迎娶生于紫室者佐伊。君士坦丁八世去世，生于紫室者佐伊与罗曼努斯三世继位。
- 1030年 － 罗曼努斯三世撕毁和约进攻米尔达西王朝，被击溃。泰鲁什军区将军乔治·马尼亚克全歼入侵的阿拉伯骑兵。
- 1032年 － 乔治·马尼亚克夺取埃德萨。
- 1033年 － 米海尔四世被带到宫中，与生于紫室者佐伊通奸。
- 1034年 － 罗曼努斯三世暴毙，米海尔四世与生于紫室者佐伊结婚并继位。生于紫室者佐伊被米海尔四世软禁。
- 1038年 － 米海尔四世的姐夫斯蒂芬远征西西里，乔治·马尼亚克任全权指挥官。
- 1040年 － 罗马军队攻破锡拉库萨。斯蒂芬向米海尔四世举报乔治·马尼亚克谋反。乔治·马尼亚克被召回逮捕。斯蒂芬战死。南意大利的民兵共同哗变，西西里远征军被召回，除墨西拿外的西西里岛再度落入阿拉伯人手中。斯蒂芬之子米海尔五世被米海尔四世收为养子。保加利亚的彼得二世（英语：Petar Delyan）发动叛乱，并攻占都拉斯。
- 1041年 － 保加利亚彼得二世（英语：Petar Delyan）的叛军被击溃，向米海尔四世投降。米海尔四世去世，其兄孤儿院院长约翰（英语：John the Orphanotrophos）拥立米海尔五世继位。阿韦尔萨与梅尔菲被伦巴第人和诺曼人占领。
- 1042年 － 孤儿院院长约翰（英语：John the Orphanotrophos）被米海尔五世逮捕并流放。米海尔五世解散皇帝卫队，用一支可能是由斯拉夫人组成的“斯基泰人”阉人部队代替。米海尔五世逮捕并流放养母生于紫室者佐伊。君士坦丁堡发生暴动，生于紫室者狄奥多拉被拥立并与姐姐生于紫室者佐伊共治，米海尔五世被处死。君士坦丁九世与生于紫室者佐伊结婚并加冕为帝。乔治·马尼亚克返回意大利镇压叛乱。君士坦丁九世情人玛丽亚·斯科莱鲁（英语：Maria Skleraina）的兄弟罗曼努斯·斯科莱鲁侵占乔治·马尼亚克的地产并玷污其妻子。乔治·马尼亚克发动叛乱并自立为帝，在保加利亚的奥斯特罗沃（英语：Ostrovo, Bulgaria）战死。
- 1043年 － 基辅大公智者雅罗斯拉夫派其子弗拉基米尔·雅罗斯拉维奇率领一支舰队进攻君士坦丁堡，被击退。
- 1044年 － 君士坦丁堡发生反对君士坦丁九世的情人玛丽亚·斯科莱鲁（英语：Maria Skleraina）的骚乱。
- 1045年 － 亚美尼亚王国被罗马正式吞并。
- 1046年 － 君士坦丁九世的女儿与智者雅罗斯拉夫之子弗谢沃洛德一世·雅罗斯拉维奇结婚。君士坦丁堡大学重建。塞尔柱王朝苏丹图赫里勒·贝格进攻亚美尼亚的瓦斯普拉坎（英语：Vaspurakan），被击败。
- 1047年 － 君士坦丁九世的表兄弟利奥·托尔尼克斯（英语：Leo Tornikios）发动叛乱并自立为帝，围攻君士坦丁堡，失败后被俘，遭受瞽刑。佩切涅格人穿过多瑙河定居。
- 1048年 － 佩切涅格人开始多次发动入侵。塞尔柱王朝在卡佩特隆战役（英语：Battle of Kapetron）与罗马军队交战。
- 1050年 － 生于紫室者佐伊去世。
- 1053年 － 教宗良九世被诺曼人俘虏，教廷将原因归于东罗马军队背弃盟友。君士坦丁堡牧首米海尔一世下令君士坦丁堡的拉丁教堂采用希腊礼仪，否则关闭教堂，并谴责罗马教会。塞尔柱王朝苏丹图赫里勒·贝格在亚美尼亚大肆劫掠。
- 1054年 － 教宗良九世的特使抵达君士坦丁堡。教宗良九世去世。教宗特使宣布革除教籍，东西教会大分裂开始。
- 1055年 － 君士坦丁九世去世。
- 1056年 － 生于紫室者狄奥多拉去世，米海尔六世成为皇帝。君士坦丁九世的亲属塞奥多西奥斯·莫诺马修斯（英语：Theodosios Monomachos）发动政变，被镇压并流放。

## 科穆宁-杜卡斯王朝（1057年—1185年）
- 1057年 － 伊萨克一世自立为帝，率军推翻米海尔六世。伊萨克一世查抄近期赏赐给宠臣与佞幸的地产。
- 1058年 － 伊萨克一世逮捕并流放君士坦丁堡牧首米海尔一世。伊萨克一世镇压佩切涅格人。
- 1059年 － 米海尔一世去世。伊萨克一世去世，君士坦丁十世继位。
- 1064年 － 塞尔柱王朝苏丹阿尔普·阿尔斯兰攻破阿尼。
- 1067年 － 塞尔柱王朝突入凯撒利亚和安卡拉后撤退。君士坦丁十世去世。
- 1068年 － 罗曼努斯四世加冕为帝。罗曼努斯四世攻占赫拉波利斯。
- 1070年 － 塞尔柱王朝苏丹阿尔普·阿尔斯兰夺取曼齐克特与埃尔吉斯。
- 1071年 － 罗伯特·吉斯卡尔率领的诺曼人夺取巴里，东罗马帝国在意大利的统治结束。罗曼努斯四世在曼齐克特战役战败被俘。塞尔柱王朝苏丹阿尔普·阿尔斯兰要求割让曼齐克特、安条克、埃德萨和赫拉波利斯，并要求皇帝把一个女儿嫁给他的儿子，随后释放罗曼努斯四世。君士坦丁十世之子米海尔七世加冕为帝。
- 1072年 － 罗曼努斯四世被废黜并遭遇瞽刑后去世。君士坦丁·伯丁（英语：Constantine Bodin）在保加利亚自立为沙皇，遭到镇压。
- 1073年 － 塞尔柱人向安纳托利亚大规模迁徙。诺曼人佣兵首领巴约勒的鲁塞尔（英语：Roussel de Bailleul）在小亚细亚建立独立的公国。
- 1075年 － 苏莱曼沙阿一世占领尼科米底亚。德米特里乌斯·兹沃尼米尔被教宗额我略七世代表团加冕为克罗地亚王国国王。巴约勒的鲁塞尔（英语：Roussel de Bailleul）被阿历克塞一世抓获。
- 1077年 － 苏莱曼沙阿一世建立罗姆苏丹国。尼基弗鲁斯·布兰恩努斯（英语：Nikephoros Bryennios the Elder）自立为帝。
- 1078年 － 尼基弗鲁斯三世自立为帝，攻入君士坦丁堡。米海尔七世被废，尼基弗鲁斯·布兰恩努斯（英语：Nikephoros Bryennios the Elder）被逮捕并受瞽刑。
- 1080年 － 塞尔柱王朝已占领整个小亚细亚。阿历克塞一世成为尼基弗鲁斯三世养子。阿普利亚公爵罗伯特·吉斯卡尔用一东正教僧侣冒充米海尔七世，准备东征夺取帝位。
- 1081年 － 阿历克塞一世率军推翻尼基弗鲁斯三世，成为皇帝。教宗额我略七世革除阿历克塞一世教籍。罗伯特·吉斯卡尔发动入侵，阿历克塞一世寻求威尼斯共和国帮助。罗伯特·吉斯卡尔围攻都拉斯。阿历克塞一世被罗伯特·吉斯卡尔击败。
- 1082年 － 罗伯特·吉斯卡尔攻破都拉斯。教宗额我略七世要求罗伯特·吉斯卡尔回意大利。阿历克塞一世赐予威尼斯共和国完全免除关税等贸易特权。
- 1083年 － 阿历克塞一世在拉里萨击败罗伯特·吉斯卡尔之子博希蒙德一世。
- 1084年 － 罗伯特·吉斯卡尔洗劫罗马城。罗伯特·吉斯卡尔攻陷科孚岛。
- 1085年 － 罗伯特·吉斯卡尔去世。
- 1087年 － 佩切涅格人大举入侵帝国。
- 1089年 － 教宗乌尔巴诺二世恢复阿历克塞一世教籍。
- 1090年 － 佩切涅格人包围君士坦丁堡。士麦那埃米尔沙卡（英语：Tzachas）占领莱斯沃斯岛、希俄斯岛、萨摩斯岛和罗德岛。阿历克塞一世派代表参加教宗乌尔巴诺二世在皮亚琴察举办的宗教会议，向西方世界求援。
- 1091年 － 君士坦丁·达拉森努斯（英语：Constantine Dalassenos (thalassokrator)）将士麦那埃米尔沙卡（英语：Tzachas）赶出马尔马拉海入口。阿历克塞一世联合库曼人，在勒乌尼昂战役（英语：Battle of Levounion）击败佩切涅格人。
- 1092年 － 阿历克塞一世引入海博菲隆金币（英语：Hyperpyron）作为标准货币。
- 1095年 － 教宗乌尔巴诺二世召开克莱芒会议，号召发动十字军东征。
- 1096年 － 第一次十字军东征开始。隐士彼得率领的平民十字军被塞尔柱王朝击溃。布永的戈弗雷和鲍德温到达君士坦丁堡，被阿历克塞一世强迫效忠。
- 1097年 － 博希蒙德一世到达君士坦丁堡，宣布效忠阿历克塞一世。图卢兹伯爵雷蒙四世由于四处劫掠，遭到阿历克塞一世攻击。十字军夺取尼西亚，并在多利留姆战役击败塞尔柱王朝。
- 1098年 － 十字军夺取安条克。
- 1099年 － 十字军夺取耶路撒冷。
- 1101年 － 伦巴第人夺取安卡拉，将该城交给帝国，随后在梅尔济丰被达尼什曼德王朝击败。
- 1107年 － 阿历克塞一世改革教会体系，创立了布道者系统，每名布道者都有自己的负责区域。
- 1108年 － 安条克亲王博希蒙德一世在围攻都拉斯时被阿历克塞一世击败，被迫签订迪沃尔条约，同意成为阿历克塞一世附庸。
- 1109年 － 阿历克塞一世确定货币兑换率。
- 1111年 － 热那亚共和国和比萨共和国舰队威胁发动掠夺。突厥人侵入色雷斯。
- 1112年 － 突厥人包围尼西亚，被击败。
- 1116年 － 阿历克塞一世在菲罗梅隆战役击溃入侵安纳托利亚腹地的罗姆苏丹国苏丹马立克沙。
- 1118年 － 阿历克塞一世去世，其子约翰二世继位。约翰二世挫败其姐姐安娜·科穆宁娜的篡位阴谋。
- 1119年 － 约翰二世收复老底嘉。
- 1122年 － 约翰二世击溃入侵色雷斯的佩切涅格人。由于约翰二世取消威尼斯共和国贸易特权，威尼斯共和国舰队包围科孚岛。
- 1124年 － 达尼什曼德王朝夺取梅利泰内。
- 1126年 － 威尼斯共和国出兵凯法洛尼亚岛，约翰二世被迫恢复威尼斯共和国贸易特权。
- 1127年 － 达尼什曼德王朝夺取凯撒利亚、安卡拉、卡斯塔莫努和昌克勒。
- 1128年 － 匈牙利王国国王伊什特万二世夺取贝尔格莱德与尼什，掠夺塞尔迪卡和菲利普波利斯。约翰二世击溃匈牙利王国军队，收复所有失地。
- 1133年 － 在与达尼什曼德王朝的战争中，约翰二世从比提尼亚进军到帕夫拉戈尼亚，夺取重镇卡斯塔莫努，一路推进到克泽尔河河畔。
- 1134年 － 约翰二世收复昌克勒。
- 1135年 － 约翰二世与神圣罗马皇帝洛泰尔二世达成协议，支援其进攻西西里王国。
- 1137年 － 约翰二世征伐奇里乞亚亚美尼亚王国，夺取塔尔苏斯、阿达纳、摩普绥提亚（英语：Mopsuestia）与塞琉西亚。约翰二世围攻安条克，迫使普瓦捷的雷蒙投降。
- 1138年 － 约翰二世征伐赞吉王朝，迫使夏萨（英语：Shaizar）埃米尔承认皇帝的宗主权。
- 1139年 － 约翰二世征伐达尼什曼德王朝，迫使叛变的特拉布宗总督君士坦丁·加巴拉斯（英语：Constantine Gabras）投降。
- 1140年 － 约翰二世结束对达尼什曼德王朝的征伐。
- 1142年 － 约翰二世征伐埃德萨伯国和安条克公国。
- 1143年 － 约翰二世去世，其子曼努埃尔一世继位。曼努埃尔一世派约翰·阿克索赫（英语：John Axouch）前往君士坦丁堡逮捕兄弟伊萨克·科穆宁。奇里乞亚亚美尼亚王国王族索洛斯二世（英语：Thoros II）从君士坦丁堡的监狱逃出。
- 1144年 － 曼努埃尔一世讨伐安条克公国。赞吉王朝攻陷埃德萨，成为第二次十字军东征的导火索。
- 1146年 － 曼努埃尔一世与德意志国王康拉德三世妻子的妹妹苏尔茨巴赫的贝尔塔（英语：Bertha of Sulzbach）成婚。
- 1147年 － 第二次十字军东征开始。曼努埃尔一世与突厥人停战。德意志十字军在多利留姆被击溃。西西里王国海军将领安条克的乔治攻占科孚岛。
- 1148年 － 曼努埃尔一世授予威尼斯共和国更多贸易特权，换取威尼斯共和国全部海军六个月的征调权。库曼人渡过多瑙河进入帝国领土。康拉德三世拜访君士坦丁堡，与曼努埃尔一世结盟，以对抗西西里王国。
- 1149年 － 第二次十字军东征以失败告终。曼努埃尔一世收复科孚岛。安条克的乔治在君士坦丁堡周边劫掠。塞尔维亚人发生暴乱。法兰西王国国王路易七世在搭乘西西里王国船只返航时遭到罗马舰队袭击。
- 1151年 － 曼努埃尔一世平定与塞尔维亚人和匈牙利人的战事。奇里乞亚亚美尼亚王国国王索洛斯二世（英语：Thoros II）击溃了一只小规模的罗马军队。
- 1152年 － 康拉德三世去世，与曼努埃尔一世夹击西西里王国的计划流产。
- 1155年 － 曼努埃尔一世派军官支援西西里王国的内部叛乱。曼努埃尔一世与教宗哈德良四世结盟对抗西西里王国。
- 1156年 － 罗马军队在布林迪西被西西里王国击败。教宗哈德良四世与西西里王国国王古列尔莫一世和谈。安条克亲王沙蒂永的雷诺与奇里乞亚亚美尼亚王国国王索洛斯二世（英语：Thoros II）联合袭击塞浦路斯岛。
- 1157年 － 西西里王国劫掠埃维亚岛等地。
- 1158年 － 曼努埃尔一世与古列尔莫一世和谈。曼努埃尔一世远征奇里乞亚亚美尼亚王国，收复大部分领土。
- 1159年 － 安条克亲王沙蒂永的雷诺向曼努埃尔一世投降。耶路撒冷王国国王鲍德温三世与曼努埃尔一世会面。曼努埃尔一世进入安条克。曼努埃尔一世与赞吉王朝苏丹努尔丁签订和约后撤军。曼努埃尔一世与罗姆苏丹国苏丹基利杰阿尔斯兰二世开战。皇后苏尔茨巴赫的贝尔塔（英语：Bertha of Sulzbach）去世。
- 1160年 － 教宗亚历山大三世派使节前往君士坦丁堡，请求共同对抗对立教宗维笃四世（英语：Antipope Victor IV (1159–1164)）。
- 1161年 － 曼努埃尔一世与鲍德温三世的表妹安条克的玛丽结婚。
- 1162年 － 罗姆苏丹国苏丹基利杰阿尔斯兰二世放弃了近年来占领的所有罗马城市。
- 1163年 － 曼努埃尔一世要求匈牙利王国国王伊什特万三世承认其弟贝拉三世继承克罗地亚和达尔马提亚。
- 1164年 － 曼努埃尔一世向匈牙利王国国王伊什特万三世开战。
- 1166年 － 曼努埃尔一世向教宗亚历山大三世请求弥合东西教会大分裂，以失败告终。
- 1167年 － 曼努埃尔一世大败伊什特万三世，控制达尔马提亚、波斯尼亚、色米姆和克罗地亚大部。塞尔维亚国王斯特凡·尼曼雅大败罗马军队。
- 1171年 － 曼努埃尔一世以热那亚共和国在加拉塔的定居点遭到袭击为由，下令逮捕境内威尼斯共和国的所有公民。
- 1172年 － 曼努埃尔一世扶植贝拉三世夺取匈牙利王国王位，并要求其臣服。曼努埃尔一世亲征，迫使塞尔维亚国王斯特凡·尼曼雅臣服。威尼斯共和国向曼努埃尔一世开战，被诱往君士坦丁堡和谈，和谈以失败告终。
- 1176年 － 曼努埃尔一世进攻罗姆苏丹国，在密列奥塞法隆战役被击败。
- 1180年 － 曼努埃尔一世之子阿历克塞二世与法兰西王国国王路易七世之女阿涅丝结婚。曼努埃尔一世去世，阿历克塞二世继位。
- 1181年 － 匈牙利王国国王贝拉三世夺回了达尔马提亚、克罗地亚大部和色米姆地区。
- 1182年 － 约翰二世之侄安德洛尼卡一世发动叛乱。君士坦丁堡爆发屠杀拉丁人的暴乱。
- 1183年 － 安德洛尼卡一世攻入君士坦丁堡加冕为帝，处死皇太后安条克的玛丽与皇帝阿历克塞二世，并迎娶阿历克塞二世之妻阿涅丝（英语：Agnes of France (empress)）。匈牙利王国和塞尔维亚王国联合入侵，劫掠贝尔格莱德、布兰尼切夫、尼什和塞尔迪卡等地。
- 1185年 － 西西里王国国王古列尔莫二世发动入侵，攻陷都拉斯和塞萨洛尼基。安德洛尼卡一世以通敌为名，下令处决所有的囚犯和被流放者，以及他们的所有家人。伊萨克二世发动叛乱，被拥立为帝，推翻安德洛尼卡一世。安德洛尼卡一世之孙阿莱克修斯一世和大卫·科穆宁（英语：David Komnenos）两兄弟逃往格鲁吉亚王国。伊萨克二世击退入侵的西西里王国军队，收复塞萨洛尼基、都拉斯和科孚岛。伊凡·阿森一世和彼得·阿森起义，建立保加利亚第二帝国。

## 安格洛斯王朝（1185年—1204年）
- 1187年 － 阿莱克修斯·布拉纳斯（英语：Alexios Branas）被派去攻打保加利亚第二帝国，却反叛试图夺取君士坦丁堡，战败被杀。阿尤布王朝苏丹萨拉丁夺取耶路撒冷，成为第三次十字军东征的导火索。
- 1189年 － 第三次十字军东征开始。神圣罗马皇帝腓特烈一世占据菲利普波利斯。
- 1190年 － 神圣罗马皇帝腓特烈一世死于行军途中。
- 1191年 － 英格兰王国国王理查一世夺取塞浦路斯岛。
- 1192年 － 第三次十字军东征以失败告终。
- 1195年 － 伊萨克二世被其兄阿历克塞三世废黜，阿历克塞三世自立为帝。神圣罗马皇帝亨利六世要求阿历克塞三世给自己的雇佣军支付大笔贡金，阿历克塞三世开征“阿勒曼尼税”。
- 1197年 － 伊萨克二世之女伊琳妮·安格丽娜（英语：Irene Angelina）被迫嫁给亨利六世的兄弟士瓦本的腓力（英语：Philip of Swabia）。亨利六世去世。
- 1202年 － 第四次十字军东征开始。十字军决定拥立伊萨克二世之子阿历克塞四世登上帝位。
- 1203年 － 格鲁吉亚王国女王塔玛尔向帝国境内修道院、圣山的捐赠被阿历克塞三世没收。十字军包围君士坦丁堡。阿历克塞三世逃亡，伊萨克二世复位，阿历克塞四世成为共治皇帝。
- 1204年 － 伊萨克二世和阿历克塞四世被推翻并死亡，阿历克塞五世成为皇帝。十字军再次包围君士坦丁堡。十字军攻破并劫掠君士坦丁堡，拥立鲍德温一世为皇帝，建立拉丁帝国。威尼斯共和国控制了君士坦丁堡和帝国领土的八分之三，以及在帝国所有领土自由贸易的权利。波尼法乔一世建立萨洛尼卡王国。阿历克塞五世被处死。塞奥多利一世在波伊曼恩农（英语：Poemanenum）被击败，拉丁帝国控制了比提尼亚直到布尔萨的全部海岸地区。

## 拉斯卡里斯王朝（1204年—1261年）
- 1205年 － 塞奥多利一世建立尼西亚帝国。米海尔·科穆宁·杜卡斯建立伊庇鲁斯专制国。保加利亚第二帝国沙皇卡洛扬在战场上生擒鲍德温一世，佛兰德的亨利继承皇位。拉丁帝国在小亚细亚的领土仅剩佩盖（英语：Karabiga）。
- 1206年 － 保加利亚第二帝国攻破亚德里亚堡。
- 1207年 － 萨洛尼卡王国国王波尼法乔一世被卡洛扬伏击而战死，迪米特里奥斯（英语：Demetrius of Montferrat）继位。保加利亚第二帝国沙皇卡洛扬被库曼人谋杀。
- 1208年 － 君士坦丁堡牧首米哈伊尔四世（英语：Michael IV of Constantinople）来到尼西亚为塞奥多利一世加冕。
- 1209年 － 佛兰德的亨利与罗姆苏丹国苏丹凯霍斯鲁一世结盟。
- 1211年 － 凯霍斯鲁一世试图扶植阿历克塞三世复位，在米安德河河畔的安条克（英语：Antioch on the Maeander）被塞奥多利一世军队击杀。阿历克塞三世被囚禁到修道院后死去。塞奥多利一世在林达库斯河（英语：Mustafakemalpaşa River）河畔被佛兰德的亨利击败。
- 1214年 － 塞奥多利一世与佛兰德的亨利签订和约。米海尔·科穆宁·杜卡斯去世，狄奥多尔·科穆宁·杜卡斯继位。
- 1216年 － 佛兰德的亨利去世，皮埃尔二世被选为皇帝。
- 1217年 － 皮埃尔二世攻打都拉斯，被狄奥多尔·科穆宁·杜卡斯俘虏。佛兰德的约兰达成为拉丁帝国摄政。
- 1218年 － 狄奥多尔·科穆宁·杜卡斯进军塞萨利和马其顿。
- 1219年 － 佛兰德的约兰达去世，将皇位留给了她的儿子库特奈的罗贝尔。
- 1221年 － 塞奥多利一世去世，女婿约翰三世继位。
- 1224年 － 狄奥多尔·科穆宁·杜卡斯攻灭萨洛尼卡王国。狄奥多尔·科穆宁·杜卡斯称帝，史称塞萨洛尼基帝国。库特奈的罗贝尔进攻约翰三世，在波伊曼恩农（英语：Poemanenum）被击败。
- 1227年 － 库特奈的罗贝尔被贵族驱逐，逃往罗马。
- 1228年 － 库特奈的罗贝尔在摩里亚去世。
- 1229年 － 布列讷的约翰被选为皇帝。
- 1230年 － 狄奥多尔·科穆宁·杜卡斯在克洛科特尼察战役（英语：Battle of Klokotnitsa）被保加利亚第二帝国沙皇伊凡·阿森二世俘虏，曼努埃尔·科穆宁·杜卡斯（英语：Manuel Doukas）继承塞萨洛尼基帝国，米海尔二世·科穆宁·杜卡斯夺取伊庇鲁斯专制国。伊凡·阿森二世掌控了从亚得里亚海到黑海的整个北巴尔干。
- 1231年 － 布列讷的约翰来到圣索菲亚大教堂加冕。
- 1232年 － 保加利亚第二帝国沙皇伊凡·阿森二世与教宗额我略九世断交，恢复东正教牧首。
- 1235年 － 保加利亚第二帝国沙皇伊凡·阿森二世将女儿保加利亚的海伦娜（英语：Elena Asenina of Bulgaria）嫁给约翰三世之子塞奥多利二世。伊凡·阿森二世和约翰三世联合围攻君士坦丁堡，后解除围攻，并要回保加利亚的海伦娜（英语：Elena Asenina of Bulgaria）。
- 1236年 － 库特奈的罗贝尔之弟鲍德温二世前往意大利求援。
- 1237年 － 布列讷的约翰去世。伊凡·阿森二世允许库曼人穿越他的领地给拉丁帝国服役。伊凡·阿森二世与拉丁帝国共同围攻尼西亚帝国的兹卢鲁姆。伊凡·阿森二世将保加利亚的海伦娜（英语：Elena Asenina of Bulgaria）送回尼西亚，并与狄奥多尔·科穆宁·杜卡斯之女伊琳妮·科穆宁·杜卡斯（英语：Irene Komnene Doukaina）结婚。狄奥多尔·科穆宁·杜卡斯被释放，推翻曼努埃尔·科穆宁·杜卡斯（英语：Manuel Doukas），拥立自己儿子约翰·科穆宁·杜卡斯（英语：John Komnenos Doukas）继位。
- 1238年 － 鲍德温二世成为拉丁帝国皇帝。
- 1240年 － 鲍德温二世从意大利返回君士坦丁堡加冕。
- 1241年 － 伊凡·阿森二世去世。约翰三世邀请狄奥多尔·科穆宁·杜卡斯做客，并囚禁他。
- 1242年 － 约翰三世护送狄奥多尔·科穆宁·杜卡斯返回塞萨洛尼基，要求约翰·科穆宁·杜卡斯（英语：John Komnenos Doukas）放弃帝号，臣服于自己。
- 1243年 － 约翰三世与罗姆苏丹国苏丹凯霍斯鲁二世结盟，以应对蒙古人的威胁。
- 1244年 － 约翰三世的妻子伊琳妮·拉斯卡琳娜（英语：Irene Laskarina）去世。约翰三世迎娶神圣罗马皇帝腓特烈二世之女霍亨斯陶芬的安娜（英语：Anna of Hohenstaufen）。约翰·科穆宁·杜卡斯（英语：John Komnenos Doukas）去世，德米特里欧斯·安格洛斯·杜卡斯继位。鲍德温二世再次前往西方求援。
- 1246年 － 约翰三世攻打保加利亚第二帝国，夺取塞雷，并以此为基地夺取了斯特鲁马河与马里查河之间的地域，以及马其顿西部的大片土地。塞萨洛尼基市民将城市献给约翰三世，约翰三世流放狄奥多尔·科穆宁·杜卡斯，软禁德米特里欧斯·安格洛斯·杜卡斯。
- 1248年 － 鲍德温二世返回君士坦丁堡。
- 1249年 － 约翰三世与伊庇鲁斯专制国签订和约，将孙女嫁给米海尔二世·科穆宁·杜卡斯的儿子。
- 1251年 － 米海尔二世·科穆宁·杜卡斯撕毁和约，夺取普里莱普，进军到瓦尔达尔河。
- 1253年 － 约翰三世迫使米海尔二世·科穆宁·杜卡斯投降并割让大量领土。米海尔八世被指控谋反，约翰三世提升他为大统帅，指挥全部拉丁雇佣兵。
- 1254年 － 约翰三世去世，其子塞奥多利二世继位。
- 1256年 － 米海尔八世再次被指控谋反，逃往罗姆苏丹国。塞奥多利二世击退保加利亚第二帝国沙皇米海尔二世·阿森（英语：Michael II Asen）的入侵。塞奥多利二世将女儿玛丽亚嫁给米海尔二世·科穆宁·杜卡斯的儿子尼基弗鲁斯一世·科穆宁·杜卡斯（英语：Nikephoros I Komnenos Doukas），却要求交出都拉斯和塞尔维亚作为聘礼。米海尔二世·科穆宁·杜卡斯进攻塞萨洛尼基。米海尔八世被重新启用，却被米海尔二世·科穆宁·杜卡斯击败。米海尔八世被革除教籍并逮捕。
- 1257年 － 保加利亚第二帝国沙皇康斯坦丁·阿森（英语：Konstantin Tih）迎娶塞奥多利二世的女儿伊琳妮·科穆宁·杜卡斯（英语：Irene Doukaina Laskarina）。
- 1258年 － 塞奥多利二世去世，其子约翰四世继位。塞奥多利二世指定的摄政乔治·穆扎隆（英语：George Mouzalon）被谋杀，米海尔八世成为摄政并加冕为共治皇帝。神圣罗马皇帝腓特烈二世的私生子曼弗雷迪夺取科孚岛和都拉斯等城市后与米海尔二世·科穆宁·杜卡斯联姻并结盟，亚该亚侯国也加入同盟。
- 1259年 － 米海尔八世的军队击败米海尔二世·科穆宁·杜卡斯及同盟军队，俘虏亚该亚侯国亲王纪尧姆二世（英语：William of Villehardouin），攻破阿尔塔。
- 1260年 － 米海尔八世围攻君士坦丁堡，未成功而退兵。
- 1261年 － 米海尔八世与热那亚共和国达成协议，赐予威尼斯共和国曾经拥有的一切特许权。米海尔八世攻入君士坦丁堡，鲍德温二世逃亡，米海尔八世在圣索菲亚大教堂第二次加冕。约翰四世受瞽刑。

## 巴列奥略王朝（1261年—1453年）
- 1262年 － 米海尔八世建立了新的“扎科内斯人”聚居区，将背井离乡的难民们迁回都城。米海尔八世释放亚该亚侯国亲王纪尧姆二世（英语：William of Villehardouin），以获得莫奈姆瓦夏等堡垒和金斯特纳（英语：Kinsterna）地区。纪尧姆二世（英语：William of Villehardouin）与威尼斯共和国、教宗乌尔巴诺四世、鲍德温二世等人结盟以对抗米海尔八世。
- 1263年 － 米海尔八世向教宗乌尔巴诺四世提议修补东西教会大分裂。米海尔八世派军队进攻亚该亚侯国，夺取拉科尼亚滨海地区大部，围攻亚该亚侯国首府安兹拉维扎，被击败。帝国和热那亚共和国的联合舰队被威尼斯共和国击败。
- 1264年 － 米海尔八世终止与热那亚共和国的联盟。亚该亚侯国侵入伯罗奔尼撒半岛南部。
- 1265年 － 由于米海尔八世废黜君士坦丁堡牧首阿尔塞尼乌斯·奥托里安（英语：Arsenios Autoreianos），阿尔森尼奥斯派分裂（英语：Arsenite Schism）开始。
- 1267年 － 米海尔八世重新与热那亚共和国签约，允许被驱逐的所有热那亚人返回，并割让加拉塔区。
- 1268年 － 米海尔八世与威尼斯共和国签约，授予其贸易特权。
- 1269年 － 西西里王国国王安茹的查理建立反对米海尔八世的同盟。
- 1270年 － 西西里王国国王安茹的查理的舰队被暴风摧毁。
- 1272年 － 教宗额我略十世邀请米海尔八世参加第二次里昂大公会议。
- 1274年 － 米海尔八世派军队占据布特林特和培拉特，将西西里王国的军队赶回都拉斯和发罗拉。米海尔八世派使节参加第二次里昂大公会议，宣布东西教会重新统一。
- 1275年 － 君士坦丁堡爆发反对教会合一的示威。米海尔八世派兄弟尊主约翰（英语：John Palaiologos (brother of Michael VIII)）进攻塞萨利的统治者私生子约翰，被击败。尊主约翰（英语：John Palaiologos (brother of Michael VIII)）在沃洛斯湾的德米特里阿斯击败私生子约翰舰队。教宗额我略十世安排米海尔八世与安茹的查理签订为期一年的停战协议。
- 1277年 － 塞萨利的统治者私生子约翰自称正教的护卫者，召开由避难的僧侣参加的“宗教会议”，正式谴责皇帝、牧首和教宗。米海尔八世再次与威尼斯共和国签约。
- 1279年 － 教宗尼各老三世派使团前往君士坦丁堡，要求任命一位枢机主教特使留在君士坦丁堡。威尼斯共和国废止与米海尔八世的协议。
- 1280年 － 安茹的查理发动入侵，围攻培拉特。
- 1281年 － 西西里王国的入侵军队被击败，米海尔八世控制了整个阿尔巴尼亚内陆，以及直到约阿尼纳的伊庇鲁斯北部。教宗玛定四世革除米海尔八世的教籍。
- 1282年 － 西西里晚祷战争爆发。阿拉贡王国国王佩德罗三世被拥立为西西里王国国王。米海尔八世去世，其子安德洛尼卡二世继位。安德洛尼卡二世罢免支持教会合一的君士坦丁堡牧首约翰十一世（英语：John XI of Constantinople）。塞尔维亚王国国王斯特凡·乌罗什二世夺取斯科普里并定都于此。
- 1284年 － 安德洛尼卡二世迎娶自称萨洛尼卡王国国王的蒙费拉托侯国侯爵古列尔莫七世的女儿蒙费拉托的约兰达（英语：Irene of Montferrat）。
- 1289年 － 君士坦丁堡牧首额我略二世（英语：Gregory II of Constantinople）被指控异端而逊位，阿塔纳修斯一世（英语：Athanasius I of Constantinople）成为君士坦丁堡牧首。
- 1291年 － 那不勒斯王国与伊庇鲁斯专制国结盟。安德洛尼卡二世派军队进攻伊庇鲁斯专制国，收复约阿尼纳和都拉斯后被迫撤军。
- 1292年 － 安德洛尼卡二世的兄弟君士坦丁（英语：Constantine Palaiologos (son of Michael VIII)）阴谋叛乱，被逮捕。
- 1293年 － 君士坦丁堡牧首阿塔纳修斯一世（英语：Athanasius I of Constantinople）被显赫教士要求革除职务。
- 1294年 － 安德洛尼卡二世之子米海尔九世成为共治皇帝。
- 1295年 － 将军亚历克修斯·菲兰索佩诺斯（英语：Alexios Philanthropenos）叛乱，被逮捕。
- 1296年 － 威尼斯共和国舰队进攻热那亚共和国在加拉塔的聚居地。热那亚共和国摧毁了君士坦丁堡城中威尼斯人的主要建筑，并将城中的威尼斯显赫人士全部屠戮。
- 1297年 － 威尼斯共和国突入金角湾，焚毁安德洛尼卡二世搁浅在岸上的舰船。
- 1299年 － 安德洛尼卡二世将只有五岁的女儿西莫妮达嫁给塞尔维亚王国国王斯特凡·乌罗什二世。威尼斯共和国与热那亚共和国签订和约，要求安德洛尼卡二世支付赔款。
- 1302年 － 威尼斯共和国掠夺君士坦丁堡，占领比于卡达岛。奥斯曼帝国发动入侵，在巴菲乌斯之战取得胜利。加泰罗尼亚大佣兵团（英语：Catalan Company）指挥官罗杰·德·弗洛尔（英语：Roger de Flor）为安德洛尼卡二世服役。
- 1303年 － 加泰罗尼亚大佣兵团（英语：Catalan Company）指挥官罗杰·德·弗洛尔（英语：Roger de Flor）先后战胜奥斯曼帝国和卡拉曼侯国。
- 1304年 － 加泰罗尼亚大佣兵团（英语：Catalan Company）指挥官罗杰·德·弗洛尔（英语：Roger de Flor）在塔尔苏斯战胜突厥人。保加利亚第二帝国沙皇托多·斯维托斯拉夫入侵色雷斯，罗杰·德·弗洛尔（英语：Roger de Flor）率军回援。艾登王朝占领以弗所。
- 1305年 － 罗杰·德·弗洛尔（英语：Roger de Flor）返回小亚细亚后被刺杀。加泰罗尼亚大佣兵团（英语：Catalan Company）发动叛乱。
- 1307年 － 安德洛尼卡二世割让托多·斯维托斯拉夫占领的黑海港口。奥斯曼帝国夺取特里科吉亚堡垒。
- 1308年 － 加泰罗尼亚大佣兵团（英语：Catalan Company）进军塞萨洛尼基，掠夺阿索斯山，南下塞萨利。
- 1309年 － 罗德岛被医院骑士团夺取。
- 1310年 － 东正教教会弥合阿尔森尼奥斯派分裂（英语：Arsenite Schism）。
- 1311年 － 共治皇帝米海尔九世在色雷斯被加泰罗尼亚大佣兵团（英语：Catalan Company）击败。加泰罗尼亚大佣兵团（英语：Catalan Company）夺取雅典公国。
- 1316年 － 米海尔九世之子安德洛尼卡三世成为共治皇帝。
- 1320年 － 安德洛尼卡三世杀死兄弟曼努埃尔。米海尔九世郁郁而终。安德洛尼卡三世被安德洛尼卡二世废黜。
- 1321年 － 安德洛尼卡三世发动叛乱，两安德洛尼卡战争爆发。安德洛尼卡三世免除色雷斯税收以获得支持。安德洛尼卡二世同意与安德洛尼卡三世分割帝国，安德洛尼卡二世统治博斯普鲁斯海峡，安德洛尼卡三世在亚得里亚堡统治。
- 1322年 － 安德洛尼卡三世再次与安德洛尼卡二世开战。双方再次和谈，两人共同统治整个帝国，安德洛尼卡三世为唯一继承人。
- 1325年 － 安德洛尼卡三世加冕为皇帝。
- 1326年 － 奥斯曼帝国攻破布尔萨，并定都于此。
- 1327年 － 安德洛尼卡三世与安德洛尼卡二世第三次开战。塞尔维亚王国支持安德洛尼卡二世，保加利亚第二帝国支持安德洛尼卡三世。
- 1328年 － 安德洛尼卡三世与指挥官约翰六世进入塞萨洛尼基。保加利亚第二帝国沙皇米哈伊尔·希什曼倒戈向安德洛尼卡二世。安德洛尼卡三世说服保加利亚第二帝国指挥官撤退，夺取君士坦丁堡。安德洛尼卡二世退位。米哈伊尔·希什曼入侵色雷斯，被安德洛尼卡三世击败，双方签订和约。
- 1329年 － 安德洛尼卡三世安排了四名新法官，作为“罗马人的普世法官”，纠察帝国各地的司法问题，监察高级官员腐败和偷漏税。奥斯曼帝国贝伊奥尔汗一世封锁尼西亚，击败安德洛尼卡三世和约翰六世的援军。希俄斯岛爆发反对热那亚共和国统治的叛乱，回归帝国。福西亚也向安德洛尼卡三世宣誓效忠。
- 1331年 － 奥斯曼帝国占领尼西亚。
- 1332年 － 安德洛尼卡二世去世。
- 1333年 － 安德洛尼卡三世与奥尔汗一世和谈，换取解除对尼科米底亚的围攻。安德洛尼卡三世赶走伊庇鲁斯专制君主乔瓦尼二世·奥尔西尼（英语：John II Orsini），重建对塞萨利的统治。
- 1334年 － 保加利亚第二帝国与塞尔维亚王国联合发动入侵。塞尔吉安内斯·巴列奥略（英语：Syrgiannes Palaiologos）叛逃至塞尔维亚人的军中，被刺杀。安德洛尼卡三世与塞尔维亚王国国王斯特凡·乌罗什四世会面。斯特凡·乌罗什四世承诺将塞尔吉安内斯·巴列奥略（英语：Syrgiannes Palaiologos）征服的土地归还，但其他征服地由塞尔维亚王国继续掌控。
- 1335年 － 热那亚共和国占领莱斯沃斯岛。
- 1336年 － 罗马人和突厥人的联合舰队收复莱斯沃斯岛。
- 1337年 － 四名普世法官之有三人被证实受贿而被解除职务并流放。
- 1338年 － 安德洛尼卡三世夺取伊庇鲁斯。
- 1339年 － 在名义上的拉丁帝国女皇凯瑟琳二世（英语：Catherine II, Latin Empress）的支持下，尼切福罗二世·奥尔西尼（英语：Nikephoros II Orsini）夺回伊庇鲁斯。
- 1340年 － 安德洛尼卡三世和约翰六世再次夺取伊庇鲁斯，尼切福罗二世·奥尔西尼（英语：Nikephoros II Orsini）放弃伊庇鲁斯专制君主宣称。
- 1341年 － 第五次君士坦丁堡公会议（英语：Fifth Council of Constantinople）召开，静修派成为东正教正统信仰。安德洛尼卡三世去世，其子约翰五世继位。阿历克塞·阿波考寇斯鼓动约翰六世称帝，遭拒绝后加入反对约翰六世的派系。塞尔维亚王国、保加利亚第二帝国、奥斯曼帝国发动入侵。约翰六世与塞尔维亚王国、保加利亚第二帝国、奥斯曼帝国签署和平协议。皇太后萨伏依的安娜和君士坦丁堡牧首约翰十四世（英语：John XIV of Constantinople）等人共同进攻约翰六世。约翰六世被士兵拥立为帝，两约翰战争爆发。塞萨洛尼基成为事实上独立的共和国。
- 1342年 － 约翰六世与塞尔维亚王国国王斯特凡·乌罗什四世结盟。艾登王朝派军队援助约翰六世。
- 1343年 － 在获得塞萨利的效忠后，约翰六世与艾登王朝的乌穆尔贝伊联合围攻塞萨洛尼基。皇太后萨伏依的安娜向教宗克莱孟六世请求改信天主教，并将皇冠典当给威尼斯共和国。教宗克莱孟六世发动对艾登王朝的十字军。
- 1345年 － 亚德里亚堡向约翰六世投降。约翰五世将领阿历克塞·阿波考寇斯被杀。塞尔维亚王国国王斯特凡·乌罗什四世背叛约翰六世，夺取塞雷。约翰六世与奥斯曼帝国贝伊奥尔汗一世联盟。
- 1346年 － 斯特凡·乌罗什四世加冕为塞尔维亚人与希腊人的皇帝。约翰六世受耶路撒冷牧首拉扎罗斯加冕。圣索菲亚大教堂东侧倒塌。希俄斯岛再次被热那亚共和国占据。
- 1347年 － 约翰六世进入君士坦丁堡。君士坦丁堡牧首约翰十四世（英语：John XIV of Constantinople）被罢免并革除教籍。约翰六世被新君士坦丁堡牧首伊西多尔一世（英语：Isidore I of Constantinople）再次加冕。斯特凡·乌罗什四世征服伊庇鲁斯、埃托利亚和阿卡纳尼亚（英语：Acarnania）。君士坦丁堡遭遇黑死病。
- 1348年 － 斯特凡·乌罗什四世征服塞萨利。热那亚共和国穿越金角湾焚毁罗马舰船。
- 1349年 － 约翰六世用来反击热那亚共和国的舰队被遗弃，被迫与热那亚共和国议和。约翰六世命其子曼努埃尔·坎塔库泽努斯（英语：Manuel Kantakouzenos）统治摩里亚专制国。
- 1350年 － 约翰六世收复塞萨洛尼基。莫斯科大公谢苗一世奉献黄金以修复圣索菲亚大教堂。
- 1351年 － 约翰六世要求将所有反对静修派的人革除教籍。威尼斯共和国舰队攻击加拉塔的热那亚人，约翰六世被迫与威尼斯共和国结盟。热那亚共和国掠夺赫拉克利亚。
- 1352年 － 威尼斯共和国在马尔马拉海被热那亚共和国击败。约翰六世被迫与热那亚共和国签订和约。皇太后萨伏依的安娜在塞萨洛尼基控制整个马其顿，约翰六世被迫同意让约翰五世控制色雷斯大部。约翰五世围攻约翰六世控制的亚德里亚堡。
- 1353年 － 约翰六世向奥斯曼帝国的奥尔汗一世求援，解围亚德里亚堡。奥斯曼帝国在马里查河击溃约翰五世的同盟塞尔维亚帝国和保加利亚第二帝国。约翰六世宣布废黜约翰五世，推举自己的儿子马修·坎塔库泽努斯为共治皇帝。君士坦丁堡牧首卡利斯图斯一世（英语：Callistus I of Constantinople）拒绝为马修·坎塔库泽努斯加冕，宣布革除约翰六世教籍。
- 1354年 － 君士坦丁堡牧首卡利斯图斯一世（英语：Callistus I of Constantinople）辞职，菲洛修斯一世（英语：Philotheus I of Constantinople）成为君士坦丁堡牧首。约翰六世之子马修·坎塔库泽努斯成为共治皇帝。色雷斯发生地震，奥斯曼帝国趁机渡海占领加里波利。约翰五世返回君士坦丁堡，与约翰六世和解。约翰六世退位，成为僧侣。
- 1355年 － 塞尔维亚帝国沙皇斯特凡·乌罗什四世去世，塞尔维亚帝国从此衰落。约翰五世向教宗意诺增爵六世请求增援。
- 1357年 － 教宗意诺增爵六世的特使抵达君士坦丁堡谈判，但收效甚微。
- 1361年 － 奥斯曼帝国攻陷季季莫蒂霍。
- 1362年 － 奥斯曼帝国攻陷亚德里亚堡。奥尔汗一世去世，其子穆拉德一世继位。
- 1363年 － 穆拉德一世攻陷菲利普波利斯，并与保加利亚第二帝国结盟。
- 1364年 － 约翰五世进攻保加利亚第二帝国，夺取安西亚卢斯。
- 1366年 － 约翰五世亲自抵达布达，向匈牙利王国国王拉约什一世会谈，拉约什一世要求约翰五世必须先改宗。约翰五世在返回途中被保加利亚第二帝国扣押。萨伏依伯爵阿梅迪奥六世派兵援助收复加里波利，并夺取保加利亚第二帝国的墨森布里亚和索佐波尔，围攻瓦尔纳，迫使保加利亚第二帝国沙皇伊凡·亚历山大释放约翰五世。
- 1367年 － 约翰五世派约翰六世与教宗乌尔巴诺五世的特使保罗（英语：Paul, Latin Patriarch of Constantinople）会谈。
- 1369年 － 约翰五世来到意大利，宣布接受天主教信仰，臣服于教宗乌尔巴诺五世。
- 1370年 － 约翰五世来到威尼斯，提出割让特内多斯岛以换回皇冠和战舰，引发热那亚共和国抗议。摄政安德洛尼卡四世被迫中止协议。
- 1371年 － 在约翰五世之子曼努埃尔二世的协助下，约翰五世回到君士坦丁堡。奥斯曼帝国在马里查战役击溃塞尔维亚帝国。
- 1373年 － 约翰五世承认奥斯曼帝国的宗主权。约翰五世被迫前往安纳托利亚与穆拉德一世共同作战。安德洛尼卡四世发动叛乱，约翰五世被穆拉德一世要求刺瞎安德洛尼卡四世的眼睛。
- 1376年 － 威尼斯共和国要求约翰五世履行用特内多斯岛换回皇冠的协议。热那亚共和国释放安德洛尼卡四世，并与穆拉德一世联合废黜约翰五世。安德洛尼卡四世将特内多斯岛交给热那亚共和国。
- 1377年 － 安德洛尼卡四世加冕为帝，其子约翰七世成为共治皇帝。特内多斯岛拒绝投降热那亚共和国，而投靠威尼斯共和国。安德洛尼卡四世向穆拉德一世割让加里波利。
- 1379年 － 约翰五世与曼努埃尔二世逃出监狱，投靠穆拉德一世。穆拉德一世派军队护送约翰五世与曼努埃尔二世回到君士坦丁堡。
- 1380年 － 约翰五世与安德洛尼卡四世爆发内战。曼努埃尔·坎塔库泽努斯（英语：Manuel Kantakouzenos）去世，约翰五世命自己儿子狄奥多尔一世·巴列奥略（英语：Theodore I Palaiologos）继位。马修·坎塔库泽努斯起兵叛乱。奥斯曼帝国征服奥赫里德和普里莱普，进入阿尔巴尼亚。
- 1381年 － 约翰五世与安德洛尼卡四世和谈。安德洛尼卡四世与约翰七世重新成为继承人，获得以瑟利姆布里亚为中心的领土。威尼斯共和国与热那亚共和国和谈，特内多斯岛最终保持中立。
- 1382年 － 曼努埃尔二世返回塞萨洛尼基。
- 1383年 － 狄奥多尔一世·巴列奥略（英语：Theodore I Palaiologos）完全控制摩里亚专制国。奥斯曼帝国征服塞雷。
- 1385年 － 安德洛尼卡四世再次发动叛乱，不久去世。奥斯曼帝国征服塞尔迪卡。
- 1386年 － 阿索斯山诸多修道院共同向奥斯曼帝国臣服。奥斯曼帝国开始围攻塞萨洛尼基。
- 1387年 － 曼努埃尔二世逃亡，奥斯曼帝国攻陷塞萨洛尼基。
- 1389年 － 奥斯曼帝国在科索沃战役战胜塞尔维亚人。穆拉德一世去世，其子巴耶济德一世继位。
- 1390年 － 约翰七世推翻约翰五世登基为帝。曼努埃尔二世发动反击，将约翰七世赶出君士坦丁堡。巴耶济德一世强迫曼努埃尔二世与约翰七世和自己一起攻陷罗马帝国在小亚细亚的最后一个据点菲拉德尔菲亚。
- 1391年 － 巴耶济德一世强迫约翰五世拆毁黄金城门的堡垒。约翰五世去世，曼努埃尔二世逃往君士坦丁堡继位。巴耶济德一世强迫曼努埃尔二世到安纳托利亚参与新的远征。
- 1392年 － 曼努埃尔二世再度回君士坦丁堡加冕。
- 1393年 － 奥斯曼帝国攻克保加利亚第二帝国首都大特尔诺沃。
- 1394年 － 巴耶济德一世召集曼努埃尔二世、狄奥多尔一世·巴列奥略（英语：Theodore I Palaiologos）、约翰七世等人，将其余人放回，胁迫狄奥多尔一世·巴列奥略（英语：Theodore I Palaiologos）陪同自己征讨塞萨利。狄奥多尔一世·巴列奥略（英语：Theodore I Palaiologos）不久逃回。巴耶济德一世再度召唤曼努埃尔二世，被拒绝。巴耶济德一世包围君士坦丁堡。
- 1396年 － 巴耶济德一世在尼科波利斯战役战胜匈牙利王国、法兰西王国、医院骑士团、威尼斯共和国等组成的联军。奥斯曼帝国彻底吞并保加利亚第二帝国。
- 1398年 － 曼努埃尔二世派使团前往西方求援。教宗波尼法爵九世号召发动新的十字军。
- 1399年 － 曼努埃尔二世与约翰七世和解，随后亲自前往西方求援，约翰七世成为摄政。
- 1400年 － 曼努埃尔二世到巴黎与法兰西王国国王查理六世会面，随后前往伦敦与英格兰王国国王亨利四世会面。
- 1402年 － 巴耶济德一世在安卡拉之战被帖木儿俘虏，君士坦丁堡解围。
- 1403年 － 曼努埃尔二世回到君士坦丁堡。巴耶济德一世之子苏莱曼·切莱比（英语：Süleyman Çelebi）成为奥斯曼帝国欧洲部分的统治者，尊奉曼努埃尔二世为宗主。苏莱曼·切莱比（英语：Süleyman Çelebi）归还塞萨洛尼基、哈尔基季基、阿索斯山等大片地区。曼努埃尔二世放逐约翰七世。约翰七世联合热那亚人起兵。曼努埃尔二世承认约翰七世在塞萨洛尼基为“全塞萨利的皇帝”。
- 1404年 －曼努埃尔二世向法兰西王国和阿拉贡王国派出新的使团。
- 1407年 －曼努埃尔二世向威尼斯总督写信，请求放下与热那亚共和国的成见，共同对抗奥斯曼帝国。狄奥多尔一世·巴列奥略（英语：Theodore I Palaiologos）去世，曼努埃尔二世命儿子狄奥多尔二世·巴列奥略统治摩里亚专制国。
- 1408年 －约翰七世在塞萨洛尼基去世。
- 1409年 －苏莱曼·切莱比（英语：Süleyman Çelebi）迎娶曼努埃尔二世的侄女。
- 1411年 －苏莱曼·切莱比（英语：Süleyman Çelebi）被兄弟穆萨·切莱比（英语：Musa Çelebi）杀死。穆萨·切莱比（英语：Musa Çelebi）废弃苏莱曼·切莱比（英语：Süleyman Çelebi）与曼努埃尔二世的和约，派军队进入塞萨利、围攻塞萨洛尼基，并进攻君士坦丁堡。
- 1413年 －穆罕默德一世在曼努埃尔二世的支援下杀死穆萨·切莱比（英语：Musa Çelebi）。穆罕默德一世承认苏莱曼·切莱比（英语：Süleyman Çelebi）与曼努埃尔二世的和约。
- 1414年 －曼努埃尔二世前往塞萨洛尼基，并支援萨索斯岛对抗莱斯沃斯岛前统治者弗朗切斯科二世·加蒂卢西奥（英语：Francesco II Gattilusio）的私生子乔治的威胁。康士坦斯大公会议召开。
- 1415年 －曼努埃尔二世前往伯罗奔尼撒建立六里城防（英语：Hexamilion wall），并击败当地人叛乱。曼努埃尔二世派使节参加康士坦斯大公会议。
- 1421年 －曼努埃尔二世之子约翰八世迎娶蒙费拉的索菲亚（英语：Sophia of Montferrat），并加冕为共治皇帝。穆罕默德一世去世，其子穆拉德二世继位。约翰八世扶植穆斯塔法·切莱比（英语：Mustafa Çelebi）对抗穆拉德二世。
- 1422年 －穆斯塔法·切莱比（英语：Mustafa Çelebi）被穆拉德二世击溃并处决。穆拉德二世派军队封锁塞萨洛尼基，并进攻君士坦丁堡。穆拉德二世放弃围攻君士坦丁堡。
- 1423年 －教宗玛尔定五世再次要求希腊教会“归入”罗马教会。塞萨洛尼基被献给威尼斯共和国。约翰八世前往西方求援。
- 1424年 －约翰八世回到君士坦丁堡。
- 1425年 －曼努埃尔二世与穆拉德二世和谈，将马尔马拉海与黑海的滨海地区归还。曼努埃尔二世去世。
- 1427年 －约翰八世与兄弟君士坦丁十一世共同歼灭伊庇鲁斯专制君主卡洛一世·托科（英语：Carlo I Tocco）的舰队。卡洛一世·托科（英语：Carlo I Tocco）将侄女马达莱娜-狄奥多拉·托科（英语：Theodora Tocco）嫁给君士坦丁十一世，并割让厄利斯与格拉伦察。
- 1429年 －君士坦丁十一世从帕特雷拉丁大主教（英语：Latin Archbishopric of Patras）手中夺取帕特雷。
- 1430年 －奥斯曼帝国从威尼斯共和国手中夺取塞萨洛尼基。
- 1431年 －约翰八世派使节前往巴塞尔参加宗教会议。新任教宗安日纳四世要求会议转移到意大利。与会的代表们拒绝转移，教宗安日纳四世宣布会议无效。
- 1437年 －教宗安日纳四世被迫承认巴塞尔会议合法性，并承认真正的统一必须靠整个东方与西方教会的全体代表召开大公会议才能实现。
- 1438年 －约翰八世亲率代表团参加佛罗伦斯大公会议。
- 1439年 －佛罗伦斯大公会议通过《希腊人统一敕令（英语：Bull of Union with the Greeks）》，宣布东西教会统一。
- 1440年 －约翰八世回到君士坦丁堡。佛罗伦斯大公会议遭到大量谴责。
- 1442年 －约翰八世的兄弟迪米特里奥斯·巴列奥略（英语：Demetrios Palaiologos）以维护东正教的名义发动叛乱，被约翰八世俘虏并软禁。
- 1443年 －教宗安日纳四世发动对奥斯曼帝国的十字军。
- 1444年 －君士坦丁十一世迫使雅典公国成为附庸。十字军在瓦尔纳战役被穆拉德二世歼灭。
- 1445年 －勃艮第公爵菲利普三世的援军抵达摩里亚。君士坦丁十一世攻入阿尔巴尼亚，并派军夺取福基斯西部。
- 1446年 －穆拉德二世夺回福基斯，并攻破六里城防（英语：Hexamilion wall），劫掠摩里亚。
- 1448年 －约翰八世去世。
- 1449年 －君士坦丁十一世披上紫袍成为皇帝，但未接受加冕。
- 1451年 －君士坦丁十一世向教宗尼各老五世写信列举反对教会统一派的具体诉求。穆拉德二世去世，其子穆罕默德二世继位。
- 1452年 －穆罕默德二世建造如梅利堡垒，以完全控制博斯普鲁斯海峡。教宗尼各老五世派使团到君士坦丁堡监管东方教会与西方教会的统一得以确实执行。君士坦丁十一世宣读“天主欢庆”敕令，在名义上接受教会统一。
- 1453年 －穆罕默德二世率军攻破君士坦丁堡。君士坦丁十一世不知所踪。

## 特拉比松帝国（1204年—1461年）
- 1204年 －格鲁吉亚王国女王塔玛尔资助安德洛尼卡一世之孙阿莱克修斯一世攻占特拉布宗等地，建立特拉比松帝国。大卫·科穆宁（英语：David Komnenos）率军西征，建立帕夫拉戈尼亚公国。
- 1205年 －罗姆苏丹国苏丹凯霍斯鲁一世包围特拉布宗。尼西亚帝国皇帝塞奥多利一世阻击大卫·科穆宁（英语：David Komnenos）的西征。
- 1206年 －阿莱克修斯一世被罗姆苏丹国击败，被迫开放萨姆松。
- 1208年 －大卫·科穆宁（英语：David Komnenos）寻求拉丁帝国皇帝佛兰德的亨利支持，迫使塞奥多利一世放弃对赫拉克利亚的围攻。
- 1212年 －大卫·科穆宁（英语：David Komnenos）在瓦托派季乌修道院去世。
- 1214年 －最迟此年，赫拉克利亚被尼西亚帝国攻占。罗姆苏丹国攻占特拉比松帝国统治下的锡诺普，阿莱克修斯一世被迫向苏丹凯考斯一世臣服。
- 1222年 －阿莱克修斯一世去世，其女婿安德洛尼卡一世继位，并与罗姆苏丹国签订新和约。
- 1223年 －一艘特拉比松帝国船只被暴风吹到锡诺普后，被当地总督哈图恩劫掠。安德洛尼卡一世派兵洗劫锡诺普。罗姆苏丹国苏丹凯库巴德一世之子马利克围攻特拉布宗，战败被俘，特拉比松帝国恢复独立。
- 1230年 －安德洛尼卡一世支持的花剌子模王朝沙阿札兰丁在与以罗姆苏丹国为首的联军爆发的亚西切门战役（英语：Battle of Yassıçemen）中战败，安德洛尼卡一世被迫重新臣服于罗姆苏丹国。
- 1235年 －安德洛尼卡一世去世，阿莱克修斯一世之子约翰一世继位。
- 1238年 －约翰一世死于玩马球，其弟曼努埃尔一世继位。
- 1243年 －曼努埃尔一世协助罗姆苏丹国苏丹凯霍斯鲁二世率领的联军，在克塞山战役被拜住率领的蒙古帝国军队击败，被迫向蒙古帝国屈服。
- 1246年 －曼努埃尔一世前往哈拉和林，拜见蒙古帝国大汗贵由。
- 1253年 －曼努埃尔一世派使者前往赛达，向法兰西王国国王路易九世提亲，遭婉拒。
- 1259年 －曼努埃尔一世率军攻占锡诺普。
- 1263年 －曼努埃尔一世去世，其子安德洛尼卡二世继位。
- 1265年 －锡诺普被罗姆苏丹国权臣佩瓦内·穆尔因丁·苏莱曼率军攻陷。
- 1266年 －安德洛尼卡二世去世，乔治一世继位。
- 1280年 －乔治一世被贵族推翻，其弟约翰二世继位。东罗马帝国皇帝米海尔八世开始派使团要求约翰二世取消“罗马人的皇帝”头衔。
- 1281年 －米海尔八世再次向约翰二世派出使团。特拉布宗爆发帕帕多普洛斯领导的叛乱。
- 1282年 －约翰二世在米海尔八世的第三个使团邀请下前往君士坦丁堡，被迫放弃“罗马人的皇帝”头衔，但仍称皇帝。格鲁吉亚王国国王大卫六世入侵特拉比松帝国，空手而回。约翰二世迎娶米海尔八世之女尤多奇亚·科穆宁·帕列奥列格（英语：Eudokia Palaiologina）。
- 1283年 －乔治一世潜回特拉布宗试图复辟，被抓获。
- 1284年 －约翰二世之姐狄奥多拉发动叛乱，自立为帝。
- 1285年 －狄奥多拉被镇压。
- 1297年 －约翰二世去世，其子阿莱克修斯二世继位，东罗马帝国皇帝安德洛尼卡二世成为其监护人。
- 1300年 －阿莱克修斯二世违反安德洛尼卡二世意愿，与萨姆茨赫公国阿德贝格贝卡一世之女加扎克结婚。
- 1301年 －阿莱克修斯二世击退土库曼人入侵，控制凯拉苏斯。
- 1306年 －阿莱克修斯二世拒绝热那亚人提出的免税要求。热那亚人于亚西切门战役（英语：Daphnus (Bithynia)）达弗努斯港口放火。
- 1313年 －土库曼人巴伊拉姆入侵马祖卡。
- 1314年 －锡诺普的穆斯林在特拉布宗城外放火。阿莱克修斯二世被迫答应热那亚人提出的免税要求。
- 1319年 －阿莱克修斯二世授予威尼斯人与热那亚人同样的特权。
- 1330年 －阿莱克修斯二世去世，其子安德洛尼卡三世继位，并杀死他的两个弟弟米哈伊尔·阿扎胡特鲁和乔治·阿赫普加。
- 1332年 －安德洛尼卡三世去世，其子曼努埃尔二世继位。土库曼人巴伊拉姆再次入侵马祖卡，被击败。逃亡君士坦丁堡的阿莱克修斯二世之子瓦西里返回特拉布宗，废黜曼努埃尔二世，自立为帝。
- 1333年 －太监约翰（英语：John the Eunuch (Trebizond)）发动叛乱后被镇压，曼努埃尔二世受到牵连被处死。
- 1335年 －瓦西里迎娶东罗马帝国皇帝安德洛尼卡三世私生女伊琳娜·巴列奥略。
- 1336年 －丘拜尼王朝的谢赫·小哈桑（英语：Hasan Kuchak）入侵特拉比松帝国，因暴雨而撤退。
- 1340年 －瓦西里去世，特拉比松帝国爆发内战，阿敏赞塔派（英语：Amytzantarioi）拥立皇后伊琳娜·巴列奥略。
- 1341年 －白羊王朝多次袭击特拉比松帝国。阿莱克修斯二世之女安娜推翻伊琳娜·巴列奥略，被拥立为帝。约翰二世之子米哈伊尔从君士坦丁堡返回特拉布宗，被拥戴为皇帝，很快被推翻。
- 1342年 －米哈伊尔之子约翰三世推翻并处死安娜，夺取皇位。
- 1343年 －白羊王朝入侵特拉比松帝国，空手而归。
- 1344年 －米哈伊尔称帝，废黜约翰三世。
- 1345年 －米哈伊尔逮捕尼基塔斯·斯候拉（英语：Niketas Scholares）等斯候拉派权臣，并将约翰三世送往君士坦丁堡，约翰三世死于锡诺普。
- 1347年 －土库曼人占领圣安德烈阿斯与云耶。黑死病席卷特拉布宗。
- 1348年 －热那亚共和国夺取凯拉苏斯。土库曼人联军入侵特拉比松帝国，败走。
- 1349年 －热那亚共和国征伐特拉比松帝国。特拉比松帝国被迫割让狮堡（英语：Kalepark），并重新起用尼基塔斯·斯候拉（英语：Niketas Scholares）。米哈伊尔被迫退位，阿莱克修斯三世继位。
- 1351年 －贵族狄奥多尔·皮莱利斯·多兰尼提斯（英语：Theodore Pileles Doranites）发动叛乱，一度控制尼基塔斯·斯候拉（英语：Niketas Scholares）。阿莱克修斯三世前往蒂雷博卢。狄奥多尔·皮莱利斯·多兰尼提斯（英语：Theodore Pileles Doranites）被民众推翻。
- 1352年 －贵族约翰·扎尼西提斯发动叛乱，攻占扎尼汗堡，阿莱克修斯三世被迫与之达成和解。阿莱克修斯三世将姐姐玛丽亚嫁给白羊王朝酋长图尔·阿里的儿子库特鲁·贝格（英语：Fakhr al-Din Qutlugh）。
- 1354年 －尼基塔斯·斯候拉（英语：Niketas Scholares）出逃凯拉苏斯。
- 1355年 －尼基塔斯·斯候拉（英语：Niketas Scholares）进攻特拉布宗，后撤离。阿莱克修斯三世反攻凯拉苏斯，当地居民表示臣服。米哈伊尔再次现身并进攻特拉布宗，后逃走。哈利迪亚公爵约翰·卡瓦西提斯出兵征服海里安与索罗亚那（英语：Torul），后于年底被海里安地区的土库曼人俘虏。
- 1356年 －尼基塔斯·斯候拉（英语：Niketas Scholares）被抓获并被软禁。
- 1357年 －土库曼人巴伊拉姆之子哈吉·埃米尔入侵马祖卡。阿莱克修斯三世将姐妹塞奥多拉嫁给哈吉·埃米尔。
- 1358年 －阿莱克修斯三世的姐姐玛丽亚访问特拉布宗。
- 1360年 －阿莱克修斯三世计划修建库库堡。约翰·卡瓦西提斯在阿莱克修斯三世与巴伊布尔特土库曼人的战争中再次失败，丧失指挥权。阿莱克修斯三世派使团前往威尼斯共和国请求贸易。
- 1361年 －巴伊布尔特埃米尔哈吉·拉提夫入侵马祖卡，以失败告终。埃尔津詹埃米尔阿赫·安颜·贝格围攻库库堡，以失败告终。阿莱克修斯三世访问哈吉·埃米尔。
- 1362年 －土库曼人扎拉比·塔吉·阿丁向阿莱克修斯三世请求联姻，被拒绝。
- 1363年 －卡瓦西提斯家族袭击阿莱克修斯三世，失败逃往萨姆松。阿莱克修斯三世访问君士坦丁堡。
- 1364年 －特拉布宗都主教尼蓬作为卡瓦西提斯家族的同谋被捕后去世。
- 1365年 －白羊王朝埃米尔库特鲁·贝格（英语：Fakhr al-Din Qutlugh）访问特拉布宗。
- 1367年 －阿莱克修斯三世访问白羊王朝。阿莱克修斯三世与格鲁吉亚王国国王巴格拉特五世会晤，将长女安娜·大科穆宁（英语：Anna of Trebizond, Queen of Georgia）嫁给巴格拉特五世。阿莱克修斯三世将圣克罗齐赐予威尼斯人。
- 1368年 －谢宾卡拉希萨尔埃米尔基里克·阿尔斯兰入侵卡尔迪亚，阿莱克修斯三世率军抵抗。
- 1369年 －基里克·阿尔斯兰占领格拉哈，洗劫卡尔迪亚。
- 1370年 －土库曼人袭击阿莱克修斯三世的随从。
- 1373年 －东罗马帝国皇帝约翰五世访问特拉布宗。
- 1374年 －阿莱克修斯三世收复格拉哈，但很快丢失。威尼斯共和国威胁撤出特拉布宗，除非阿莱克修斯三世改善给予他们的特权。
- 1376年 －威尼斯共和国支持皇帝阿莱克修斯三世的儿子安德罗尼库斯·大科穆宁反对阿莱克修斯三世，迫使阿莱克修斯三世将威尼斯人的商业税减半。安德罗尼库斯·大科穆宁于同年去世。
- 1377年 －阿莱克修斯三世之子曼努埃尔三世迎娶格鲁吉亚的库尔坎-尤多基亚（英语：Gulkhan-Eudokia of Georgia）。
- 1379年 －阿莱克修斯三世抵抗基里克·阿尔斯兰入侵。阿莱克修斯三世同意将女儿尤多奇亚嫁给土库曼人扎拉比·塔吉·阿丁。
- 1380年 －阿莱克修斯三世远征契比尼。
- 1390年 －阿莱克修斯三世去世，其子曼努埃尔三世继位。
- 1391年 －曼努埃尔三世与威尼斯人签署协议，削减后者需要缴纳的税额。
- 1395年 －曼努埃尔三世皇后格鲁吉亚的库尔坎-尤多基亚（英语：Gulkhan-Eudokia of Georgia）去世。曼努埃尔三世从君士坦丁堡迎娶新皇后安娜·费兰塞罗佩诺斯（英语：Anna Philanthropene），并为儿子阿莱克修斯四世迎娶狄奥多拉·坎塔库泽娜（英语：Theodora Kantakouzene (wife of Alexios IV of Trebizond)）。
- 1396年 －曼努埃尔三世允许威尼斯人在特拉比松帝国各地经商，按照原定的税额缴税，允许他们建立自己的教堂、礼拜堂、银行与法庭。
- 1397年 －哈吉·埃米尔夺取凯拉苏斯，并将此地献给锡瓦斯的卡迪苏丹。
- 1400年 －曼努埃尔三世加入帖木儿对奥斯曼帝国苏丹巴耶济德一世的战争。
- 1404年 －卡斯蒂利亚王国使者克拉维约觐见曼努埃尔三世。
- 1416年 －威尼斯人下令不允许热那亚共和国商船停靠特拉布宗。热那亚共和国对特拉布宗发起报复式攻击。
- 1417年 －曼努埃尔三世去世，其子阿莱克修斯四世继位。
- 1418年 －阿莱克修斯四世被迫向热那亚共和国支付战争赔偿。
- 1425年 －因阿莱克修斯四世拒绝重修狮堡（英语：Kalepark）的要求，热那亚共和国对特拉比松帝国实行经济制裁。
- 1426年 －因母亲的私情，阿莱克修斯四世之子约翰四世发动政变，在囚禁父母无果后流亡格鲁吉亚王国。
- 1429年 －约翰四世派人刺杀阿莱克修斯四世后称帝。
- 1446年 －约翰四世派弟弟大卫攻击热那亚共和国控制的卡法。
- 1447年 －热那亚共和国威胁对特拉比松帝国开战。
- 1456年 －萨法维耶教团的谢赫·朱奈德（英语：Shaykh Junayd）约于此年入侵特拉比松帝国。奥斯曼帝国入侵特拉比松帝国，抓走了大量俘虏并要求约翰四世支付大笔赎金。
- 1458年 －大卫前往君士坦丁堡，向奥斯曼帝国纳贡，被迫将年贡从2000金币提升到3000金币。约翰四世将女儿塞奥多拉·大科穆宁（英语：Despina Khatun）嫁给白羊王朝苏丹乌尊哈桑。
- 1460年 －约翰四世去世，大卫继位。
- 1461年 －奥斯曼帝国苏丹穆罕默德二世围攻特拉布宗，大卫出城投降，特拉比松帝国灭亡。同年摩里亚专制国也被奥斯曼帝国攻灭。